# Glossari de botànica
Aquest recull de termes botànics proposa d'organitzar la terminologia botànica agrupant-los en un únic lloc per tal de poder fer-hi referència en aquells conceptes que no tinguin article propi. Actualment hi ha prop de 2500 entrades de les quals es dona una breu definició. Els conceptes remarcats amb un asterisc no tenen entrada pròpia i s'enllaça a l'article principal dins el seu context. Els conceptes no enllaçats no tenen, provisionalment, cap article relacionat; per bé que en molts es procura mostrar-ne un exemple gràfic. Cal remarcar que les definicions de molts termes atenen exclusivament les accepcions relacionades amb les ciències botàniques.

## A
- a-: Prefix que indica que no té; similar a 'sense'.
- ab-: Prefix que indica 'separació'.
- abaxial: És el revers a la cara inferior o cara abaxial de la làmina o limbe de la fulla d'una planta.
- ablastèmic -a: Incapaç de germinar.
- abraçador -a: Sinònim d'amplexicaule.
- abruptinervi -èrvia: Dit d'una fulla, d'un sèpal, etc., quan els nervis acaben bruscament.
- abscisió: 1. Separació, en desfer-se la unió entre dues cèl·lules o dos òrgans, tals com l'espora i el seu esporòfor. 2. Ruptura basal del peduncle de les fulles o els fruits que comporta, per tant, la seva caiguda.
- absídia: Gènere de fongs de l'ordre de les mucorals (Absidia sp.), presents als aliments en descomposició, que poden arribar a ésser tòxics per a l'home i els animals.
- absorció: Incorporació, a través dels pèls absorbents, d'aigua amb sals minerals dissoltes.
- acalical: Dit de l'estam no concrescent amb el calze.
- acalici -ícia: Privat de calze.
- acampanat -ada: Sinònim de campanulat -ada.
- acantocarp -a: Que té fruits espinosos.
- acarocecidi: Cecidis on l'agent causal és un àcar.
- acarp -a: Privat de fruit.
- acaule: Es diu de la planta de tija tan curta que sembla inexistent, ja que en ser molt curts els entrenusos, les fulles surten totes juntes fent una roseta a la base. (vegeu també en el seu context)
- acaulescent: Sinònim d'acaule.
- acèfal -a: Dit de les plantes que no formen cabdell, que no porten capítol a l'extrem superior, etc.
- acèrvul¹: Es diu de les flors en glomèrul.
- acèrvul²: En alguns fongs, capa de conidiòfors que provenen d'un estroma pla i prim.
- acíclic* -a: Es diu de la flor que té les peces inserides helicoidalment en el receptacle.
- acícula¹: Espina, o cristall semblant a una agulla.
- acícula²: Aculi prim i feble.
- acícula3: Fulla llarga i prima en forma d'agulla com la dels pins.
- acicular* : Es diu de l'òrgan llarg i estret (generalment una fulla) que té forma d'agulla.
- aciculifoli -òlia* : Es diu de les fulles que tenen forma d'agulla. Un exemple en són les fulles dels pins (Pinus sp.).
- aciculiforme* : Sinònim d'acicular.
- aciculisilva: Formació d'arbres aciculifolis amb sotabosc escàs, format sobretot d'arbusts baixos i molses.
- àcid abscísic: Fitohormona de les plantes que inhibeix el creixement.
- acidòfil* -a: 1. Que té preferència pels sòls àcids. 2. Que és afí als colorants àcids.
- acinaciforme: Que té forma d'espasa.
- acinet: Forma de resistència d'alguns cianobacteris amb paret gruixuda i immòbil, capaç de sobreviure en condicions desfavorables i germinar quan les condicions esdevenen òptimes.
- acineta: Gènere menut d'orquídies oriünd de Sud-amèrica oriental.
- acinetòspora: Sinònim d'acinet.
- aclamidi -ídia* : Es diu de la planta amb flors mancades de periant.
- acont: Desproveït de flagels (com les algues conjugades).
- acorticat -ada: Desproveït d'escorça, de còrtex.
- acotiledoni -ònia: Que no té cotilèdons.
- acràndria: En els briòfits, presència d'anteridis en l'àpex del caulidi.
- acrescent* : Òrgan vegetal que continua creixent un cop format. S'aplica principalment al calze, tot i que també hi hacorol·les.
- acro–: Prefix que designa que una part està situada a l'extrem, a sobre o a dalt de tot.
- acrocarp –a: En briologia es diu de la molsa que té l'esporòfit a la part apical del caulidi.
- acrocàrpic –a: Sinònim d'acrocarp.
- acrofil·le: Part superior dels primordis foliars que comencen a diferenciar-se.
- acrogen -ògena: Que creix o s'ha format a sobre o a partir de l'àpex.
- acrogin -ògina: Que té els arquegonis primer, i després els esporogonis, a l'àpex del tal·lus.
- acròpet -a: Que es desenvolupa seqüencialment des de la base cap a l'àpex.
- acroscòpic -a: Dit de la planta que està orientada cap a l'àpex d'un eix o cap a la part superior d'algun òrgan.
- acròspora: Espora exògena produïda a l'extrem d'una cèl·lula reproductora.
- acrotonia: Tipus de desenvolupament de les rames de les tiges en el qual les rames més properes a l'àpex creixen amb més vigor, de tal manera que les tiges laterals arriben a traspassar la tija principal.
- acrotropisme: Quimiotropisme provocat per l'oxigen o pel diòxid de carboni de l'aire.
- actinocarp -a: Que té el fruit radiat (com la badiana).
- actinomorf -a*:: 1. Es diu de l'òrgan que té simetria radial. 2. Es diu de les flors (i de les corol·les, etc.) que tenen tres plans longitudinals de simetria o més, de manera que llurs peces es disposen més o menys radialment.
- actinostela: Tipus d'estela el xilema de la qual és de secció estrellada.
- actinotactisme: Tactisme en el qual l'estímul és una radiació.
- actinotropisme: Tropisme en el qual l'estímul és una radiació.
- aculeat* -ada: 1. Que presenta aculis. 2. Es diu de les fulles rígides i punxants com els aculis.
- aculeïforme: Que té forma d'aculi.
- aculèol* : Petit aculi.
- aculeolat -ada: Que té aculis.
- aculi: Agulló o excrescència rígida i punxant que es distingeix de l'espina per la seva formació purament epidèrmicacom la dels rosers i esbarzers. (vegeu també en el seu context)
- acumbent: Embrió que té el pla medià perpendicular al pla de simetria del primordi seminal respectiu o cotiledons de les dicotiledònies quan l'hipocòtil i la radícula es corben fins a aplicar-se al llarg de llurs vores.
- acumen: punta amb la qual acaben algunes fulles o altes òrgans.
- acuminat* -ada: Designa la forma en punta molt marcada en què terminen algunes fulles i altres òrgans laminars o florals.
- acuminifoliat -ada: Que té fulles acuminades.
- acutifoli -òlia: Que té fulles agudes.
- acutiúscul -a: Dit de les fulles o altres estructures, lleugerament agudes.
- adaptació: Conjunt de modificacions hereditàries (morfològiques, fisiològiques i etològiques) que permeten a un organisme, una població o una espècie adequar-se a les condicions biòtiques i abiòtiques del medi.
- adaxial: Es diu d'aquella part d'un òrgan que es troba més propera a l'eix que sosté aquest mateix òrgan.
- -adelf: Forma sufixada del mot grec adelphós 'germà', emprada per significar que els estams, units per llurs filaments, són disposats formant un fascicle, dos, etc. Ex.: monadelf, poliadelf
- adèlfia: del grec adelphós (germà) .Soldadura dels filaments estaminals en un feix o en diversos.
- adelfogàmia: Forma de relació sexual entre eucariotes germans.
- adelofici -ícia: de adelo- i el grec phỹkos (alga). Amb relació a un estat o una fase del cicle d'algunes algues, caracteritzat pel format diminut, amb filaments lliures o soldats en un disc, aplicats al substrat.
- adenosi: Estat d'una planta o d'un òrgan vegetal que es cobreix de glàndules.
- adnat -ada: Es diu dels òrgans diferents que han crescut units integralment.
- adossat -ada: Aplicat als òrgans recolzats pel dors contra d'altres òrgans.
- adventici -ícia: 1. Es diu de l'òrgan o de l'estructura vegetal (especialment de l'arrel i les gemmes) que neix d'una posició no habitual de la planta. 2. Es diu de la planta no indígena, al·lòctona, no completament naturalitzada.
- aerènquima: Parènquima que té nombrosos i grans espais intercel·lulars per on pot circular l'aire.
- aeri aèria: Relatiu a l'aire.
- aerícola: Dit de les plantes que creixen totalment en medi aeri. Ex.: clavellina d'aire.
- aerocàrpia: Maduració dels fruits a l'aire.
- aerocist: Vesícula plena de gas que fa de flotador en algunes algues.
- afil·le -a* : Privat de fulles (o amb fulles molt reduïdes).
- afíl·lia: Absència de fulles.
- afil·lòpode -a: Dit de les plantes que, en el moment de la floració, presenten la base de la tija sense fulles.
- afilar: Allargar-se anormalment les tiges i les fulles d'una planta, creixent dèbils i primes, sense clorofil·la.
- aflatoxina: Toxina cancerígena produïda per l'Aspergillus flavus i espècies afins.
- aflèbia: Òrgan foliaci propi de les falgueres, que naix a la base del raquis de la fronda o de les pinnes de primer ordre, i que té una forma diferent d'aquestes.
- afroalpí -ina: Relatiu o pertanyent a la flora que, a les muntanyes africanes, ocupa les zones geobotànicament equivalents als estatges alpí i subalpí europeus.
- agafar: Arrelar, fer arrels, adquirir vigor, un plançó, un empelt, una planta; prendre.
- agalla: Es diu dels cecidis de creixement definit i sol aplicar-se, amb freqüència, a les excrescències esfèriques pròpies de les fulles delsroures. El DIEC el dona com a sinònim de gala, marulla o macarulla.
- agamocàrpia: Formació del fruit sense l'estímul de la fecundació, però amb llavors ben formades, amb capacitat de germinar.
- agamospèrmia: Classe d'apomixi en què es produeixen llavors sense meiosi ni fecundació.
- agar: Sinònim d'agar-agar.
- agar-agar: Substància mucilaginosa que es troba en la paret cel·lular d'algunes algues vermelles i que s'usa en alimentació, enmicrobiologia per a solidificar medis de cultiu i en certes cultures com a substància medicinal.
- aglà: Sinònim de gla.
- agregat -ada: Dit de les flors, els fruits, etc, agrupats d'una manera atapeïda.
- agronomia: Branca de l'agricultura que estudia el conreu de les terres.
- agrostòleg -òloga: especialista en agrostologia.
- agrostologia: branca de la botànica que es dedica a l'estudi científic de les poàcies (gramínies).
- agulla: Fulla acicular, com les dels pins i cedres.
- agulleta: Protuberància, en forma de con agut, que, en gran nombre, forma la superfície himenial de les hidnàcies.
- agulló: Sinònim d'aculi.
- agut* -uda: 1. Es diu de la fulla o d'altres òrgans laminars els marges dels quals fan angle agut a l'àpex. 2. Que acaba en punta fina. (vegeu en el seu context)
- ajagut: 1. Alteració dels cereals que consisteix en la vinclada de les tiges. 2. Sinònim de procumbent.
- ala* : 1. En botànica, es diu de l'expansió laminar d'un òrgan (tija, pecíol, fruit, etc.). 2. Cadascun dels dos pètals laterals de les flors papilionàcies
- alabardat -ada: Sinònim d'hastat -ada.
- alat: Que té ales.
- albeca: Es diu de la capa de fusta menys dura i de color més clar que se situa just per sota de l'escorça.
- albecós -osa: Dit de la fusta que té una consistència i una contextura semblants a l'albeca.
- albereda: bosc predominantment d'àlbers.
- albicació: Aparició de taques blanques a les fulles, per manca de clorofil·la.
- albinervi -èrvia: Dit de la fulla, bràctea, etc, que té les nervacions blanques.
- albí -ina: Que presenta el fenomen de l'albinisme.
- albinisme: Fenomen consistent en la no existència dels pigments habituals generalment a la corol·la que, en conseqüència queda sense color i més o menysblanc.
- albumen: teixit nutricional de les llavors que acompanya l'embrió.
- alcaloide: Substància nitrogenada, de caràcter bàsic, que produeixen algunes plantes, en la qual el nitrogen està unit de manera heterocíclica.
- alcalosi: Afecció patològica motivada per un excés d'alcalinitat en el sòl.
- alga: Organisme unicel·lular o pluricel·lular que viu amb preferència en medis aquàtics i que presenta diferents classes de pigmentsfotosintètics, una organització protofítica o tal·lofítica, esporocists, gametocists i zigots els quals no passen per la fase d'embrió.
- alga blanca: Fa referència a dos éssers; una poàcia (Hyparrhenia hirta) o un cianobacteri (Microcystis aeruginosa).
- alginat: sal de l'àcid algínic que es troba habitualment a la paret cel·lular dels feòfits i que en la indústria s'utilitza com aespessidor o estabilitzador.
- algologia: Sinònim de ficologia.
- algològic –a: Sinònim de ficològic -a.
- alguer: Herbassar de fanerògames marines.
- aliança: Categoria sintaxonòmica usada en la classificació sigmatista de la vegetació; és de categoria superior a l'associació i inferior a l'ordre.
- al·lelopatia: Fenomen d'interferència química que consisteix en l'alliberament de substàncies químiques per part d'una planta (o altres organismes) que són perjudicials per altres plantes competidores.
- al·locor -a: que presenta al·locòria.
- al·locòria: que utilitza un vector aliè per dispersar les diàspores,
- al·lòcton -a: Es diu d'aquell vegetal no originari d'un territori al qual ha accedit recentment, sovint per acció de l'home.
- al·lògam -a: Que presenta al·logàmia.
- al·logàmia: Fecundació que es produeix entre gàmetes procedents de dos individus diferents.
- al·lopol·len: pol·len d'una flor que ha estat transportat sobre l'estigma d'una altra flor.
- al·lopoliploide: Vegetal originat per al·lopoliploïdia.
- al·lopoliploïdia: Poliploïdia que afecta els híbrids i que es caracteritza pel fet que un individu té més de dos conjunts decromosomes que s'han originat a partir de dues o més estirps parentals.
- al·lorízia* : Desenvolupament del sistema radical a partir de la radícula de l'embrió que dona una arrel principal on apareixen branques lateralment. (vegeu en el seu context)
- al·lorízic -a: Que presenta al·lorízia.
- alocar: Comunitat vegetal dominada per l'aloc.
- alpestre: Propi de l'alta muntanya alpina, dels estatges subalpí i alpí.
- alpí -ina: Propi de les zones altes de les muntanyes on ja no és possible el desenvolupament arbori i la vegetació es limita a matolls iprats.
- alpinització: Degradació (generalment deguda a l'acció humana) dels boscs de coníferes subalpins a prats i matolls de caràcter alpí.
- alruna: Nom antic de l'arrel antropomòrfica de la mandràgora (Mandragora officinarum).
- altern -a* : Adjectiu que es refereix a les fulles esparses que neixen alternadament sobre latija, cadascuna oposada a l'anterior i a la següent. (vegeu en el seu context)
- alternança: Divisió o repartiment dels terrenys d'una explotació en tantes parts equivalents com anys previstos per a la successió de conreus escollida com a més convenient.
- Alternaria: gènere de fongs ascomicets.
- alterni-: Prefix que significa alternat.
- alterniflor -a: Dit de la planta que té les flors en disposició alterna sobre l'eix.
- alternifoli -òlia: Dit de la planta que té les fulles en disposició alterna.
- alternipètal -a* : Es diu de les peces d'un verticil que es disposen alternades amb els pètals, és a dir, que cada dos pètals apareix una peça d'aquest verticil immediat.
- alternisèpal -a* : Es diu de les peces d'un verticil que es disposen alternades amb els sèpals, és a dir, que cada dos sèpals apareix una peça d'aquest verticil immediat.
- altídom -a: Dit de les plantes que, en un mateix país o regió, es poden trobar en localitats separades per desnivells de 2000 m o més.
- altimontà -ana: Propi de la part més alta de l'estatge montà.
- alvèol: Cavitat que ocupen les llavors en certes flors.
- alveolar: Similar als alvèols.
- alveolat: Que està format per alvèols.
- alzinar: Comunitat vegetal formada per alzines.
- amastigomicot: Fong del grup dels Amastigomycota.
- ambient: Conjunt de factors abiòtics (temperatura, pressió, llum, composició química del medi...) i biòtics (interaccions entre els organismes) a què és sotmès un ésser viu.
- ambigen -ígena: Dit del calze que té peces de dues menes, les exteriors sepaloides, i les interiors petaloides, com passa en la passionera.
- ambípar -a: Dit de la gemma que conté els primordis de dues flors o fulles.
- ameboide: Que pren la forma d'una ameba.
- ament: Inflorescència unisexual amb aspecte d'espiga densa, sovint pèndula.
- amentaci -àcia: Semblant a un ament o que té caràcter d'ament.
- amentiforme* : Referit a la planta que té forma d'ament (botànica). (vegeu en el seu context)
- ametlla: Fruit de l'ametller i qualsevol llavor anàloga a la d'aquest, com la del préssec, de l'albercoc, etc.
- amfi-: Prefix que vol dir tots dos, de dues maneres, als dos costats o al voltant.
- amficàrpia: qualitat que posseeixen determinades plantes que poden produir fruits de formes diferents, segons deriven de flors aèries o subterrànies.
- amfífil -a: Que la seva pol·linització pot ser tant pel vent com per animals.
- amfigastri: Es diu de cadascun dels fil·lidis -talment com fulles molt petites- implantats a la cara ventral del caulidi de les hepàtiques i que formen una tercera sèrie foliosa.
- amfisarca: Fruit plurilocular, procedent d'ovari súper, de part externa (epicarpi) dura i lignificada i l'interior carnós, amb nombroses llavors, com el del baobab.
- amfistomàtic -a: Relatiu a la fulla que té estomes tant en l'epidermis de l'anvers com en la del revers.
- amfitàl·lic -a: dit dels fongs que produeixen espores binuclears.
- amfiteci: 1. Es diu del marge de tal·lus que envolta el disc dels apotecis lecanorins. 2. En els briòfits, coberta externa del primordi de l'esporangi.
- amfítrop -a: primordi seminal campilòtrop en el qual la calaza està propera al fílum o embrió corresponent a un primordi seminal campilòtrop.
- amilogen -ògena: que produeix midó.
- amiloplast: Leucoplast que acumula midó en capes concèntriques i forma grans.
- amplexicaule: Es diu d'una fulla o un òrgan foliaci que envolta la tija i l'abraça per llur base.
- ampul·la: 1. Estructura en forma de sac o vesícula membranosa. 2. Es diu de la cèl·lula utricular superficial dels caulidis delsesfagnes, on s'acumula l'aigua. 3. En els euglenòfits, es diu de la invaginació situada a la part anterior de les seves cèl·lules i d'on surten els flagels.
- ampul·laci -àcia: Sinònim d'ampul·liforme.
- ampul·liforme: Que té forma d'ampolla.
- anacard: 1. Arbre de la família de les anacardiàcies (Anacardium occidentale), molt conreat en els països càlids pel seu fruit i la seva fusta. 2. Peduncle carnós i piriforme del fruit de l'anacard, comestible. 3. Fruit de l'anacard, de llavor reniforme comestible.
- anacrogin –ògina: Es diu de les hepàtiques folioses on els arquegonis i els esporogonis neixen als costats del caulidi i no pas a l'àpex com sol ser habitual.
- anadre -a:: Es diu de les flors que no tenen estams. També es coneixen com a flors pistilades o flors androestèrils. N'és un exemple la flors femenines de laCarica papaya.
- anàlisi corològica: Determinació del caràcter de les àrees ocupades per les diverses espècies d'una comunitat vegetal o d'un territori geogràfic. Per obtenir un espectre corològic.
- anàlisi pol·línica: Determinació d'espècies, principalment arbòries, representades en els diferents estrats fòssils, sobretot de les torberes, pels seus grans de pol·len.
- anamorf: Estat d'un fong en què només es reprodueix de manera vegetativa, en general, per conidis.
- anamorfosi: Degeneració teratològica que arriba a fer quasi irrecognoscible un vegetal.
- anant: Desproveït de flors.
- anastomitzat -ada: Es diu de la nervació foliar en què els nervis d'últim ordre es reuneixen entre ells fent un reticle més o menys tancat.
- anastomosat –ada: Sinònim d'anastomitzat -ada.
- anastomosi: En anatomia, unió d'un vas amb un altre que pertany a un sistema diferent, o reunió de diferents branques que arrenquen d'un tronc comú, formant, així, com una xarxa.
- anatomia vegetal: Estudi macroscòpic i microscòpic de la forma i l'estructura de les diferents parts i òrgans de les plantes.
- anàtrop -a: Es diu del primordi seminal girat 180° respecte al funicle (peu que el sosté), de manera que el micròpil ve a situar-se al costat d'aquell. Lallavor que en deriva presenta rafe.
- ancípit -a: Molt comprimit, amb secció semblant a la d'una espasa de dos talls.
- ancistrocàrpic -a: Dit de les plantes que tenen fruits espinosos, propis per a la disseminació epizoocora.
- andreeals: Molsa de l'ordre de les Andreaeales.
- andro-: Prefix que designa el sexe masculí.
- androceu: Conjunt d'estams (i dels estaminodis, si és el cas) de la flor.
- androdioècia: Tipus de poligàmia en la qual una mateixa espècie presenta uns peus amb flors hermafrodites i d'altres amb flors masculines.
- androesterilitat: Fenomen pel qual algunes flors no produeixen pol·len o aquest no és funcional.
- andròfor: En anatomia vegetal és la columna que sosté l'androceu.
- androgin -ògina: 1. Que posseeix els dos sexes, hermafrodita. 2. Que té flors masculines i flors femenines.
- androginòfor: Òrgan columnar, prolongació de l'eix floral, d'algunes flors, que sosté els estams i l'ovari.
- andromonoècia: Presència en una mateixa planta de flors hermafrodites i de flors masculines.
- andropètal: Pètal originat per regressió dels estams.
- andròspora: Micròspora de les gimnospermes, o zoòspora masculina, típica dels gènere d'algues Oedogonium.

- androsporangi: Microsporangi de les gimnospermes o cèl·lula mare de les andròspores.
- anell: En els pteridòfits, renglera de cèl·lules, sovint disposades fent una cresta, que presenten els esporangis de moltes falgueres i que en provoca l'obertura per tal d'alliberar les espores.
- anell de dehiscència: Collar membranós o fibrós que envolta el peu d'alguns bolets.
- anellat -ada: Dit dels vasos o les tràquees proveïts de reforços anulars de lignina.
- anells de creixement: Anells aproximadament concèntrics que corresponen a les capes de xilema formades pel càmbium a la primavera (clar, vasos amples) i a l'estiu (fosc, vasos estrets).
- anemocor -a: Es diu de les plantes que disseminen les seves llavors mitjançant el vent.
- anemocòria* : Procés dedisseminació dels fruits, les espores o les llavors dels vegetals produïda pel vent.
- anemòfil -a: 1. Relatiu a la pol·linització en què el vector de transport és el vent. 2. Es diu de les plantes i flors que es pol·linitzen mitjançant el vent.
- anemofília: Tipologia de pol·linització on el vector és el vent.
- anemofòbia: Qualitat de les plantes que no resisteixen l'acció del vent, o d'aquelles que posseeixen dispositius que les protegeixen contra el vent.
- anemògam -a: Sinònim d'anemòfil.
- anemogàmia: Sinònim d'anemofília.
- anemotropisme: Orientació d'una planta que creix determinada per la direcció del vent.
- aneuploide: Es diu de l'organisme que té aneuploïdia.
- aneuploïdia: Conseqüència d'una distribució desigual, en la meiosi o en la mitosi, de la dotació normal de cromosomes, per aquest motiu lescèl·lules tenen un nombre de cromosomes que no és múltiple del nombre base.
- angelet: Nom popular del vil·là, acompanyat o no del fruit, de diverses asteràcies.
- angiocarp* : 1. Que té el fruit recobert per algun embolcall extern. 2. Es diu d'aquells fongs superiors que tenen el carpòfor recobert pel vel universal i, en conseqüència, l'himeni és protegit fins al moment d'alliberar les espores.
- angiocàrpic -a* : 1. Que posseeix pericarpi. 2. Tipus de desenvolupament dels basidiocarps en què l'himeni està protegit fins al moment que lesespores són prou madures per a ser dispersades.
- angiosperm -a: Planta amb flors que produeix els primordis seminals tancats en un pistil.
- angle de divergència: Angle que formen els dos plans medials de simetria que correspon a dues fulles immediatament consecutives.
- angulinervi -èrvia: Dit de les fulles en què els nervis laterals fan angle agut amb el principal.
- angusti-: Prefix que vol dir estret.
- angustisepte* -a: Bipartit per un envà (septe) estret; principalment de les silícules comprimides en què el septe longitudinal és perpendicular als costats amples. Oposat a latisepte.
- anis-, aniso- : Prefix que vol dir de forma desigual.
- anisocític* -a: Es diu de l'estoma en què tres cèl·lules subsidiàries de diferent mida envolten lescèl·lules oclusives.
- anisofil·le -a: Que presenta anisofíl·lia.
- anisofíl·lia: Presència de fulles que tenen grandària desigual en la mateixa zona d'una planta.
- anisogàmia: Diferència en la forma o la funció dels gàmetes que intervenen en la fecundació.
- anomocític* -a: Es diu de l'estoma en el qual les cèl·lules oclusives estan envoltades per cert nombre decèl·lules que no es distingeixen en forma i mida de les altres cèl·lules epidèrmiques.
- antàrtic-a: 1. Relatiu a l'Antàrtida. 2. Que pertany al regne florístic antàrtic. 3. Zona antàrtica (ecozona)
- antela: Tipus d'inflorescència composta que es caracteritza pel fet que totes les rames laterals creixen més que l'eix principal.
- antera: Part superior de l'estam que conté el pol·len i on anteriorment s'ha produït.
- anteridi: Gametangi masculí dels briòfits i dels pteridòfits que està format per una estructura esfèrica o en forma de maça que té un peu, una capa de cèl·lules estèrils i les cèl·lules mare dels anterozoides.
- anteridiòfor: 1. En ficologia, conjunt diferenciat d'anteridis, pedicles i cèl·lules protectores estèrils, propi de l'aparell reproductor d'algunes algues. 2. En ficologia, es diu del pedicle que sosté l'anteridi.
- anterozoide: Sinònim d'espermatozoide.
- antesi: 1. Acte d'obrir-se la flor. 2. Sinònim de floració.
- anti-: Prefix que denota inversió del sentit, contraposició, oposició.

- antípoda: Cèl·lula que se situa en el sac embrional, en el pol oposat a l'ovocèl·lula i les sinèrgides i que generalment es presenta en nombre de tres.
- antocià: Qualsevol dels pigments del grup dels glucòsids que donen colors blaus, vermells o violacis a certes flors i a altres òrgans vegetals.
- antòfil·le: Qualsevol de les fulles molt modificades que componen la flor, és a dir, sèpals, pètals, estams i carpels.
- antòfit: Sinònim d'espermatòfit.
- antròpic: Originat o condicionat pels éssers humans o per la seva acció.
- antropocor -a: Que presenta el fenomen de l'antropocòria.
- antropocòria: Es diu de la tipologia de disseminació de llavors que és afavorida per l'acció de l'home. (vegeu també en el seu context)
- antropòfil -a: Es diu de les plantes que la seva disseminació s'ha vist afavorida per l'acció dels humans. Genèricament es diu d'aquelles plantes que són afavorides per l'home.
- antrors –a: Dirigit cap a l'àpex de l'òrgan on és inserit.
- anual: Es diu de les plantes que compleixen tot el seu cicle biològic en el decurs d'un sol període de vegetació, és a dir, en un temps no superior a un any.
- anvers foliar: Cara superior de la fulla i d'altres òrgans foliacis.
- any: Cadascun dels cercles que apareixen al tronc tallat d'un arbre, corresponents al creixement anual, especialment els cercles de l'escorça de suro.
- apendiculat -ada: Proveït d'apèndixs.
- apèndix: En botànica, part subordinada d'un òrgan o cos vegetal.
- apètal -a: Sense pètals.
- àpex: En botànica, extrem superior, cim, punta, d'algun òrgan.
- apical: En botànica, Propi de l'àpex o relatiu a ell; oposat a basal.
- apiculat -ada: Que acaba bruscament en un mucró o en una punta petita i ben distinta. Sinònim de mucronat.
- aplanòspora: Espora que no té flagels.
- aplicat-ada: 1. En botànica, es diu de les fulles o altres òrgans laminars que queden molt acostats a l'eix del qual neixen. 2. Sinònim d'adprés-esa.
- apo-: Prefix que assenyala separació, quelcom lliure i independent, o que li falta alguna cosa.
- apocàrpic –a: 1. Es diu del gineceu d'aquelles plantes angiospermes en què cada carpel forma un pistil independent (oposat asincàrpic). 2. Sinònim de coricàrpic -a.
- apòfisi: 1. En general, protuberància. 2. Part externa visible i lignificada de l'esquama de les pinyes dels pins. 3. engruiximent de l'esporangiòfor de certs fongs.
- apogàmia: 1. Tipus d'apomixi on s'origina un embrió per via asexual a partir d'una cèl·lula del gametòfit (sac embrionari), com pot ser una sinèrgida o una antípoda i que en cap cas és l'ovocèl·lula. 2. Sinònim d'agamospèrmia.
- apomíctic: Que presenta o s'ha format per apomixi.
- apomixi: Forma de degeneració de la reproducció sexual per la qual s'originen embrions sense fecundació.
- apospòria: Tipus d'apomixi on la formació del gametòfit s'origina directament del teixit vegetatiu de l'esporòfit. 2. Formació de gonòspores -apomeiosi- sense meiosi prèvia.
- apoteci: Tipus d'ascoma en forma de disc aplanat o urceolat, en el qual l'himeni està sobre la cara superior i exposat a l'exterior en la maduresa.
- àpter –a: Mancat d'ales.
- aqueni: Fruit sec indehiscent, amb una sola llavor no soldada al pericarpi, que és prim.
- aracnoide: Semblant a araneós.
- araneós-osa: Que presenta pèls llargs i fins, més o menys entrecreuats com a teranyines.
- arborescent: Que s'assembla a un arbre.
- arbori -òria: 1. Relatiu a l'arbre. 2. Que té qualitat d'arbre.
- arbre: Planta perenne de tronc elevat i llenyós que ordinàriament presenta branques a partir de certa altura.
- arbuscle: Hifa molt ramificada que es forma a l'interior d'algunes cèl·lules del còrtex d'una planta i facilita l'intercanvi de substàncies.
- arbust: Planta llenyosa generalment ramificada des de la base, d'uns 5 metres d'alçària màxima i mancada de tronc principal.
- arbustiu -iva: Amb port d'arbust.
- arcuat –ada: Corbat en forma d'arc.
- arenícola: Es diu de l'organisme que prefereix els terrenys arenosos per a viure-hi.
- arèola: 1. En les cactàcies, zona de la tija on s'agrupen les espines i que es correspon amb una gemma axil·lar.
- areolat -ada: Que té arèoles.
- aresta: Qualsevol dels apèndixs filiformes i rígids que presenta l'espiga del blat i altres plantesgramínies.
- aril: Excrescència nutrícia que es forma en algunes llavors a conseqüència del desenvolupament del funicle després de lafecundació.
- aril·lat -ada: Que té aril.
- aristat -ada: Es diu d'aquell òrgan o estructura que presenta aresta.
- arrize* -a: Que no té rels.
- armil·la: En micologia, es diu de les restes anellades del vel parcial que apareix a la part superior del peu d'alguns agaricals.
- arquegoni:Gametangi o òrgan sexual femení del gametòfit de les arquegoniades i de la majoria de lesgimnospermes, ampul·liforme, que origina i conté l'ovocèl·lula.
- arquegonífer -a: Que porta arquegonis o és productor d'arquegonis.
- arquegoniòfor: En briologia es diu de l'estructura portadora de gametangis.
- arquejat -ada: Encorbat en forma d'arc.
- arqueu: Bacteri procariota estrictament anaeròbic i termoresistent.
- arqueòfit: Planta introduïda en un territori en temps antics.
- arquespori: Teixit de l'esporòfit on hi ha les cèl·lules mares de les espores.
- arrel: Part inferior d'una planta fanerògama o d'un pteridòfit, generalment enfonsada a terra, que creix en sentit oposat al tronc, desproveïda de fulles i òrgans de reproducció, i que serveix per a fixar la planta al sòl i absorbir l'aigua i altressubstàncies nutrients.
- arrel fúlcria: Arrel que neix d'una tija aèria i que en endinsar-se a terra ajuda al sosteniment del vegetal.
- arrodonit -da: Tipus de fulla amb la base rodona.
- àrtic -a: Característic de les regions de la Terra situades entre el cercle polar àrtic i el pol Nord.
- article: Segment de qualsevol òrgan, més o menys delimitat per nusos o constriccions i sovint susceptible de separar-se espontàniament dels immediats.
- artico-alpí-ina: Es diu de les plantes que es fan a les regions àrtiques i a les muntanyes eurasiàtiques i manquen, per contra, als territoris intermedis.
- articulat -ada : Proveït d'articles.
- arvense: Es diu de les plantes espontànies que apareixen a les terres de conreu.
- asc: Meiosporocist dels ascomicets que formarà vuit ascòspores.
- ascendent: Que ascendeix, que va de baix a dalt.
- ascocarp: En micologia, es diu de l'estructura fructífera dels ascomicets.
- ascogen -ògena: Es diu de l'hifa que produeix ascs.
- ascogoni: Gametocist femení de certs ascomicets.
- ascoliquen: Es diu del liquen que té com a micobiont un fong ascomicet.
- ascoma: Sinònim d'ascocarp.
- ascomicet: Fong sense cèl·lules flagel·lades que es caracteritza per formar ascòspores dins d'ascss.
- ascòspora: Espora produïda per meiosi a l'interior d'un asc.
- ascostroma: En micologia, es diu de l'estroma a l'interior del qual es desenvolupen els ascs.
- asèpal –a: Amb absència de sèpals.
- asexual: Es diu de la reproducció en què no té lloc aparellament sexual.
- asimètric –a: No simètric.
- aspergil·losi: Malaltia causada pel fong Aspergillus fumigatus que afecta ocells i mamífers.
- associació: Comunitat vegetal constituïda per una flora definida i pròpia d'un ambient ecològic determinat.
- asteriforme: En forma d'estrella.
- atactostela* : Classe d'estela formada per nombrosos feixos vasculars col·laterals tancats, distribuïts per tota la secció de la tija. (vegeu en el seucontext)
- atelecòria: Absència de dispersió de les llavors o dispersió a distàncies curtes.
- atenuat –ada: Que s'estreny gradualment.
- atifoli-òlia: Planta de fulla ampla.
- atlàntic -a: Que pertany a la província corològica atlàntica.
- àtrop –a: Es diu del primordi seminal recte, no invertit, amb el micròpil oposat a la calaza i al funicle. Sinònim d'ortòtrop.
- aurícula: 1. Apèndix foliaci, generalment petit, de forma més o menys semblant a una orella. 2. Grup de cèl·lules generalment acolorides i diferenciades, situat en els angles d'inserció dels fil·lidis d'algunes molses.
- auriculat -ada: Que presenta aurícules.
- auriculiforme: Amb forma d'aurícula.
- australià: Regne florístic.
- autocor -a: Es diu de les plantes que tenen mitjans propis de disseminació de les seves diàspores i que no li cal cap altre vector de transport.
- autocompatibilitat: Capacitat d'una planta per a formar llavors per autofecundació de cada flor.
- autocòria: Dispersió de les diàspores dels vegetals per acció de la planta mateixa.
- autòcton -a: 1. Originari del mateix país, lloc o àrea en què viu. 2. en relació amb un país, amb una zona, etc., es diu dels éssers que hi viuen espontàniament.
- autoècia: En micologia, fenomen que es dona en els rovells (Uredinals) que desenvolupen la totalitat del seu cicle biològic sobre un únic hoste.
- autoecologia: Part de l'ecologia que estudia els éssers vius considerats individualment, tenint en compte les seues necessitats i reaccions i, també, la influència que els factors del medi exerceixen damunt d'aquests. És un terme en desús que s'oposa a la sinecologia o ecologia de comunitats.
- autofàgia: Procés pel qual una cèl·lula digereix part del seu citoplasma o orgànuls cel·lulars, per mitjà de vacúols digestius, formats a les membranes del reticle endoplasmàtic llis.
- autofecundació: Sinònim d'autogàmia.
- autofertilitat: Fenomen segons el qual el primordi seminal d'una flor hermafrodita pot ser fecundada pel seu propi pol·len.
- autògam -a: Que presenta autogàmia.
- autogàmia: 1. Fecundació d'una flor mitjançant el seu propi pol·len. 2. cariogàmia que té lloc en alguns fongs entre els nuclis d'un mateix dicarió.
- autogen -ògena: Que es produeix per si mateix, independentment.
- autogeobotànica: Part de la geobotànica que s'ocupa de l'estudi de cada tàxon particular.
- autoic -a: 1. Es diu dels organismes que tenen els òrgans sexuals masculins i femenins en branques separades. 2. En micologia, que presenta autoècia.
- autonàstia: Facultat per a efectuar moviments causats exclusivament per estímuls interns del vegetal, sense cap intervenció d'estímuls externs (nàstia).
- autopoliploide: Es diu de l'organisme que presenta autopoliploïdia, amb tres o més dotacions completes de la mateixa espècie.
- autopoliploïdia: Multiplicació de la dotació cromosòmica en organismes no hibridogènics.
- autopol·linització: Autogàmia en les fanerògames.
- autor -a: Persona que ha publicat vàlidament per primera vegada la descripció d'un tàxon determinat.
- autòspora: Espora immòbil, més menuda que les cèl·lules vegetatives adultes, però amb els mateixos caràcters, formada per diverses espècies d'algues volvocals, per divisió interna de les seues cèl·lules, les quals actuen, doncs, com a esporangis.
- autòtrof -a: Que utilitza diòxid de carboni o algun derivat seu com a única font de carboni.
- autotròfia: Tipus de nutrició d'alguns organismes que només incorporen productes inorgànics del medi per a les seves necessitats metabòliques.
- autotròfic -a: Que presenta autotròfia.
- autotropisme: Moviment tropístic autònom pel qual un òrgan vegetal recupera o tendeix a recuperar la posició normal, la direcció de creixement, etc, quan se'l n'havia prèviament desviat.
- auxina: Substància química natural o sintètica, caracteritzada per la seua activitat com a fitohormona, que en concentracions molt xicotetes provoca en la planta diverses reaccions entre les quals destaca l'allargament de les cèl·lules meristemàtiques.
- auxòspora: Espora formada per auxosporulació.
- auxosporulació: Forma de reproducció de les diatomees que s'intercala de tant en tant entre les divisions cel·lulars ordinàries i repara la mida normal dels individus.
- auxòtrof -a: Es diu de l'ésser viu que presenta auxotròfia.
- auxotròfia: Tipus de nutrició en què els organismes necessiten agafar del medi extern determinades substàncies essencials pel seu desenvolupament.
- auxotròfic -a: Que presenta auxotròfia.
- auxozigot: En ficologia, es diu de la cèl·lula originada per fecundació dins el procés de l'auxosporulació.
- avellanosa: Comunitat vegetal integrada per plantes de fulla tendra i caduca entre les quals domina l'avellaner. També és un lloc poblat d'avellaners.
- avetosa: Comunitat vegetal forestal densa i sovint rica en espècies, en la qual domina l'avet.
- avortar: En botànica, es diu d'una llavor quan no arriba a desenvolupar l'embrió.
- axiforme: Qualsevol estructura que tingui forma d'eix.
- axil·la: Part superior de l'enforcadura d'una fulla, d'una bràctea, etc., amb la tija o l'eix caulinar en què s'insereix.
- axil·lar: Que està en l'axil·la o que pertany a l'axil·la.
- axonomorf* -a: Es diu de les rels que tenen un eix principal clarament més desenvolupat que els laterals. (vegeu en el seu context)
- axopodi: Formació llarga i filamentosa, més o menys rígida, amb un eix interior, pròpia de molts protozous rizòpodes (radiolaris, heliozous, etc).
- azigòspora: Espora que, en les algues verdes de l'ordre de les zignematals, es forma sense conjugació prèvia, generalment perquè aquesta no arriba a terme.
- azonal: Dit del sòl poc evolucionat que conserva la majoria de caràcters de la roca mare, la qual no li permet d'adquirir els caràcters zonals de la regió. Encara que també, és el sòl o el tipus de vegetació de distribució no limitada a una zona climàtica.

## B
| Índex: A B C D E F G H I J K L M N O P Q R S T U V W X Y Z — Especials Inici — vegeu també — enllaços externs |

- bacci-: Prefix que vol dir baia.
- baccífer -a: Dit de la planta que produeix baies.
- bacciforme: Semblant a una baia.
- bacteriocecidi: Cecidis on l'agent causal és un bacteri.
- badoc: Flor de la carabasseta o del mangraner. Poncella, flor encara no oberta.
- baia: Fruit indehiscent simple d'epicarpi prim (la pela) i el mesocarpi i endocarpi carnosos (la polpa), com ara els tomàquets.
- baladrar: Bosquet o lloc poblat de baladres.
- balanç hídric: Es diu de la diferència existent entre l'absorció d'aigua i les pèrdues per transpiració en una planta.
- balaüsta: Tipus de fruit d'estructura complexa, amb llavors carnoses i disposades en espais separats per tels, exclusiu de la magrana.
- balàustia: Sinònim de balaüsta.
- baleguer:
- bàlsam (oleoresina): Barreja semilíquida i d'aspecte viscós d'algunes plantes formada per essències, àcids resínics no destil·lables i altres substàncies.
- ballaruc (gal·la): Es diu del cecidi esfèric que es pot formar en algunes fulles i branques dels roures a conseqüència de la picada de certs insectes que hi dipositen els seus ous.
- banda de Caspary: Engruiximents de suberina i lignina que formen una banda situada en les parets primàries radials i transversals de les cèl·lules de l'endoderma.
- barba de caputxí: Nom donat a diverses espècies de gèneres de líquens Usnea, Ramalina, Alectoria i d'altres, molt ramificats o laciniats, penjants, que viuen fixos. Nom donat a les diferents espècies de plantes holoparàsites del gènere Cuscuta.
- barba de vaca: Rizomorfs d'un bolet, l'alzinoi, en forma de cordons negres ramificats, que penetren sota les escorces i destrueixen les arrels de molts arbres.
- barbes: Arrels primes d'una planta.
- barbeta: Qualsevol de les plantes del gènere Tragopogon semblant a la barbeta.
- barbim: Barbes fines, arrels filamentoses de les plantes.
- barbís: Conjunt de peces filiformes (estams, estils, estigmes, etc) d'una flor.
- barbulat –ada: Es diu dels pèls que tenen apèndixs laterals curts.
- bardissa: Bosquina formada per arbusts i lianes, normalment espinosos i caducs.
- baricòria: Forma de dispersió de les llavors a causa de la gravetat.
- barocor -a: Dit de les plantes les diàspores de les quals es desprenen i cauen a terra pel propi pes en esdevenir madures. Sovint (així en moltes rizoforàcies) aquestes diàspores consisteixen en petites plàntules que claven les seues arrels a terra en caure.
- barrellar: Lloc poblat o plantat de barrella (Salsona sp.)
- barrera biogeogràfica: Impediment físic (una serralada, un mar, etc.) que impedeix el flux migratori i gènic de les plantes .
- barret: Part superior dels bolets, que protegeix l'himen del sol i de la pluja.
- basal: Propi de la base o relatiu a ella. Oposat a apical.
- base foliar: Part basal de la fulla que generalment es presenta eixamplada i aplanada respecte al pecíol.
- basicarp -a: Dit del les plantes, pròpies generalment de les regions àrides, que produeixen fruits arran de terra.
- basidi: Esporocist dels basidiomicets on es produeixen la cariogàmia i la meiosi d'aquests fongs.
- basidiocarp: Aparell productor d'espores dels basidiomicets compost de manera íntegra per un estroma d'hifes dicariòtiques on es formen els basidis i les basidiòspores.
- basidiogen -ògena: fong que produeix basidis.
- basidíol: Basidi estèril, més xicotet i arrodonit que els fèrtils, que és a l'himeni d'alguns basidiomicets.
- basidioliquen: Fong del grup dels basidiomicets, que s'ha liquenificat.
- basidioma: Sinònim de basidiocarp.
- basidiomicet: Fong que es caracteritza per la producció de basidis que formen basidiòspores externes.
- basidiòspora: Espora produïda a l'exterior d'un basidi per meiosi.
- basidiosporòfit: Fong en la fase esporofítica productora de basidis.
- basifil –a: Sinònim de basòfil.
- basifix –a: Es diu de les anteres inserides per llur base al filament de l'estam.
- basiònim: És el nom científic sinònim utilitzat en nomenclatura botànica per a referir-se a una mateixa espècie.
- basitonia: Tendència de certes plantes a la brotada de les gemmes de la base.
- basòfil* -a: Es diu de la planta que es fa preferentment en sòls bàsics, amb pH igual o superior a 7. (vegeu en el seu context)
- bec: Punta més o menys ben delimitada, sovint, força llarga i gruixuda, en què terminen alguns fruits.
- bedollar: Bosc caducifoli altimontà i subalpí dominat pels bedolls (Betula pendula o B. pubescens).
- beina: 1. Estructura anatòmica que embolcalla totalment o parcialment un òrgan. 2. Base eixamplada d'algunes fulles, que envolta totalment o parcialment la tija.
- bentònic -a: Que pertany al bentos.
- bentos: Conjunt d'organismes aquàtics que viuen fixos en el substrat, sobre fons marins o aigües dolces, colgats en ell o desplaçant-se per la seva superfície.
- berruga: Prominència en l'escorça d'un arbre, en una fulla, etc.
- berrugós -osa: Que té berrugues.
- bessa: Cadascuna de les branques principals en què es divideix en el seu extrem superior la soca d'un arbre.
- bessó -ona: Dit de dos fruits o més quan han nascut enganxats.
- bessó: 1) Tipus comercial d'ametlles, de llavor única (bessó mascle) o doble (bessó femella), bastant uniforme, bé que heterogeni pel fet que procedeix de varietats molt diferents. 2) Polpa d'un fruit de clofolla (epicarpi), especialment de l'ametlla, o d'una fruita, d'un llegum, etc.
- bi-: Prefix que vol dir doblement, dues vegades.(vegeu en el seu context)
- bicarinat -ada: Dit dels òrgans que presenten dues línies ixents a la manera de dues carenes.
- bicarpel·lar: Que té dos carpels.
- bicol·lateral: Es diu del feix conductor on el xilema es disposa a la part central mentre que el floema se situa a la part exterior en dues bandes.
- bicompost -a: Dit de les fulles compostes els folíols de les quals són també composts, com és el cas de moltes acàcies.
- biconjugat -ada: Dit de les fulles compostes amb els pecíols bifurcats en dos segments, cadascun dels quals porta dos folíols.
- bidentat –ada: Que termina en dues dents.
- biennal: Es diu de la planta el cicle vegetatiu de la qual comprèn dos períodes vegetatius, és a dir, que viu més d'un any i menys de dos.
- biestipulat -ada: Que té dues estípules.
- bífer -a: Dit de les plantes que donen fruit dos colps l'any.
- bífid -a: Dividit parcialment en dos lòbuls o parts iguals per una clivella medial.
- biflagel·lat -ada: Que té dos flagels
- biflor -a: 1) Que té dues flors. 2) Dit de la fulla composta de dos folíols.
- bifoliat -ada: Que té dues fulles.
- bifurcat -ada: Es diu de l'òrgan dividit en dues branques que surten del mateix punt, en forma dicòtoma o de forca.
- biglumat -ada: Dit de les espiguetes de les poàcies que tenen dues glumes, com és el cas general.
- bilabiat -ada: Que té dos llavis. S'aplica sobretot al calze i la corol·la.
- bilateral: Es diu de les flors (i de les corol·les, etc.) que tenen només dos plans longitudinals de simetria perpendiculars entre ells.
- binomen: Dit de la denominació de les espècies de plantes i d'animals composta de dos mots: el nom genèric i l'epítet específic.
- binuclear: Que posseeix dos nuclis.
- binucleat -ada: Sinònim de binuclear.
- bioactiu -iva: Es diu de la substància que es troba de manera natural en plantes i que malgrat que no tenen un valor nutritiu propi, tenen efectes positius sobre la persona.
- biocenologia: Branca de l'ecologia que estudia les biocenosis.
- biocenosi: En ecologia, es diu de la comunitat d'organismes mútuament condicionats que ocupen un territori definit (biòtop) on es mantenen en un estat d'equilibri dinàmic gràcies a la reproducció de tots els organismes que la integren i a llurs interaccions.
- biodiversitat: Varietat dels organismes vius de tots els tipus, els terrestres, marins i altres ecosistemes aquàtics, així com els complexosecològics en els quals intervenen.
- biogeografia: Es diu de la ciència que estudia la distribució dels éssers vivents a la terra, les seves causes i la seva significació.
- bioindicador: Es diu d'aquell ésser viu la presència o absència, la vitalitat o qualsevol altra manifestació del qual és indicadora de l'existència o magnitud d'algun factor ambiental com poden ser els contaminants.
- bioluminescència: Fenomen que implica producció de llum per part d'alguns organismes vius; en botànica, d'algunes algues i fongs.
- bioma: Unitat formada per una comunitat vegetal característica i una fauna associada, l'estructura i l'evolució de la qual està relacionada amb el clima.
- bioprospecció: Exploració científica de plantes i animals silvestres o el cultiu de recursos genètics i bioquímics silvestres, per a l'obtenció de productes valuosos comercialment, respectant sempre les lleis del país on es fan i els tractats internacionals.
- biosíntesi: Síntesi química feta per éssers vius, generalment de substàncies complexes a partir d'altres simples i en la qual té lloc una despesa d'energia.
- biosistemàtica: Part de la biologia que es dedica a l'estudi de la classificació dels éssers vius.
- biotecnologia: Aplicació de les ciències biològiques, sobretot de la genètica, als processos tecnològics, per tal d'obtenir uns béns.
- biòtic -a: Relatiu a la vida o als éssers vius.
- biòtop: Es diu de l'espai ocupat per una biocenosi.
- biovulat -ada: Dit de l'ovari, del carpel o del lòcul que contenen dos primordis seminals.
- bipalmat -ada: Doblement palmat o bé palmat amb segments també palmats.
- bípar -a: Es diu del tipus de ramificació cimosa en què les branques laterals neixen per parells oposats.
- bipartició: Forma de reproducció per partició en què un organisme es divideix en dos de manera longitudinal o transversal.
- bipartit -da: Es diu de l'òrgan dividit en dos lòbuls, més enllà de la meitat de la seva longitud, sense arribar a la seva base.
- bipinnat -ada: Doblement pinnat, dit sobretot de les fulles pinnades els folíols de les quals són també pinnats.
- bipinnaticompost -a: Es diu de les fulles pinnaticompostes, els folíols de les quals també són pinnaticompostos.
- bipinnatífid -a: Doblement pinnatífid, dit sobretot de les fulles pinnatífides les divisions de les quals són també pinnatífides.
- bipinnatipartit -ida: Doblement pinnatipartit, dit sobretot de les fulles pinnatipartides les divisions de les quals són també pinnatipartides.
- bipinnatisecte -a: Doblement pinnatisecte, dit sobretot de les fulles pinnatisectes les divisions de les quals són també pinnatisectes.
- bisecte -a: Dit de l'òrgan dividit en dos lòbuls quasi tan llargs com l'òrgan sencer, de manera que aquest és pràcticament separat en dues meitats bífid, bipartit.
- biserrat -ada: Dues vegades serrat, o sigui amb el marge serrat amb les dents també serrades.
- bisexual: Que té dos sexes. Sinònim d'hermafrodita.
- biternat -ada: Doblement ternat, dit especialment de les fulles ternades els folíols de les quals són també ternats.
- biternaticompost -a: Es diu de la fulla dues vegades ternada.
- bitunicat -ada: Revestit de dues membranes o túniques (externa i interna), com ara els ascs de diversos ascomicets.
- bivalve -a: Que té dues valves o que s'obre en dues valves.
- blastocàrpic -a: Dit de les llavors que germinen dins del pericarpi, com les dels mangles.
- blastoconidi: Conidi amb un desenvolupament que es caracteritza per un procés de turgència de la cèl·lula conidiògena abans de separar-se quan es forma el septe.
- blastografia: Branca de la botànica que estudia les gemmes.
- bogar: Lloc poblat de bogues.
- boixeda: Lloc poblat de boixos.
- boleoanemocor -a: Dit de les plantes anemocores, com moltes labiades, en les quals el vent, en fer oscil·lar les tiges rígides i elàstiques, projecta els diàspores fora dels fruits.
- boleoanemocòria: Es diu de la planta que dispersa les seves llavors per l'acció del vent amb tiges rígides però a la vegada elàstiques.
- boleoautocòria: Es diu de la planta que dispersa les seves llavors llançant-les a certa distància per la dehiscència sobtada delsfruits que les contenen.
- bolet: Cos fructífer dels fongs basidiomicets i ascomicets que, en general, consta d'un peu i un pili.
- boletera: Lloc on es fan bolets.
- boreal: Dit del territori de la taigà per alguns fitogeògrafs.
- boreoalpí -ina: Relatiu a les altes muntanyes de l'hemisferi boreal i als territoris de la terra baixa de l'Àrtida.
- borró: Gemma d'una planta llenyosa, perfectament protegida per peces esquamoses, que queda en estat de vida latent durant una època desfavorable.
- borró sec: Malaltia de l'avellaner que es manifesta per l'assecament de les gemmes abans de la brotada o després d'haver eixit les primeres fulles.
- bosc: Comunitat vegetal pluriestratificada en la qual els estrats superiors, formats per arbres, condicionen el desenvolupament dels estrats inferiors.
- bosc alt: Bosc tractat de manera que els arbres procedeixen en general de llavor, talment que cadascun sol presentar un tronc únic, que en estat normal sol tenir un diàmetre superior a 20 cm.
- bosc baix: Bosc tractat de manera que la majoria dels arbres procedeixen de la rebrotada de soques d'arbres tallats.
- bosc coetani: Bosc en què tots els arbres són de la mateixa edat.
- bosc de ribera: Bosc que es fa a les vores dels rius, dels llacs, etc, damunt sòls que mantenen un nivell d'aigua freàtica més o menys permanent.
- bosc en galeria: Bosc que ocupa bandes llargues i estretes de terreny, únicament en les quals troba les condicions que li calen.
- bosc mixt: Bosc on participen diverses espècies d'arbres. La majoria de les selves intertropicals tenen aquest caràcter.
- bosc primari: Bosc natural estable, no alterat per l'ésser humà.
- bosc secundari: Bosc que creix com a etapa intermèdia de regeneració abans del restabliment del bosc primari destruït.
- bosquetó: Bosc de port discret integrat per arbres baixos o d'aspecte arbustiu.
- bosquina: Formació vegetal densament poblada d'arbusts.
- bòstrix: Monocasi en el qual les branques laterals successives arrenquen sempre del mateix costat del seu eix respectiu, i no són situades en un mateix pla, de manera que el conjunt tendeix a prendre una forma helicoidal.
- botànic -a: 1. Es diu de la disciplina dins la biologia que té per objecte l'estudi dels vegetals. 2. Persona que és especialista en la disciplina botànica.
- botànica: Part de la biologia que estudia els organismes vegetals.
- botanòfil -a: Persona afeccionada a l'estudi de les plantes.
- botrioide: D'aspecte semblant al d'un raïm.
- botó floral: Gemma floral, flor abans de l'antesi. 2. Al que vulgarment s'anomena poncella o capoll.
- bràctea: Òrgan foliaci, situat vora les flors, d'estructura més simple que la de les fulles normals i de forma, de mida, de coloració, etc., diferents d'aquestes.
- bracteat -ada: Es diu de la inflorescència que té bràctees.
- bracteïforme: Que té les característiques o la forma d'una bràctea.
- bractèola: Petita bràctea situada en el mateix pedicel de la flor i més o menys diferent de les bràctees situades sobre el peduncle de la inflorescència.
- bracteolat -ada: Que presenta bractèoles.
- bracteós -osa: Que té bràctees abundants.
- branca: Cadascuna de les parts en què es ramifica la tija d'una planta.
- brancam: Es diu del conjunt de branques que té un arbre.
- brancatge: Sinònim de brancam.
- braquial: Dit de la inflorescència on el nombre de ramificacions laterals de l'eix comú és d'una o dues.
- braquiat -ada: De branques extenses disposades en parells alternats.
- braquiblast: Branca petita de creixement limitat, que sol tenir entrenusos curts i, per tant, fulles acostades.
- branquilló: Última ramificació del brancatge d'un arbre o d'un arbust.
- braquistil -a: Que té l'estil curt, per oposició a macrostil.
- brevicaule: De tija curta.
- brevídom -a: Dit de les plantes que viuen només en una zona altitudinal estreta, els límits de la qual són separats per un desnivell generalment inferior a 1000 metres.
- brevistil -a: Es diu del gineceu que té l'estil (botànica) curt.
- bri: Cadascuna de les tiges primes i llargues que arrenquen de l'arrel en plantes com les gramínies, el cànem, etc.
- brinca: Tija o branca que sosté l'espiga, especialment dit de les poàcies.
- briofil·le: Fulla menuda del gametòfit dels briòfits, constituïda generalment per una sola capa de cèl·lules i amb nervi pluriestratificat o sense aquest.
- briòfit: Planta arquegoniada caracteritzada per tenir la generació esporofítica a sobre de la gametofítica i, normalment, parasitant-la. 2. Sistemàticament correspon a les molses, les antocerotes i les hepàtiques
- briofití: Planta d'organització no cormofítica, amb dominància de la generació gametofítica sobre l'esporofítica i que viu sobre aquesta.
- briòleg -òloga: Especialista en briologia.
- briologia: Es diu de la disciplina dins la branca de la botànica que estudia els briòfits.
- brioteca: Col·lecció de briòfits, determinats i ordenats.
- bríum: Gènere de molses acrocarpes, de l'ordre de les brials, de gametòfit petit i amb esporangi gros, d'urna cilíndrica i pèndula castanya o, a vegades, roja.
- brolla: Formació vegetal en què dominen els arbusts fruticosos o sufruticosos, sobretot nanofanerofítics i camefítics heliòfils (com les brolles de romaní o bruc d'hivern dels territoris mediterranis occidentals).
- bromuc: Cèl·lula especialitzada d'algunes algues (especialment de rodofícies) que concentra brom al seu interior.
- broquidòdrom -a: Dit dels nervis foliars secundaris que s'enllacen entre ells formant bagues abans d'arribar a la vora de la làmina de la fulla, com és el cas de la murta i de l'aladern.
- brot: 1.Ram tendre recentment desenvolupat d'un borró o gemma.2. Ram o tros d'una planta herbàcia.
- brotada: Acció i efecte de brotar.
- brotar: Treure brots les plantes.
- brucina: Alcaloide extret de la nou vòmica (10,11-dimetoxiestricnina, C23H26N₂O₄).
- bruguerar: Lloc poblat de brucs. Sinònims: brugosa, bruguer, bruguera.
- bulb: Òrgan, ordinàriament subterrani, format per una tija curta i engruixida que treu arrels per la part inferior i està recoberta de fulles membranoses o carnoses disposades a manera d'esquames. Popularment els bulbs típics s'anomenen de forma genèrica, cebes.
- bulbiforme: Es diu de l'òrgan amb forma de bulb.
- bulbil: 1. Petit bulb que neix a l'axil·la d'una fulla carnosa o esquama d'un altre bulb. 2. Gemma no subterrània transformada en òrgan de multiplicació vegetativa, amb aspecte de petit bulb; com els que es formen en algunes espècies d'alls allà on normalment hi hauria una flor.
- bulbífer -a: Que té bulbs o en produeix.
- bulbil·lífer -a: Que produeix bulbils.
- bulbós -osa: Que té bulbs.
- bul·liforme: De forma de bombolla.
- bursícula: Bosseta de coberta membranosa que es troba en el rostel de les flors de moltes orquídies i dins la qual se situa el retinacle.

## C
| Índex: A B C D E F G H I J K L M N O P Q R S T U V W X Y Z — Especials Inici — vegeu també — enllaços externs |

- caatinga: Bosc xerofític propi de les regions interiors del nord-est del Brasil, entre la selva plujosa equatorial de l'Amazònia i els campos, especialment sobre sòls calcaris.
- cabellera de panotxa: Conjunt dels estils i els estigmes del panís o dacsa.
- cabota: Part més voluminosa d'una planta.
- cactiforme: Amb forma de cactus encara que no pertanyi a la família cactàcies.
- cadequer: Bosquina dominada pel càdec.
- caduc -a: 1. Allò que és efímer, es diu de l'òrgan que dura poc temps. 2. Sinònim de decidu -ídua
- caduci-: Forma prefixada del mot caduc.
- caduciflor -a: Dit de les plantes amb flors que cauen o perden algun verticil.
- caducifoli -òlia: Es diu de l'arbre i de l'arbust que, com l'ametller o el roure, perd el fullatge cada any amb l'arribada de l'estació desfavorable.
- caixa linneana: Caixa de llauna o de zinc, amb corretges, que es duu com un sarró en les herboritzacions, per tal de guardar-hi les plantes recol·lectades i de mantenir-les en estat fresc.
- calaza: 1. En els primordis seminals de les plantes fanerògames, part basal de la nucel·la en contacte amb el funicle, on es ramifica el feix conductor procedent d'aquest per a dirigir-se als teguments. 2. Punt terminal del funicle.
- calazògam -a: Dit de la planta en la qual la fecundació té lloc per calazogàmia.
- calazogàmia: Tipus de fecundació en què l'entrada del tub pol·línic en el sac embrionari per a fecundar l'òvul es fa per la calaza, en lloc de fer-se pel micròpil, com és el cas més corrent (porogàmia).
- calcícola: Que habita en terrenys o sòls calcaris. (vegeu en el seu context)
- calcidar: 1. Cardassar de calcides. 2. Comunitat vegetal formada principalment per cards, pròpia d'amorriadors, pastures (anomenada llavors calcidar), vores de camins i, en general, de llocs alterats per l'ésser humà o pels animals.
- calcífug* -a: Es diu de l'organisme que no viu bé en sòls rics en carbonat càlcic. (vegeu en el seu context)
- calcinal: Sinònim de calcari.
- calendari de flora: Taula de les èpoques de l'any en què floreixen, en una localitat determinada, un cert nombre d'espècies vegetals.
- calicat -ada: Proveït de calze.
- caliciflor -a: Dit de les plantes en les quals els pètals i els estams són inserits al marge del tàlem, més o menys ciatiforme, i per això sembla que ho siguen en el calze.
- caliciflores: En alguns sistemes de classificació, subclasse de dicotiledònies que comprén vegetals caliciflors.
- caliciforme: Que té la forma d'un calze, ciatiforme.
- calicinal: Relatiu al calze.
- calicí -ina*: Relatiu a pertanyent al calze.
- calicle: Verticil extrafloral, amb aspecte de calze, integrat per bràctees i que neix sota el veritable calze.
- calicoide: Semblant a un calze.
- calina: Cadascuna de les hormones vegetals que pareixen indispensables perquè les auxines puguen actuar sobre l'aparició i el creixement de les arrels (rizocalina), les tiges (caulocalina) i el mesofil·le de les fulles (fil·localina).
- caliptra: 1. Diferenciació de la punta de l'arrel, en forma de didal o de beina, que protegeix el meristema apical. 2. En les molses, part superior de l'arquegoni, en forma de còfia, que recobreix totalment o parcialment la càpsula.
- caliptrogen: Part externa del meristema apical de les arrels, ben diferenciada en les poàcies i altres monocotiledònies, que origina, per divisió, les cèl·lules de la caliptra.
- calissaia: Escorça d'una cincona (Cinchona calisaya), molt rica en quinina, emprada en la fabricació de diversos licors.
- call: Sinònim de cal·lus.
- callós -osa: Que té consistència de cal·lus.
- cal·losa: Substància que cobreix els porus dels envans de les cèl·lules criboses en el període de descans.
- cal·lus: 1. Teixit parenquimatós que es forma sobre les ferides en un vegetal. 2. Acumulació de cal·losa que es diposita a la paret cel·lular. 3. En les espiguetes d'algunes poàcies, zona engruixida a l'extrem superior de cadascun dels articles del raquis, situada immediatament dessota de la flor.
- caluix: Tronc de les hortalisses, tronxo.
- calze: Verticil extern del periant d'una flor format pels sèpals, generalment herbaci i verd i poc vistós.
- cama: Vulgarment es diu del peu d'un basidiocarp.
- cambiforme: Dit de les cèl·lules vegetals que tenen un aspecte paregut a les del càmbium.
- càmbium: Es diu del meristema secundari que dona lloc a la formació del súber i a la creixença, en gruix, del tronc i de l'arrel.
- cambra aerífera: 1. Cada un dels grans espais intercel·lulars existents entre les cèl·lules d'algunes plantes, principalment aquàtiques (parènquima aerífer). 2. Cadascuna de les cel·les que hi ha a la superfície d'algunes hepàtiques tal·loses (marcancials).
- cambra subestomàtica: Espai intercel·lular situat per sota de l'ostíol, que comunica el sistema d'espais intercel·lulars del mesòfil amb l'aire exterior.
- camèfit: D'acord amb la classificació dels vegetals de Raunkjaer, planta que durant els períodes desfavorables conserva gemmes perdurants aèries a menys de 25 centímetres del sòl.
- campana: Nom donat a les flors de corol·la acampanada i a algunes campanetes.
- campaneta: 1. Nom que es dona a les flors de corol·la acampanada. 2. Gènere de plantes herbàcies perennes, biennals o, més rarament, anuals, de la família de les campanulàcies, de fulles simples, enteres o dentades, alternes, de flors grans, disposades diversament, blaves, violàcies o, excepcionalment, blanques, amb calze tubulós quinquepartit i corol·la campanulada, i de fruits en càpsula dehiscent.
- campanulat -ada: Que té forma de campana.
- campilòtrop -a: Es diu del primordi seminal girat respecte del funicle, en posició transversal.
- camptòdrom -a: Dit dels nervis secundaris de la fulla que parteixen del principal i descriuen un arc que no arriba al marge de la fulla.
- canal: Cavitat allargada, en un vegetal.
- canal aerífera: Cavitat que hi ha a l'aerènquima de les plantes aquàtiques i que permet l'aireig dels seues teixits.
- canal carinal: En els equisets, canal aerífera situada enfront d'una costa de la tija.
- canal del coll: Canal que correspon al coll de l'arquegoni, formada per un cert nombre de cèl·lules.
- canal del ventre: En el ventre dels arquegonis, part situada damunt l'oosfera i constituïda per una sola cèl·lula.
- canal esquizogènica: Canal produïda per divisió cel·lular i posterior separació de les cèl·lules, on s'acumulen productes de secreció, com l'oleífera de les fulles de centaura groga (Blackstonia perfoliata) o la resinífera de les coníferes.
- canal estilar: Formació que hi ha en l'estil d'algunes angiospermes, revestida d'un teixit glandular: per dins de les seues parets llisca el tub pol·línic, fent via vers el primordi seminal.
- canal secretor: Conducte vegetal per on se secreten i circulen substàncies de diferents tipus.
- canal val·lecular: Canal aerífera dels equisets que és davant per davant de les val·lècules.
- canalicle: Petit canal.
- canaliculat: 1. Acanalat o amb petits solcs o canalicles. 2. Que presenta un o més solcs en forma de petit canal.
- canescent: Recobert de pèls curts i blans però poc nombrosos.
- candela: 1. Brot tendral, especialment de pi. 2. Nom donat vulgarment a les inflorescències masculines en forma d'ament de moltes fagàcies, betulàcies, salicàcies, etc.
- caniculat -ada: Proveït de canalicles o petits canals.
- canoca: Tija tubular d'algunes plantes, especialment poàcies.
- cantaridòfil -a: Dit de les plantes pol·linitzades principalment per coleòpters.
- canya: Tija no flexible amb nusos i entrenusos, per haver-se reabsorbit la medul·la, típica de lesgramínies.
- canyada: Vall estreta plantada de canyes.
- canyar: 1. Lloc poblat de canyes. 2. Comunitat semiartificial de les séquies agrícoles integrada bàsicament per la canya i també per les corretjoles gran i borda.
- canyella blanca: Escorça del canyeller blanc (Winterana canella).
- canyella de la Xina: Escorça aromàtica del canyeller de la Xina (Cinnamomum cassia), substitutiva de la canyella, menys suau i no tan apreciada com aquesta.
- canyella: Escorça brunenca i aromàtica del canyeller (Cinnamomum zeylandicum).
- capa gonidial: Capa del tal·lus dels líquens heteròmers on es concentren els gonidis.
- capça: Massa compacta i rodona que formen, a l'extrem del caluix, les fulles apinyades de certes fabàcies.
- capçada: Capdamunt que formen el brancatge i el fullatge d'un arbre.
- capitat -ada: En forma de cap.
- capenc -a: 1. Es diu del reialme florístic de la zona austral del continent africà. 2. Que pertany al regne capenc.
- capil·lar: Que és prim com un cabell.
- capil·lici: En alguns grups de mixomicets i de gasteromicets, conjunt de filaments que maduren entre les espores i en faciliten la seva posterior dispersió.
- capítol: Inflorescència de flors sèssils disposades sobre un receptacle comú, en forma de disc o de con, i voltada d'un collar o involucre de bràctees.
- capituliforme: En forma de capítol.
- capoll: 1. Fa referència al peduncle que sosté el fruit a la branca.2. Sinònim de poncella.
- capreolat -ada: Proveït de circells.
- capsal: Sinònim de palmel·loide.
- càpsula: 1. Fruit sec i dehiscent que prové d'un ovari pluricarpel·lar i que conté generalment moltes llavors. 2. Esporangi dels briòfits.
- capsulífer -a: Que produeix fruits capsulars.
- capsuliforme: Dit del fruit o de l'òrgan vegetal que té semblança amb una càpsula.
- capulla: Cúpula de la gla.
- carbó: Malaltia criptogàmica de les poàcies causada per fongs paràsits intercel·lulars del gènere Ustilago, que afecten les plantes en període de creixement i fructifiquen quan aquestes han arribat a la maduresa.
- carcèrul: Tipus de fruit sec, indehiscent, globulós i polisperm d'origen pentacarpel·lar, característic de la planta del til·ler.
- card: 1. Nom aplicat genèricament a nombroses plantes herbàcies, generalment de la família de les asteràcies, però també de les apiàcies i de les dipsacàcies, espinoses a les fulles i, moltes, també a la tija, als capítols, etc. 2. Cynara cardunculus: Planta herbàcia perenne, semblant a una carxofera, de la família de les asteràcies, de tija erecta, de 50 a 150 cm d'alçada, fulles grans, profundament pinnatífides, grisenques per l'anvers, tomentoses pel revers, espinoses, i flors purpúries, tubuloses, agrupades en grans capítols de bràctees espinoses.
- cardassar: Comunitat vegetal formada principalment per cards, pròpia d'amorriadors, pastures -anomenada llavors calcidar-, vores de camins i, en general, de llocs antropitzats o pels animals.
- carena: 1. Conjunt que formen els dos pètals inferiors d'una corol·la papilionàcia. 2. Pètal inferior de les polígales. 3. Relleu longitudinal de la tija estriada de les cues de cavall o del fruit de les umbel·líferes.
- carència: Deficiència que presenta una planta en substàncies minerals assimilables i que pot causar-li anormalitats morfològiques i fisiològiques i àdhuc malures dites de carència.
- carina: 1. Conjunt dels dos pètals inferiors d'una corol·la papilionàcia. 2. Pètal inferior de les polígales. 3. Relleu longitudinal de la tija estriada de les cues de cavall o del fruit de les apiàcies.
- carinal: En la prefloració d'algunes corol·les papilionàcies es diu de la carena que envolta els altres pètals.
- carinat -ada: Proveït de carina o portador d'ixents en forma de carena o quilla.
- cariologia: Branca de la citologia dedicada a l'estudi del nucli cel·lular.
- cariogàmia: En la fecundació, fusió dels nuclis dels dos gàmetes.
- cariopsi: Fruit sec i indehiscent amb el pericarpi íntimament adherit a la llavor.
- cariòpside: Sinònim de cariopsi.
- cariotip: Seqüència descriptiva de la dotació cromosòmica d'un organisme tenint en compte el nombre, la mida i la forma dels cromosomes de les seves cèl·lules.
- cariotipus: Sinònim de cariotip.
- carnívor -ora: Es diu de les plantes que són capaces de nodrir-se de petits insectes. Sinònims d'insectívor.
- carnós -osa: Es diu d'un òrgan (tija, fulla, arrel, etc.) moll i suculent.
- carologia: Branca de la botànica que s'ocupa de l'estudi de les carofícies.
- carotè: Pigment carotenoide constituït per hidrocarburs que tenen vuit unitats d'isoprè; els més habituals són els α-carotè, β-carotè i licopè.
- carotenoide: Pigment fotosintètic liposoluble i accessori de color groc, taronja o vermell; es troba en totes les cèl·lules que fan la fotosíntesi però també en altres òrgans com els pètals o les arrels.
- carotina: Sinònim de carotè.
- carpel: 1. Qualsevol de les fulles modificades que, soles o amb altres, formen el gineceu o receptacle portador dels primordis seminals. D'una amb una o soldades entre elles es repleguen i es tanquen per formar un o més pistils.
- carpel·lar: Relatiu o pertanyent als carpels.
- carpocèfal: Sinònim d'arquegoniòfor.
- carpòfor: En botànica, ginòfor o part superior del receptacle que, en algunes flors, sosté el gineceu, i posteriorment el fruit a guisa de pedicel. 2. En micologia, es diu del cos fructífer visible dels fongs ascomicets o basidiomicets.
- carpogàmia: Tipus de reproducció sexual on l'òrgan femení és un carpogoni amb tricògina, que capta un espermaci, el gàmeta masculí.
- carpogoni: Gametocist femení de les algues vermelles que té una estructura basal eixamplada on és l'ovocèl·lula i una terminació allargada (tricògina) on es fixa el gàmeta masculí.
- carpologia: Part de la botànica consagrada a l'estudi del fruit.
- carpòspora: Espora amb una dotació diploide de cromosomes que produeix el carposporòfit de les algues vermelles.
- carposporangi: Cèl·lula que hi ha al final de les branques del carposporòfit i on es forma una carpòspora.
- carposporocist: Cèl·lula terminal de les ramificacions del carposporòfit, a l'interior de la qual es forma una carpòspora.
- carposporòfit: Generació que normalment és diploide i fa carpòspores en les algues vermelles.
- carpostegi: Conjunt de tricomes situats a la gola del calze d'algunes lamiàcies.
- carragheen: Mucílag, derivat de la galactosa, que es troba en les parets cel·lulars de certes algues vermelles i que s'utilitza en com a espessidor en l'alimentació i la fabricació de fàrmacs.
- carraguenina: Sinònim de carragheen.
- carràs: Conjunt de flors o fruits sostinguts per un eix comú, i amb pecíols gairebé iguals, més llargs que les mateixes flors (per exemple, un carràs de raïm).
- carrascar: Variant continental de l'alzinar, pròpia d'indrets d'estiu calorós i sec i d'hivern fred, dominat per la carrasca i algun pi blanc, amb l'estrat arbustiu representat per roja, lligabosc, coscoll, aladern, gatosa i càdec, entre d'altres.
- carritxar: Comunitat vegetal on domina el càrritx.
- cartilaginós -osa: De consistència més o menys dura semblant al cartílag.
- carúncula: Excrescència visible de tipus carnós contigua al micròpil de certes llavors com per exemple de les eufòrbies.
- casc: Peça floral (pètal, sèpal, etc.) en forma de casc.
- cascabot: Pecíol d'una fulla de palmera.
- cascarilla: Escorça d'un arbre originari de les Antilles i les Bahames (Croton eluteria, família de les euforbiàcies), rica en cascaril·lina i en àcid cascaríl·lic.
- casmòfit: Sinònim de fissurícola, planta que creix a les fissures de les roques. (vegeu en el seu context)
- casmògam -a: Es diu de la flor que es troba oberta durant la pol·linització, de manera que pot rebre pol·len d'una altra planta atès que deixa al descobert l'estigma en estat receptiu.
- casmogàmia: Pol·linització en què l'estigma pot rebre pol·len aliè perquè aquest és receptiu quan la flor és oberta. Oposat a la clistogàmia.
- cassanella: Sinònim de cecidi.
- castanyeda: Comunitat permanent integrada principalment per plantes de fulla tendra i caduca entre les quals domina el castanyer.
- catafil·le: Fulla escamiforme situada per damunt dels cotilèdons i per sota dels nomofil·les, que recobreix els borrons i forma, carregat de substàncies de reserva, els bulbs.
- categoria taxonòmica: Cada nivell d'agrupació segons jerarquia en un sistema de classificació; els més usats: regne, divisió, classe, ordre, família, gènere i espècie; a més hi ha les categories intermèdies.
- categorització: Acció d'atorgar una determinada categoria taxonòmica.
- catena: Conjunt de comunitats vegetals que es disposen ordenadament en un espai geogràfic determinat.
- catenulat -ada: Disposat en forma de cadeneta.
- caudat -ada: Òrgan proveït de cua o d'apèndixs semblants a una cua.
- càudex: 1. Tronc de les palmeres. 2. Rabassa llenyosa, persistent i generalment subterrània d'una planta perenne.
- caudícula: En les orquídies, pedicel del pol·lini.
- caule: Tija, tronc.
- caulescent: Es diu de les plantes de tija aparent, fàcilment distingible.
- caulicle: En una llavor, la tigeta o part caulinar de l'embrió.
- caulidi: Es diu de la tija dels briòfits.
- cauliflor -a: Es diu de la planta amb flors i fruits que neixen a la tija.
- cauliflòria: Formació de les flors i, consegüentment, dels fruits, sobre la tija, el tronc i a les branques velles.
- cauliforme: Que té forma de tija.
- caulinar: Relatiu o pertanyent a la tija.
- caulocalina: 1. Calina necessària perquè l'auxina pugui estimular el creixement de les tiges. 2. Cadascuna de les fitohormones que pareixen indispensables perquè les auxines puguen actuar sobre l'aparició i el creixement de les arrels (rizocalina), les tiges (caulocalina) i el mesofil·le de les fulles (fil·localina).
- caulogènic -a: Que es forma sobre la tija.
- cauloide: Part del tal·lus d'alguns tal·lòfits semblant o amb funció semblant a la d'una tija.
- cavitats:
- cecidi: 1. Hipertròfia de teixits vegetals induïda per agents físics o químics diversos, produïts generalment per paràsits. 2. Sinònim d'agalla.
- cecidogènesi: Procés de formació de cecidis.
- cefalodi: En els líquens, es diu de l'òrgan fixador de nitrogen en forma de pústula, que algunes vegades es formen a la superfície o a l'interior del tal·lus associant-se amb cianofícies.
- ceja: Estatge de vegetació arbòria que es dona als Andes centrals per sota de l'estatge de la puna, en els nivells on la humitat és extraordinàriament elevada.
- cel·la: Es diu de la cavitat del fruit que conté les llavors.
- cèl·lula annexa:: Cèl·lules que acompanyen a les cèl·lules oclusives i contribueixen al funcionament de l'estoma. Sinònim d'acompanyant o subsidiària.(vegeu en el seu context)
- cèl·lula auxiliar: En els rodòfits, cèl·lula pròxima a l'ovocèl·lula, rica en substàncies de reserva que poden ser posades a disposició de l'ovocèl·lula fecundada, bé per fusió d'ambdues, bé per penetració del nucli diploide fins a la cèl·lula auxiliar o bé per unió mitjançant un filament absorbent.
- cèl·lula inicial: Cèl·lula que en les algues i els fongs forma, per divisions repetides, el seu tal·lus i que en els briòfits i pteridòfits constitueix per si mateixa l'àpex vegetatiu.
- cèl·lula iodògena: Cèl·lula del tal·lus dels feòfits que emmagatzema iode i el pot alliberar mitjançant certs estímuls.
- cèl·lula mare: Cèl·lula que origina, sovint per divisió meiòtica, unes altres cèl·lules amb un paper quasi sempre reproductor, com, per exemple, les cèl·lules mares de les espores (briòfits, pteridòfits), dels grans de pol·len (cormòfits), dels espermatozoides (en els anteridis), etc.
- cèl·lula nutrícia: Cèl·lula rica en materials de reserva, que en algunes florídies contribueix a la nutrició del gonimoblast, i que en algunes hepàtiques aporta substàncies nutritives a l'esporogoni durant la maduració d'aquest.
- cèl·lula oclusiva: Cadascuna de les dues cèl·lules que guarden l'estoma, que tenen cloroplasts i midó i que regulen, per variacions de turgència, l'obriment i el tancament de l'estoma.
- cèl·lula pètria: Esclereida de membrana molt lignificada, isodiamètrica, característica de les dicotiledònies i dels fruits secs.
- cel·lulosa: Polisacàrid macromolecular, format per unitats de glucosa, principal constituent de les parets cel·lulars dels traqueobionts, dels quals representa, en pes, la tercera part.
- cel·lulòsic -a: Que conté cel·lulosa.
- cella de la fava: Llombrígol de la fava estès a manera de banda negra en el cap més ample.
- cenobi: Grup de cèl·lules que es formen per divisió d'una mateixa cèl·lula inicial i que es mantenen unides per substàncies gelatinoseso per la membrana de la primera cèl·lula.
- cenobial: Relatiu al cenobi.
- cenocàrpic -a: Es diu del gineceu que té dos o més carpels soldats.
- cenòcit: En biologia, es diu de la massa protoplasmàtica plurinucleada.
- cenocític: Sinònim de sifonal.
- cenogàmeta: Gàmeta plurinucleat.
- central -s: En algologia, es diu de l'ordre de diatomees, predominantment marines i de valves discoïdals, oblongues o triangulars
- centre: Part del tal·lus dels ficomicets d'on arrenquen els sifons del miceli.
- centre de diferenciació: Àrea geogràfica a partir de la qual un tàxon s'ha diferenciat en uns altres tàxons de categoria inferior (per exemple, un gènere en espècies).
- centre d'origen:
- cèntric -a: Dit de les diatomees de valves circulars o d'estructura radiada.
- centroplasma: Regió central del citoplasma de les cianofícies desproveïda de làmines fotosintetitzadores i que, per tant, apareix de color més clar al microscopi òptic.
- centúria: Lot de cent espècies vegetals diferents; exsiccata de cent plantes.
- cera: Lípid simple, èster d'un àcid gras amb un alcohol alifàtic de cadena llarga, que hom troba en el regne animal i que hom obté de les plantes.
- ceratina: Substància proteica que forma part de la constitució dels derivats epidèrmics (estrat corni cutani, banyes, pèls, plomes, llana, etc) i té una funció de protecció de l'epidermis enfront de les alteracions ambientals. Les plantes no són capaces de sintetitzar-la.
- cercle de races: Conjunt de subespècies o de races que formen una espècie politípica.
- cercle de vegetació: Unitat superior de la sistemàtica fitosociològica que enclou la totalitat d'unitats fitosociològiques inferiors que viuen en una regió biogeogràfica determinada.
- cereal: Es diu de la poàcia cultivada que dona com a fruit la cariòpside, el qual és ric en glúcids i en altres substàncies alimentoses, com ara el blat, l'ordi, etc.
- cerebriforme: De superfície globulosa i replegada que recorda les circumvolucions del cervell.
- ceri, cèria: Que s'assembla a la cera.
- cerificació: Fenomen pel qual les cèl·lules epidèrmiques d'algunes plantes es recobreixen de filaments, escames o grànuls cerosos.
- cespitós-osa: Es diu de l'agrupació d'individus, de branquillons, de carpòfors, etc., que, pel fet de presentar-se reunits en conjunts densos i perpendiculars al substrat, recorden la gespa.
- chaparral: Formació llenyosa constituïda fonamentalment per arbusts xeròfils, d'aspecte semblant a les màquies mediterrànies, pròpia dels vessants eixuts de Califòrnia.
- cianel·la: Cianòfit endosimbiòtic.
- cianobacteri: Organisme procariota que fa la fotosíntesi com els cormòfits, té clorofil·la a, ficocianina i ficoeritrina i produeix una substància de reserva de tipus polímer semblant al glucogen.
- cianofícia: Sinònim de cianobacteri.
- cianoficina: Polímer d'arginina i asparagina que es troba als cianobacteris com a grànuls i són una reserva de compostsnitrogenats.
- cianòfit: Sinònim de cianobacteri.
- cianoprocariota: Sinònim de cianobacteri.
- ciati: Inflorescència pròpia de les eufòrbies, integrada per una flor femenina central llargament pedunculada, cinc grups de flors masculines reduïdes cadascuna a un sol estam i un involucre en forma de copa constituït per cinc bràctees i acompanyat de quatre o cinc peces nectaríferes de forma (generalment el·lipsoide o semilunar) i de color característics.
- ciatiforme: Dit d'un òrgan en forma de copa, com, per exemple, el peridi dels niuets (Cyathus striatus) o la corol·la de certes flors.
- cicadofití: Subdivisió de les plantes amb flor, que correspon a les gimnospermes, de fulla pinnada a l'origen, que té com a representants vius dues classes, els gnetòpsids i els cicadòpsids.
- cicatriu: Senyal que deixa en una planta la caiguda d'una fulla, bràctea, etc.
- cicle biològic: Conjunt de canvis que experimenta un organisme o generacions sexuals d'organismes des de la fecundació de l'ou fins a la producció de gàmetes.
- cicle: En fil·lotaxi, nombre de membres d'una espira generatriu.
- cicle del carboni: Conjunt de processos bioquímics portats a terme pels organismes fotosintètics durant la fase fosca de la fotosíntesi, en la qual el carboni inorgànic en forma de CO₂ passa a formar part de diversos glúcids, per reducció.
- cíclic-a: Es diu de la flor que té les peces en verticils.
- cifel·la: Classe de depressió o cripta excavada en la cara inferior d'alguns líquens.
- cili: 1. Pèl o òrgan semblant a un pèl que, en agrupació, forma una franja marginal com les pestanyes a les vores de les parpelles. 2. Prolongació citoplasmàtica de forma cilíndrica i acuminada que emergeix de la superfície d'algunes cèl·lules, tant d'éssers unicel·lulars com d'éssers pluricel·lulars, animals o vegetals.
- ciliat -ada: Que té cilis.
- cilindre central* : Part de l'estructura primària de les arrels joves on es troben els teixits de transport de la saba.
- cima: Inflorescència en què l'eix principal és ultrapassat pels secundaris, aquests pels terciaris, etc.
- cima escorpioide: Tipus de cima amb els eixos laterals, únics, a un sol costat del principal.
- cima helicoide: Tipus de cima amb els eixos laterals, únics, a l'un i a l'altre costat del principal.
- cimal: 1. Cadascuna de les branques principals més o menys verticals, especialment la que s'enlaira més que les altres o la que es deixa a l'arbre tallant les altres. 2. Conjunt de les branques més altes d'un arbre o arbust.
- cimall: Part alta de la brancada o tanyada d'una planta.
- cimbiforme: De forma semblant a una barqueta, com és ara el fruit de la calèndula.
- cimerol: Ram, el més alt d'una planta, que es destaca dels altres.
- cimicí -ina: Dit d'algunes plantes que fan pudor de xinxa.
- cimós -osa: Relatiu o pertanyent a la cima d'una planta.
- cincí: Sinònim de cima escorpioide.
- cincinniforme: Dit d'una inflorescència semblant a un cincí.
- cinetina: Hormona vegetal del grup de les cinina derivada dels àcids desoxiribonucleics, identificada com a 6-furfurilaminopurina, descoberta el 1955 en el llevat.
- cíngol: Part de la paret dels dinoflagelats, generalment en forma de canal equatorial.
- cinina: Hormona vegetal caracteritzada per la seua activitat estimulant de la divisió cel·lular.
- cinorròdon: Fructificació dels rosers (gènere Rosa), constituïda per diferents núcules incloses dins un receptacle en forma de copa d'obertura estreta.
- cípsela: Aqueni format per més d'un carpel.
- circalitoral: Relatiu a l'àrea circalitoral.
- circell: Òrgan filamentós, prènsil, que presenten certes plantes i que els serveix per a arrapar-se als cossos veïns.
- circinat -ada: Enrotllat sobre si mateix.
- circulació: A les plantes vasculars, transport de líquids absorbits vers els diversos òrgans de la planta (sobretot fulles), i de substàncies sintetitzades en el òrgans assimiladors fins a la resta de la planta (i sobretot als òrgans de reserva).
- circum-: Afix al principi d'un mot que significa al voltant de.
- circumboreal: Es diu de les plantes que es fan en latituds elevades de tot l'hemisferi boreal.
- circummediterrani -ània: Es diu de les plantes que viuen a les terres que envolten la mar Mediterrània. (vegeu en el seucontext)
- circumnutació: Moviment giratori de l'àpex lleugerament inclinat de moltes plantes de creixement lent, provocat per la desigualtat en l'allargament de les cèl·lules de la tija, que va variant de banda al llarg del dia.
- cist: Membrana gruixuda que recobreix un organisme unicel·lular en estat de vida latent.
- cistidi: Hifa estèril, hialina, formada per una sola cèl·lula, claviforme o fusiforme, situada entre els basidis i dirigida cap a l'exterior, en l'himeni de moltes agaricals.
- cistocarpi: En algunes algues vermelles, carposporòfit que té una coberta protectora amb una obertura apical.
- cistococ: Antic gènere d'algues verdes unicel·lulars i esfèriques, de l'ordre de les clorococcals, amb un pirenoide i divisió per autòspores.
- cistogàmia: Forma de reproducció sexual en la qual s'uneixen els protoplasts de dos gametocists i no tenen lloc gàmetes.
- cistòlit: Concreció de carbonat de calci característica de les cèl·lules epidèrmiques de les acantàcies, les moràcies i les urticàcies.
- citostoma: Obertura diferenciada dels ciliats per on penetren els aliments, dirigits pels corrents que hi produeixen els cilis.
- cistozigot: Zigot encistat que actua com a cèl·lula de repòs.
- citogenètica: Part de la genètica que tracta el comportament dels cromosomes en l'interior de la cèl·lula, especialment en la mitosi i la meiosi.
- citologia: Ciència que estudia la cèl·lula.
- cítric: 1. Fruita de taula de moltes Rutàcies 2. Plantes d'alguns gèneres com Citrus, Fortunella i Poncirus que es cultiven per l'aprofitament dels seus fruits.
- cladodi: Tija comprimida lateralment semblant a una fulla.
- cladograma: Diagrama ramificat que mostra les relacions filogenètiques entre diferents organismes.
- cladoma: Tipus de tal·lus que es dona en les algues i que correspon al grau més avançat d'evolució morfològica que poden atènyer els organismes d'aquest grup.
- cladomàtic -a: 1. Relatiu o pertanyent al cladoma. 2. De la natura del cladoma.
- clamidòspora: Tal·lòspora grossa, arrodonida i de paret cística gruixuda i sovint pigmentada, que representa la fase resistent durant l'època desfavorable.
- classe: 1. Grup taxonòmic situat entre la divisió i l'ordre. 2. Unitat superior de classificació en l'estudi de les comunitats vegetals.
- classificació: En biologia és la distribució dels éssers vius en classes anomenades en general tàxons, segons criteris d'afinitat filogenètica, morfològica, etc.
- classificació de Raunkjaer: Sinònim de Forma vital de Raunkjaer.
- clavat -ada: Claviforme.
- clàvia: Arrel mestra d'un arbre.
- claviforme: Que té forma de clau.
- cleistògam -a: Sinònim de clistògam.
- clímax: Comunitat vegetal que es fa sobre un sòl ben desenvolupat i en un lloc de condicions normals i que es troba en equilibri únicament amb el clima.
- climàcic-a: Relatiu al clímax
- clinòstat: Aparell que consta essencialment d'un disc vertical amb un lent moviment giratori sobre el qual es pot fixar plàntules per tal d'estudiar-ne les respostes geotròpiques.
- clisèrie: Catena de tipus de vegetació de clima en sentit latitudinal, altitudinal o àdhuc amb la distància creixent o decreixent a la mar.
- clistocarp: 1. En els fongs, cos esporífer indehiscent. 2. En les molses, esporangi inoperculat. 3. Fruit indehiscent (com la núcula, la drupa i la baia).
- clistocàrpic -a: 1. Relatiu o pertanyent al clistocarp. 2. Dit, en general, dels organismes de fructificació indehiscent.
- clistògam-a: Es diu de les flors que no arriben a obrir-se i es fecunden amb el pol·len propi; oposat a casmògam.
- clistogàmia: Autopol·linització que té lloc perquè la flor no s'arriba a obrir.
- clistoteci: Tipus d'ascoma que té un cos esfèric i indehiscent amb els ascs a dins.
- cloenda: Envà, paret de separació en un òrgan.
- clofolla: Embolcall llenyós de certs fruits. Clofolles d'ametlla, de castanya, de gla. Sinònim: closca, corfa.
- clor-, cloro-: Prefixos que indiquen el color verd clar.
- cloràntia: 1. Fenomen que es dona en els el·lèbors i altres plantes, consistent en la similitud de les peces florals amb les fulles. 2. Virescència de la flor.
- clorènquima: Sinònim de parènquima clorofíl·lic.(vegeu en el seu context)
- clorocist: En algunes molses, cèl·lula dels fil·lidis que conté clorofil·la i està mesclada amb hialocists.
- clorofícia: Tipus de cloròfits que comprèn gran part d'algues verdes de diferent morfologia excepte les prasinofícies, les ulvofícies i les carofícies.
- clorofil·la: Pigment fotosintètic de color verd que es troba a tots els vegetals.
- cloròfit: Alga verda, eucariòtica, amb plastidis verds que contenen clorofil·la i carotens, i que forma midó en els plastidis com a substància de reserva.
- cloroplast: Plastidi verd, amb molta clorofil·la on es produeix la fotosíntesi.
- cloroplastina: Complex de proteïna i clorofil·la amb activitat enzimàtica sobre la fotòlisi de l'aigua en la fotosíntesi.
- clorosi: Patologia de les plantes que es manifesta per una coloració groguenca de les seves parts verdes.
- cloròtic -a: Relatiu a la clorosi.
- clusa: Fruit sec dividit en compartiments monosperms, com el de les lamials i boraginàcies.
- cnidocist: Estructura existent en algunes dinofícies, en forma de cavitat, amb un líquid tòxic a pressió i un filament caragolat en espiral.
- coalescent: Es diu dels òrgans o parts units parcialment i irregularment entre si.
- coc: Carpel d'un fruit sincàrpic, individualitzat i de forma globosa.
- coccini -ínia: De color escarlata.
- coccoïdal: Sinònim de coccoïde.
- coccoide: Es diu de la forma de molts cianobacteris i moltes algues, que tenen cèl·lules lliures i poc esfèriques.
- coccòlit: Cadascuna de les xicotetes peces calcificades que formen part de l'esquelet perifèric dels coccolitòfors.
- coclear: 1. Disposat en hèlix com la closca d'un caragol. 2. Dit de la prefloració imbricada en els casos en què hi ha una peça externa i una de no adjacent interna i, a més, les altres són internes per un costat i externes per l'altre.
- cocleariforme: Que té forma de cullera.
- codi de nomenclatura: Codi adoptat pels congressos internacionals de zoologia, botànica i microbiologia, que fixa les regles de nomenclatura dels diversos tàxons biològics.
- coeficient de comunitat: Relació entre el nombre d'espècies comunes a dos inventaris i el nombre total d'espècies de tots dos inventaris plegats.
- coevolució: Evolució simultània de dos grups d'organismes, en la qual s'influeixen de manera recíproca i s'adapten progressivament els uns als altres.
- còfia: Sinònim de caliptra.
- coixinet: Mata molt compacta que formen les plantes de creixement espès i rodó i que es troben sovint en ambients fortament ventats.
- coleòptil: Es diu de la beina tancada, corresponent a la primera fulla de la plàntula, que enclou la plúmula de l'embrió de les poàcies i d'altres monocotiledònies.
- coleoriza: Fa referència a la membrana que recobreix la radícula, a l'embrió de les poàcies.
- coll d'una planta: Zona d'unió de la tija amb l'arrel.
- collar citoplasmàtic: Estructura en forma d'embut que envolta la base dels flagels en algunes crisofícies, en els coanoflagel·lats i en els coanòcits de les porífers.
- col·lènquima: Teixit vegetal de sosteniment format per cèl·lules que tenen les parets fortament engruixides per dipòsits decel·lulosa.
- col·loidal: 1. Relatiu a un col·loide. 2. Es diu del que té la natura d'un col·loide.
- col·lèter: És una estructura secretora pluricel·lular, formada per un nucli parenquimàtic envoltat per una o dues capes de cèl·lules epidèrmiques, adoptant les cèl·lules de la capa exterior una disposició columnar (en estacada).
- colònia: Conjunt d'individus d'una mateixa espècie molt relacionats entre ells, de disposició i forma característica (esfèrica, en cadena, ramificada, etc.).
- colp: Solc d'un gra de pol·len per on pot emergir el tub pol·línic, gràcies a la finor que hi ateny l'exina.
- colpat -ada: Es diu del gra de pol·len que té colps.
- colporat -ada: Es diu del gra de pol·len colpat que té una obertura més o menys circular en el colp.
- columel·la: 1. Columna central estèril situada en posició axial a dins d'una estructura reproductora. 2. Estructura en forma de columna que apareix en l'ectexina dels grans de pol·len de les angiospermes.
- columna: En algunes poàcies (com el gènere Stipa), porció inferior de l'aresta, més gruixuda que la porció apical (seta) i generalment retorçada.
- colzat -ada: Girat de manera sobtada i pronunciada.
- comensalisme:
- comissura: Línia d'unió entre dos òrgans.
- competència: Lluita entre els organismes per a posseir aliments, espai, llum, recursos limitats dins un nínxol ecològic.
- complex climàcic: Conjunt de totes les sèries que culminen en un mateix clímax, és a dir, totes les comunitats vegetals que conviuen en un mateix domini climàcic.
- complex de comunitats: Conjunt de comunitats que constitueix una unitat en el paisatge vegetal.
- compost -a: Fulla formada per diferents porcions laminars independents anomenats folíols.
- comprimit -ida: Es diu d'un òrgan que, en comptes de tenir secció transversal circular, la té el·líptica o més o menys laminar, com si hagués sofert pressió lateral.
- comunitat vegetal: 1. Conjunt de vegetals de requeriments ecològics semblants que tenen tendència a conviure en hàbitats amb condicions ecològiques semblants. 2. Sinònim de fitocenosi.
- con: Estròbil, pinya de les coníferes.
- conceptacle: 1. En algunes algues brunes, espai buit que es fa en el tal·lus, que es comunica amb l'exterior amb un porus i que en l'interior guarda esporocists i pèls estèrils. 2. Part en forma de copa on es formen els propàguls en el tal·lus d'algunes hepàtiques.
- concolor -a: Del mateix color.
- concrescent: Es diu de diversos òrgans o parts que creixen junts.
- conduplicat -ada: Es diu de la fulla, el pètal, etc., plegats en doble en el sentit de la llargària.
- conidi: Espora de molts fongs, sense flagels, exògena i que es forma per reproducció asexual.
- conidiòfor: Hifa a partir de la qual es formen els conidis.
- conidioma: Cos fructífer dins del qual es produeixen conidis.
- conidiòspora: Sinònim de conidi.
- conífera: Planta gimnosperma del grup de les coníferes, llenyoses i que produeixen resines, amb fulles esquamoses o aciculars iinflorescències còniques (pinyes).
- coniferofití: Individu de la subdivisió dels coniferofitins, gimnospermes de fulla dicòtoma; la majoria pertany al grup de les coníferes.
- conjugació: 1. Aparellament, unió d'òrgans, estructures o individus per parelles. 2. Transmissió de material genètic, que no sempre té lloc de manera recíproca, que es produeix en els bacteris.
- connat -a: Unit a un altre des de la naixença.
- connectiu: Part mitjana i estèril de l'antera, que uneix entre elles les dues teques.
- connivent: Es diu dels òrgans (estams, pètals, etc.) que es posen en contacte o quasi per llur àpex sense ésser, però, soldats entre ells.
- constant: Dit de les espècies que apareixen en un tant per cent elevat, variable segons els autors (per exemple, el 90%), de les mostres o dels inventaris d'una comunitat vegetal determinada, amb el benentès que totes les mostres corresponen a superfícies de la mateixa extensió.
- constret: Que presenta un restrenyiment.
- continental: Es diu dels climes propis de les parts interiors dels continents, caracteritzats per una gran variació anual de temperatures.
- contort -a: 1. Es diu de l'òrgan vegetal torçat. 2. Tipus de prefloració, en la qual cada peça cobreix la següent i és coberta per l'anterior.
- contret -a: Que presenta una reducció de volum.
- convolució: Enrotllament longitudinal.
- convolut -a: 1. Enrotllat o de parts enrotllades a manera de corn. 2. Prefoliació en la qual té lloc un enrotllament (freqüent en moltes monocotiledònies).
- cóp: 1. Cor del cabdell de les cols. 2. Part superior del tronc d'un arbre, de la qual arrenquen les branques.
- copat -ada: Tancat per acostament de les parts exteriors.[1]
- còpula: En les diatomees, peça suplementària del cíngol.
- copulació: Vegeu a gametangiogàmia
- cor: 1. En un fruit pomaci, la part interior, de consistència coriàcia, que correspon a l'endocarpi. 2. Duramen
- coral·loide: Que té forma o aparença de corall.
- cordat -ada: Sinònim de cordiforme.
- cordiforme: Que té forma de cor.
- cori-: Forma prefixada que vol dir de manera separada.
- coriaci -àcia: Que té la consistència del cuir.
- coricàrpic-a: Sinònim d'apocàrpic.
- corimbe: Inflorescència en què els peduncles neixen de punts diferents de la tija i s'eleven fins a un mateix nivell.
- corimbífer -a: Que fa flors disposades en corimbe.
- corimbiforme: Que té forma de corimbe.
- corisèpal: Sinònim de dialisèpal.
- corm: Cos de les plantes que presenten una autèntica diferenciació en òrgans (arrel, tija i fulles).
- cormobiont: Planta amb corm.
- cormòfit: Grup sistemàtic que reuneix briòfits, pteridòfits i espermatòfits i caracteritzat per la presència de corm.
- cormofític -a: Relatiu als cormòfits.
- corniculat -ada: En forma de petit banya.
- corol·la: Verticil intern del periant de la flor, generalment de coloració viva i vistent.
- corol·lí -ina: Que és de la mateixa natura que la corol·la.
- corol·liflor -a: Amb els estams inserits a la corol·la.
- corol·liforme: Que té forma de corol·la.
- corologia: Ciència que s'encarrega de l'estudi de les àrees de distribució dels éssers vivents.
- corològic -a: Relatiu a la corologia.
- corona: 1. Conjunt d'apèndixs que surt a la part interior de la corol·la de certes flors. 2. Conjunt de les lígules perifèriques dels capítols d'aquelles asteràcies que presenten un disc central de flors tubuloses.
- corónula: A les carofícies, extrem superior de l'oogoni.
- corrugat -ada: Es diu de la floració o prefloració amb les peces arrugades.
- corrugatiu -iva: Dit del tipus de vernació o de prefloració en què les fulles o els antofil·les són plegats irregularment.
- còrtex: Capa externa, superior o inferior, del tal·lus dels líquens d'estructura estratificada.
- cortical: Relatiu al còrtex.
- corticat -ada: 1. Amb còrtex. 2. Es diu de la tija o de la planta que té escorça.
- corticícola: Dit de les plantes que viuen sobre les escorces d'arbres i arbusts.
- cortina: En alguns gèneres de bolets, conjunt de filaments molt delicats, procedents del vel parcial, que uneixen el marge del capell a la cama.
- cos metacromàtic: Grànul que, en les cèl·lules de les esquizofícies, es tenyeix de roig amb el blau de metilè.
- cos mucífer: Corpuscle arrodonit o fusiforme que es dona a les crisofícies i euglenòfits sota la cutícula cel·lular, ric en mucílag.
- coscollar: Població de coscolls.
- cosmopolita: Es diu d'aquell organisme que es troba a tot arreu del món o gairebé.
- costa: Sortint recte i estret que fa ressalt a la superfície d'un fruit, d'una fulla, o de qualsevol tipus d'òrgan.
- costella: En botànica, filet que fa prominència a la superfície d'un òrgan i especialment cadascun dels que solen presentar elsfruits de les apiàcies.
- cotilèdon: Primera fulla, o fulla del primer parell de fulles, desenvolupada per l'embrió d'una planta fanerògama.
- coure: Beina a la darrera fulla del blat que embolcalla l'espiga naixent.
- cras -sa: Suculent, carnós.
- crassi-: Prefix amb el significat d'espès.
- crassifoli -òlia: Que té les fulles carnoses.
- crassinucel·lat -ada: Dit de les plantes en què, a la nucel·la, l'àpex del sac embrionari és separat de l'epidermis nucel·lar per diversos estrats de cèl·lules.
- creixenar: Herbassar hidròfil dominat pels créixens.
- cremocarp: Esquizocarp procedent d'un ovari bicarpel·lar ínfer i que a la maturitat es divideix en dos mericarps que resten penjats d'un carpòfor bisecte.
- crenat -ada: Es diu d'una fulla que presenta dents poc sortints i arrodonides.
- crenulat -ada: Que presenta petites dents corbes en el seu marge.
- cresp -a: Arrissat formant ondes molt petites.
- cresta: Aril de petites dimensions format sobre el rafe, que presenten les llavors de moltes papaveràcies.
- cribós -osa: Proveït de septes perforats.
- crioplàncton: Conjunt dels microorganismes que viuen al glaç o la neu.
- crioturbació: Canvis de disposició o d'estructura que es donen als sòls per efecte del glaç i el desglaç.
- criptobiosi: Estat de latència total en el qual la forma biològica lliure (endòspora, cists) no té metabolisme detectable, encara que manté durant molts anys la seva capacitat potencial per a germinar i desenvolupar cèl·lules actives.
- criptòfit: Planta amb les gemmes hivernals situades per sota del nivell de terra o bé submergides en l'aigua.
- criptògam -a: Es diu de la planta que no té reproducció sexual aparent, que no fa flors ni fruits (s'aplica a fongs, algues i plantes que es reprodueixen per espores, briòfits i pteridòfits).
- criptògames: Grup de plantes que inclou els líquens, les algues, els briòfits i els pteridòfits.
- criptogàmia: Part de la botànica que comprèn l'estudi de les plantes sense flor.
- criptogamista: Botànic especialitzat en l'estudi de les criptògames.
- crisòfit: Alga unicel·lular o pluricel·lular que presenta un o dos plastidis parietals de color groc daurat.
- crisolaminarina: Substància de reserva, polisacàrid, que té unitats de glucosa unides per enllaços β-1,3.
- cromatisme: Coloració anormal de les parts verdes.
- cromatòfor: Orgànul arrodonit, d'estructura no lamel·lar, on es concentren els pigments assimiladors, en els bacteris fotosintetitzadors.
- cromatoplasma: Part perifèrica del citoplasma de les esquizofícies, on hi ha els pigments assimiladors.
- cromo-: Prefix que denota color.
- cromòfit: Organisme que pertany als cromòfits, regne dels eucariotes que havia estat considerat de manera independent, format per organismes unicel·lulars, colonials, filamentosos o amb tal·lus grans amb parets cel·lulars de cel·lulosa.
- cromoplast: Plastidi que només té pigments no fotosintètics.
- cromosoma: 1. Orgànul de cromatina amb forma de fil del nucli cel·lular dels eucariotes i que conté la dotació genètica. 2. En els procariotes, molècula que conté la dotació genètica, formada per àcid desoxiribonucleic circular.
- cromosòmic -a: Relatiu al cromosoma.
- cruciforme: Que té forma de creu.
- crustaci -àcia: 1. Que té forma de crosta. 2. Es diu del tal·lus de molts líquens sense còrtex inferior i que viu agafat amb força a la superfície del substrat.
- cua: Peduncle d'un fruit.
- cucul·lat -ada: Cucul·liforme.
- cucul·liforme: En forma de caputxeta.
- cuell: Peduncle d'un fruit, especialment de l'oliva.
- cugul: Gemma d'un bulb.
- cultiu: 1. Sinònim de conreu. 2. Tècnica de laboratori consistent en la multiplicació de microorganismes i plantes en un medi de cultiu apropiat.
- cultivar: Variant d'una planta seleccionada per un o diversos atributs. Forma una categoria distinta, uniforme i estable en els seus trets que conserva si es propaga de la manera adequada.
- cumquat: Fruit del cumquat.
- cuneat -ada: Cuneïforme.
- cuneïforme: Que té forma de tascó.
- cúpula: En les fagàcies, involucre acrescent llenyós que embolcalla la base del fruit (com el didal de la gla) o n'inclou uns quants (com el pelló de les fages i el de les castanyes).
- cupulífer -a: Dit de la planta proveïda de cúpula.
- cuspidat -ada: Que termina en punta.
- cutícula: Capa complexa, impermeable, aïllant i resistent, que es diposita sobre la superfície externa de les cèl·lules epidèrmiques de les plantes.
- cutina: Substància cèria que es troba entre les fibril·les cel·lulòsiques externes de les parets epidèrmiques gruixudes de la part aèria de les plantes, amb excepció dels pètals, i que constitueix la cutícula.
- cutinització: Acció de cutinitzar-se.

## D
| Índex: A B C D E F G H I J K L M N O P Q R S T U V W X Y Z — Especials Inici — vegeu també — enllaços externs |

- dangeàrdia: Estructura típica dels filaments dicariòtics del miceli dels ascomicets i basidiomicets.
- dasifil·le -a: De fulles piloses.
- datiler -a: Dit de la palmera que fa dàtils.
- davantal: En les orquídies, label.
- decandre -a: Es diu de les flors que tenen deu estams. En són un exemple les flors del gènere Geranium.
- decidu -ídua: Sinònim de caduc.
- decreixent: Dit de les fulles que són més petites com més amunt és el seu punt d'inserció.
- decumbent: Es diu de la tija que es decanta o mig s'ajeu.
- decurrent: Es diu de la fulla el limbe de la qual s'estén tija avall i forma una ala o cresta al llarg d'aquesta.
- decussat -ada: Fulles oposades, disposades en parells cadascun en angle recte respecte als dos parells immediats superior i inferior.
- deflex -a: Tombat o corbat cap avall.
- defloració: Caiguda de les flors d'una planta, de les quals no resten sinó les parts a esdevenir el fruit.
- defoliació: Despreniment o caiguda de les fulles d'un vegetal per causes naturals o provocat artificialment.
- defoliant: Cadascuna de les substàncies químiques que per la seua acció antagonista sobre les auxines produeixen la caiguda de les fulles dels vegetals.
- degradació: Substitució d'una comunitat vegetal per una altra de més apartada de la clímax.
- dehiscència: Acció d'obrir-se naturalment un òrgan clos (el pericarpi de certs fruits, l'antera d'un estam, etc.) per deixar anar el seu contingut (llavors, pol·len, etc.).
- dehiscent: Que s'obre espontàniament. Oposat a indehiscent.
- deltat -ada: Amb forma de triangle equilàter, amb la base ample i l'àpex agut.
- deltoide: Amb forma triangular. El pecíol està inserit a un costat.
- dendroide: Amb forma o ramificació semblant a un arbre.
- dendrologia: Ciència que estudia els arbres.
- densiflor -a: De flors atapeïdes.
- densifoli -òlia: De fulles molt juntes.
- dentat -ada: Proveït de dents.
- denticle: Formació en forma de dent molt petita.
- denticulat -ada: Proveït de denticles o petites dents.
- deprimit -ida: Dit de l'òrgan de la planta que ha sofert una pressió per la part superior o inferior en la direcció de l'eix de l'òrgan.
- dermatòfit: Fong que parasita la pell o els seus voltants.
- dermatogen: Capa cel·lular externa d'un meristema primordial.
- descalcificació: Efecte que afavoreix l'eliminació del calci dels sòls.
- desert: Regió terrestre generalment de clima calent (o molt fred) i àrid, on per la rigorositat del clima la vegetació manca o és molt escassa.
- desertícola: Dit de la flora pròpies de les zones desèrtiques.
- despigmentació: Que anat perdent els pigments.
- determinar: Establir a quina espècie o tàxon pertany un organisme concret.
- deuteroliquen: Liquen en què el fong integrant és un deuteromicet.
- deuteromicet: Deuteromicets, grup ampli de fongs, la majoria derivats dels ascomicots, que no es reprodueixen sexualment i que molts d'aquests són saprotròfics i d'altres paràsits sobre plantes i animals, inclosos els humans.
- dextrors -a: Que s'enfila helicoidalment, sovint de dreta a esquerra (mirant des de fora).
- diacític -a: Tipus d'estoma que té dues cèl·lules annexes perpendiculars a les oclusives.
- diadelf -a: Es diu de la flor o l'androceu en què els filaments estaminals són concrescents formant dos grups o fascicles.
- diagnosi: Descripció concisa dels caràcters distintius d'un organisme o d'un grup taxonòmic.
- diagrama floral: Expressió convencional, equivalent a un tall transversal idealitzat, en què es representen per projecció les diferents peces de la flor.
- diali-: Prefix que denota separació.
- dialifil·le -a: De fil·lomes (fulles, bràctees, pètals, etc) lliures.
- dialipètal* -a: Es diu de la flor o de la corol·la que té els pètals lliures.
- dialisèpal* -a: Es diu de la flor o del calze que té els sèpals lliures.
- dialitèpal -a: Es diu de la flor o del perigoni que té els tèpals lliures.
- diandre -a: Es diu de les flors amb dos estams. En són un exemple les flors del gènere Veronica.
- diaqueni: Fruit que, a la maturitat, se separa en dos fragments (amb caràcter d'aqueni), com el de les umbel·líferes.
- diarc -a: Dit de l'arrel o de la tija que té dos feixos vasculars.
- diàspora: Unitat funcional de disseminació de les plantes, com per exemple els fruits, les espores, les llavors o els fragments de la planta mare.
- diastomàtic -a: Que té lloc a través dels estomes.
- diatomea: Tipus d'alga unicel·lular que es caracteritza per fer colònies de cèl·lules d'un sol nucli i amb absència de flagels, envoltada per una coberta silícia.
- dicari: Es diu del compartiment cel·lular que conté dos nuclis procedents de la plasmogàmia i que és propi de les hifes dels micelis dels ascomicets i basidiomicets.
- dicariòtic -a: Relatiu al dicari.
- dicasi: Inflorescència cimosa, cada eix de la qual produeix, per davall la flor terminal, dues branques oposades.
- diclamidi -ídia: Dit de la flor que té calze i corol·la.
- dicogàmia: Tipus de maduració dels estams i dels pistils d'una mateixa flor en èpoques distintes, cosa que fa molt difícil l'autopol·linització.(vegeu en el seu context)
- dicotiledoni -ònia: 1. Tàxon de plantes de les angiospermes, que tenen embrions amb dos cotilèdons i solen tenir l'arrel axonomorfa, fulles penninèrvies i flors sovint pentàmeres o tetràmeres. 2. Individu d'aquesta classe.
- dicòtom -a: Es diu de la ramificació en què els eixos secundaris s'originen per bifurcació de l'àpex de l'eix principal en dos eixos secundaris equivalents, típica de tal·lòfits, briòfits i licopodis.
- dicotomia: Que es divideix en dos en una ramificació simple.
- dicotòmic -a: Relatiu a la dicotomia.
- dicrà: Gènere de molses acrocarpes, de l'ordre de les brials, en general de fulletes estretes i agudes, freqüents a terra i sobre les roques, a l'interior dels boscs.
- dictiostela: Tipus d'estela sovint present en les falgueres.
- didal: 1. Sinònim de capulla 2. Cúpula de la gla. 3. Subespècie de la digital porpra, de la família de les escrofulariàcies (Digitalis purpurea ssp dubia).
- dídim -a: Es diu dels òrgans que formen parella, com els dos mericarpis del fruit de les biscutel·les.
- didínam: Es diu de l'androceu format per 4 estams però amb dos més llarg que els altres dos.
- difil·le -a: Amb dues fulles.
- difús -a: Sinònim de lax.
- digenètic -a: Es diu dels organismes que presenten alternança de generacions.
- digin -a: Dit de la flor que té dos pistils.
- digitat -ada: En forma de dits.
- dímer -a: Que consta de dues parts.
- dinòfit: Sinònim de dinoflagel·lat.
- dinoflagel·lat: 1. Divisió botànica d'algues unicel·lulars, nedadores i que posseeixen dos flagels desiguals, un en posició longitudinal i un altre típicament equatorial que els permeten moure's. 2. Individu d'aquest grup.
- dinòspora: Cèl·lula reproductora que presenten algunes cianofícies i algues immòbils, com també les blastodinials.
- dioècia: Fenomen propi de les espècies de plantes dioiques que consisteix en una gran diferenciació entre els individus masculins i femenins, cadascun dels quals produeix llurs gàmetes específics.
- dioic -a: Es diu de la planta que té les flors masculines i les flors femenines en individus distints.
- diplobiont: Ésser diplobiòntic.
- diplobiòntic -a: Es diu de l'organisme que presenta dues generacions independents.
- diploclamidi -ídia: Es diu del periant (i de la flor) que consta de dues cobertes.
- diplofase: Fase diploide en la vida dels organismes que tenen alternança de generacions.
- diplohaplont: Es diu del cicle biològic o de l'organisme que té una generació haploide i una altra diploide.
- diploide: Que té els nuclis amb dues dotacions cromosòmiques completes.
- diploïdia: 1. Fenomen en el qual el nucli cel·lular té 2 cromosomes. 2. Fase d'un cicle biològic en què les cèl·lules són diploides.
- diplont: Es diu del cicle biològic o de l'organisme que té una fase haploide representada exclusivament pels gàmetes.
- diplostèmon -a: Respecte a l'androceu, amb doble nombre d'estams que de peces en els verticils del periant. Vegeu haplostèmon.
- disàmara: Fruit format per dues sàmares i típic dels aurons.
- disc: Sinònim de discopodi. Excrescència en forma de disc o d'anell, generalment amb funció glandular, que forma el tàlem dintre la flor i que té una gran importància sistemàtica a causa de la posició variable i característica segons els diferents gèneres i famílies.
- discolor -a: De dos colors o més.
- discopodi: Part basal, eixamplada i adherent, que presenten moltes algues sèssils.
- disèpal: Dit del calze que té dos sèpals.
- disjuntor: Element dels fongs que separa les espores quan aquestes formen cadenes moniliformes, alhora que les uneix d'una forma més o menys efímera.
- disperm -a: Que conté dues llavors.
- dispersió: Sinònim de disseminació.
- disploide: Individu amb disploïdia.
- disploïdia: Condició en la qual hi ha augment o disminució progressiva unitària en el nombre cromosòmic com a resultat de reajustaments de segments cromosòmics i pèrdues o incorporacions de centròmers sense que hi hagi un canvi en el genotip.
- diplont: Es diu d'aquell organisme en el cicle biològic del qual predomina la fase diploide, mentre que la fase haploide queda reduïda als gàmetes.
- diplospòria: Tipus d'apomixi on el sac embrional -diploide- s'ha originat a partir d'una cèl·lula mare de les megàspores.
- disjunt: Dit de les àrees biogeogràfiques que no són contínues, és a dir, que es presenten fragmentades.
- disseminació: Es diu de la dispersió natural de les llavors o diàspores.
- distal: Es diu de la part d'un òrgan més allunyada de la base o del punt d'origen.
- dístic -a: Disposat en dos rengles verticals oposats.
- districte: Unitat fitogeogràfica immediatament inferior a la província.
- diszoocor -a: Dit de les plantes les diàspores de les quals serveixen d'aliment als animals que les transporten.
- diszoocòria: Quan les diàspores són preferides per alguns animals, com els esquirols o ratolins, que aprofiten les substàncies nutritives que formen part de la llavor, per la qual cosa una bona part seran destruïdes (ex., gra de les poàcies).
- ditec -a: Dit de les anteres amb dues teques.
- diürn -a: Dit de les flors que són obertes de dia i tancades de nit.
- divaricat -ada: Es diu de la branca que divergeix segons un angle molt obert.
- divergència: En fil·lotaxi, angle que formen els plans medials de dues fulles consecutives.
- divergent: Que van en direccions oposades.
- divisió: En classificació taxonòmica, grup situat entre el regne i la classe i format per la reunió de classes afins.
- dolípor: Porus especialitzat, inflat, amb aspecte de barril, generalment present en els septes hifals dels basidiomicets i absent en els dels ascomicets.
- domaci: Òrgan especial o transformació d'un òrgan vegetal que facilita la vida en comú a un altre organisme.
- dominància: En una comunitat vegetal, el fet d'ésser dominants, i en quin grau ho són, les espècies que la integren.
- dominància apical: Fenomen que consisteix en el desenvolupament de la gemma apical i en el retardament del creixement de les gemmes laterals fins que hi ha una certa distància entre ells i l'àpex vegetatiu.
- dominant: Dit de les espècies que tenen la biomassa més gran dintre la comunitat vegetal i que modifiquen les condicions ambientals de tal manera, que les restants espècies resten supeditades a elles.
- domini climàcic: Territori en el qual la vegetació tendeix a una mateixa clímax.
- domini: Divisió fitogeogràfica equivalent a la província.
- dorment: Es diu de les llavors que estan en fase de repòs absolut.
- dormina: Fitohormona coneguda també com a àcid abscísic que inhibeix el creixement dels vegetals.
- dorsifix -a: Fixat pel dors; dit especialment de les anteres que s'insereixen al filament per llur part dorsal.
- dotació cromosòmica: Es diu del conjunt de cromosomes presents en cadascuna de les cèl·lules d'un organisme. Sinònim de cariotip.
- drepani: Monocasi escorpioide amb les branques laterals situades en un mateix pla.
- droga vegetal: Cadascun dels principis actius presents en les plantes de natura química diversa (alcaloide, oli essencial, heteròsids, etc.) que, convenientment preparats i conservats, són emprats com a medicaments.
- drupa: Fruit monosperm, de mesocarpi generalment carnós i endocarpi llenyós i dur, que forma el pinyol i tanca la llavor.
- drupaci -àcia: Es diu del fruit que s'assembla a una drupa.
- drupèola: Petita drupa pròpia d'un fruit policàrpic, com és ara la móra o el gerdó.
- drupífer -a: Que fa drupes.
- drupiforme: Que té forma de drupa.
- drusa: Conjunt més o menys arrodonit de cristalls que es disposen voltant un nucli, que sol ésser un cristall petit i formades generalment per oxalat càlcic.
- duramen: Cor d'un arbre, constituït per elements conductors ja inactius, impregnats de tanins i resines.
- durisilva: Bosc esclerofil·le.

## E
| Índex: A B C D E F G H I J K L M N O P Q R S T U V W X Y Z — Especials Inici — vegeu també — enllaços externs |

- e-: Prefix que indica l'absència d'un òrgan.
- ebracteat -ada: Sense bràctees.
- eci: En el grup de les uredinals, cos esporífer en forma de copa, que conté nombroses espores dicariòtiques, disposades en sèries semblants a cadenes.
- ecidi: Sinònim d'eci.
- ecidiòspora: Eciòspora.
- eciòspora: Espora formada en un eci.
- eco-: Prefix que significa medi o casa.
- ecofisiologia: Fisiologia del medi ambient és una disciplina de la biologia que estudia l'adaptació de la fisiologia d'un organisme a les condicions mediambientals.
- ecòleg -òloga: Biòleg especialitzat en ecologia.
- ecologia: Ciència que estudia les relacions entre els éssers vius i el medi en el qual habiten.
- ecologia tròfica: Estudi dels organismes i les seues interaccions alimentoses (presa-depredador) en un ecosistema donat sota la perspectiva funcional.
- ecologia vegetal: Subdisciplina de l'ecologia que estudia la distribució i abundància de les plantes que interaccionen entre les membres de les espècies de plantes i les seves interaccions amb el medi ambient.
- ecosistema: Fa referència al sistema d'organització dels organismes de diverses espècies que interaccionen en un espai definit.
- ecotip: Diferenciació d'una espècie més per la seva adaptació a unes condicions ambientals determinades que no pas per diferències morfològiques notòries.
- ecotoxicologia: Ciència que tracta dels efectes quantitatius i qualitatius adversos (tòxics) dels agents físics i químics en els organismes vius de la natura
- ectomicoriza: Relació simbiòtica que es dona entre un simbiont (micobiont) fong i les arrels de diverses espècies de plantes.
- ectoplast: Corpuscle proteic que sol donar-se en les cèl·lules de les esquizofícies.
- ectòtrof -a: 1. Dit del cefalodi que es forma damunt el tal·lus i de les micorrizes que es fan principalment en els espais intercel·lulars. 2. En algunes espècies de líquens amb clorofícies com a algues simbiòtiques, formació superficial i en forma de pústula (cefalodi ectòtrof) o inclosa en el tal·lus (cefalodi endòtrof).
- ectozoocòria: Sinònim d'exozoocòria.
- edificador -a: Dit de l'espècie que modifica les condicions ambientals en sentit favorable a la instal·lació d'una certa comunitat vegetal.
- efedroide: Amb aspecte d'efedra, de branques primes i sense fulles.
- efemeròfit: Dit de la planta que, sense ser pròpia d'una zona, s'hi presenta esporàdicament.
- efímer -a: 1. Dit de les comunitats de teròfits que es desenvolupen en molt poc temps, com algunes plantes dels deserts o dels llits fluvials. 2. Dit de les flors que es desclouen només una vegada i es marceixen de seguida.
- eglandular: Sense glàndules.
- eglandulós -osa: Sense glàndules.
- eix: Es diu dels òrgans vegetals que solen presentar aspecte aproximadament de cilindre estret, principalment la tija i l'arrel.
- elàter: Cadascuna de les fibres amb engruiximents helicoides que hi ha en les càpsules d'algunes hepàtiques, barrejades amb les espores, a la projecció i dispersió de les quals coadjuven.
- elateri: Càpsula de les lletereses i altres euforbiàcies els carpels de la qual se separen en la maduresa.
- element biogeogràfic: Conjunt d'espècies vegetals que comparteixen l'àrea i característiques d'un determinat territori biogeogràfic.
- element de tub cribrós: Cèl·lula floemàtica allargada, especialitzada en la conducció de la saba elaborada. Sinònim: tub cribrós.
- element florístic: Conjunt d'espècies vegetals d'àrea coincident, la qual correspon a una regió florística.
- eleosoma: Excrescència oleífera d'alguns fruits o llavors de dispersió zoocora.
- eleoplast: Plast ric en lípids, molt presents en les cèl·lules de les bacil·lariofícies.
- eligulat -ada: Sense lígules.
- el·lipsoide: En forma d'el·lipse, més llarg que ample.
- el·líptic -a: 1.Que té la forma d'una el·lipse. 2. Tipus de fulla oval, sense punta clarament marcada.
- emarginat -ada: Que presenta a l'àpex una osca o entrant poc profund.
- emascular: Acció d'eliminar els estams de les flors.
- embeinador-a: Es diu de la fulla la beina de la qual envolta la tija.
- embrancament: sinònim de fílum.
- embrió: Organisme viu des de l'estat d'òvul fecundat, o bé activat durant un període determinat arbitràriament, fins que el nou ésser ja manifesta la seva estructura adulta o és capaç de portar una vida independent.
- embriòfit: Planta del grup dels embriòfits.
- embriofitins: Grup de plantes que presenten embrió i que es considera constituït pels briòfits, els pteridòfits i els espermatòfits.
- embriòfor: Sinònim de suspensor.
- embriologia: Ciència que estudia la formació i del desenvolupament de l'embrió en els grans grups de plantes i animals.
- embrionari: Relatiu o pertanyent a l'embrió.
- embriòspora: Zoòspora que ha perdut els flagels i s'ha embolcat d'una membrana.
- emergència: Qualsevol sortint dels òrgans vegetals en la formació del qual intervenen, a més de l'epidermis, algun o alguns teixits subepidèrmics.
- empelt: Acció d'ajuntar dues o més parts de plantes diferents (tija, tronc, branca, etc.) de manera que el conjunt es comporti com una sola planta.
- endarc: Que té un sol protoxilema central o diferents protoxilemes al voltant d'un parènquima central.
- endèmic: Es diu de l'espècie o altre tàxon que viu exclusivament en una àrea geogràfica determinada.
- endemisme: Tàxon de distribució restringida, els individus del qual viuen exclusivament dins els límits d'un territori determinat.
- endo-: Prefix que fa al·lusió a quelcom intern.
- endobasidi: En els líquens, basidi sense fulcre distint i proveït d'esterigma.
- endocarpi: Capa interna del pericarpi del fruit.
- endoderma: Capa embrionària interna format per cèl·lules que provenen del blastoderma.
- endolític: Dit de l'organisme que viu en fissures estretes, a l'interior de les roques.
- endomicorriza: Micorriza endòtrofa.
- endoperidi: Capa interna del peridi.
- endoplast: En les esquizofícies, corpuscle arrodonit o allargat ric en àcids nucleics.
- endopleura: (sinònim tegmen) Capa interna de l'episperma que sol provenir de la secundina del primordi seminal.
- endosimbiosi: Associació simbiòtica entre dos organismes diferents un dels quals viu totalment dins el citoplasma de l'altre.
- endosoma: 1. Vesícula intracel·lular amb material extracel·lular i enzims proteolítics, formada durant el procés d'endocitosi per invaginació de la membrana plasmàtica, de la qual es desprén. 2. Cos que es pot observar en el nucli en repòs d'algunes algues.
- endosperma: Teixit nutritiu format a l'interior del sac embrionari.
- endòspora: Es diu de l'espora originada per divisió del nucli del citoplasma d'una cèl·lula.
- endospori: 1. Membrana cel·lulòsica i prima de l'espora dels pteridòfits, per sota de la membrana externa o exospori. 2. Làmina interna de la membrana dels zigots de les zignematofícies.
- endospòric -a: Que produeix endòspores.
- endoteci: 1. Conjunt de cèl·lules internes d'un esporangi. 2. Capa fibrosa que hi ha sota l'epidermis en el sac pol·línic amb cèl·lules amb engruiximents que faciliten la deshiscència.
- endòtrof -a: Dit del cefalodi format a l'interior del tal·lus.
- endozoocor -a: Dit de les plantes les diàspores dels quals es disseminen mitjançant la intervenció d'animals que les transporten en el seu tub digestiu i les dipositen juntament amb les deposicions.
- endozoocòria: Tipus de dispersió de les llavors en què aquests són ingerits passant pel tracte digestiu de l'animal fins que són expulsats junt amb els seus excrements.
- enervat -ada: Sense nervis o de nervis poc aparents.
- enervi -èrvia: Dit de les fulles sense nervis visibles.
- enfiladís -issa: 1. Que s'enfila per un tronc, un arbre, etc., arrapant-s'hi o entortolligant-s'hi. 2. Qualsevol planta enfiladissa.
- enforcadura: Punt d'on arrenquen les besses o branques principals d'un arbre.
- ensiforme: En forma d'espasa.
- enter -a: Sinònim de sencer.
- entomececidi: Cecidis on l'agent causal és un insecte.
- enganxadones: Fruit proveït de punxes o ganxos que s'enganxa a la roba o a la cabellera.
- entomòfil -a: Es diu de les flors o les plantes la pol·linització de les quals es fa mitjançant insectes.
- entomofília: Pol·linització en què el transport del pol·len és fet per insectes.
- entomògam -a: Sinònim d'entomofília.
- entomogàmia: Tipus de pol·linització en què el transport del pol·len és fet per insectes.
- entrefulla: En una branca o tija, espai entre fulla i fulla.
- entrenús: Espai o interval entre dos nusos.
- envà: 1. Paret que divideix una cèl·lula o un òrgan en dues parts. 2. Sinònim de septe.
- enzim: Es diu de qualsevol substància de natura proteica que actua com a biocatalitzador.
- epi-: Prefix que indica a la part superior d'alguna cosa, 'damunt', 'sobre'.
- epicalze: Sinònim de calicle.
- epicarpi: 1. Coberta exterior del fruit, la capa més externa del pericarpi, que ordinàriament forma la pell. 2. Sinònim d'exocarpi.
- epicon: Part de la teca dels dinòfits que se situa per damunt del cíngol.
- epicòtil: En una plàntula, part de la tija situada entre els cotilèdons i la fulla.
- epidermis: Teixit adult primari que embolca el cos de les traqueobionts separant-lo del medi extern.
- epifil·le -a: Que viu o és situat sobre una fulla, a l'anvers.
- epífit: Es diu de la planta que viu sobre d'una altra sense extracció sensible de nodriment de la planta suport.
- epifític -a: Relatiu als epífits.
- epifragma: En certes molses, membrana fina que recobreix el peristoma.
- epigènic -a: Dit d'allò que es forma a la cara superior d'un òrgan.
- epigeu-ea: Que viu o es desenvolupa per damunt del sòl.
- epigin -ígina: Es diu dels sèpals, pètals i estams aparentment situats sobre l'ovari i, per tant, ínfer.
- epilític -a: Que viu aplicat directament sobre roques, com és ara el cas de molts líquens.
- epinèuston: Conjunt d'organismes microscòpics que viuen en la fase aèria (sobre la pel·lícula d'aigua) del nèuston.
- epipètal -a: Que es troba sobre els pètals.
- epiplasma: Substància que envolta les ascòspores dins l'asc.
- epiplast: En els cianobacteris, corpuscle refringent ric en proteïnes i glicoproteïnes.
- episperma: Coberta externa d'una llavor.
- epispèrmic -a: Que és sobre la llavor.
- epispori: Membrana externa de qualsevol espora.
- epiteca: 1. Part superior o teca superior del frústul de les diatomees que encaixa amb la hipoteca, l'altra part del frústul.
- epiteci: Superfície del disc de l'apoteci formada per la part superior de les paràfisis i dels ascs que constitueixen l'himeni.
- epitema: Grup de cèl·lules parenquimàtiques que secreten aigua i formen part de certs tipus d'hidatode.
- epítet específic: Adjectiu que forma part del nom científic (en llatí i cursiva) d'una espècie (nomenclatura binomial) i que designa una característica d'ús, morfològica o de l'àrea geogràfica d'aquesta planta; habitualment són determinatius o il·lustratius, però no sempre.
- epítrop -a: Dit del primordi seminal anàtrop en què, si és dret, el micròpil mira cap a la base de l'ovari i, si és invers, mira cap a dalt.
- epizoocor -a: Dit del sistema de dispersió o disseminació de diàspores realitzat directament o indirectament per animals.
- epizoocòria: Tipus de disseminació en què les llavors es fixen a la superfície de l'animal que les transporta.
- equifacial: Dit de la fulla en què ambdues cares tenen el mateix aspecte.
- equinulat-ada: Que té la superfície coberta de petites pues o agullons.
- equitant: Dit de la fulla conduplicada que embolca les fulles del brot més joves que ella.
- erecte -a: Dret, en posició vertical.
- ergotisme: Malaltia provocada per la ingestió de pa elaborat amb farina o aliments contaminats pel fong paràsit de la banya de sègol (Claviceps purpurea).
- ericoide: Semblant a un bruc o a les fulles de bruc.
- eriçat -ada: Cobert de pues o de pèls rígids.
- eriòpode -a: Es diu de la planta (sobretot del gènere Hieracium) proveïda a la seva part basal de llargs pèls llanosos. Antònim de gimnòpode.
- erm -a: Dit del lloc àrid i amb vegetació esclarissada.
- erol: Flotó o conjunt de bolets disposats en anell, originats d'un mateix miceli, el qual creix centrífugament a partir d'una espora inicial.
- erumpent: Dit del que brota o neix rompent.
- escabre -a: Molt raspós.
- escàbrid -a: Lleugerament escabre.
- escama: Sinònim d'esquama.
- escap: Tija sense fulles que arrenca d'un bulb, d'una roseta basal, etc., i que porta al seu àpex les flors.
- escapiforme: Semblant a un escap.
- escariós -osa: Es diu de l'òrgan foliaci membranós, més o menys translúcid i generalment sec i rígid.
- escaroler -a: Semblant a l'escarola.
- escarrotxa: Escorça gruixuda de certs arbres i de certs fruits.
- esquama: apèndix o òrgan vegetal semblant a una escata de peix.
- escif: Eixamplament en forma de copa o trompeta que presenten els podecis de certs líquens.
- esciòfil -a: Es diu de la planta adaptada a viure en condicions de baixa lluminositat.
- esclereida: Cèl·lula morta de paret gruixuda i freqüentment molt lignificada que dona consistència als òrgans blans.
- esclerènquima: Teixit vegetal mecànic o de sosteniment, format per cèl·lules de paret engruixida i sovint lignificada.
- escleroci: Es diu del conjunt dens d'hifes vegetatives d'un fong, adaptades per resistir un període desfavorable i després germinar.
- esclerofil·le -a: Que té la fulla perenne, dura i coriàcia, ben adaptada a la sequedat.
- esclerofíl·lia: Síndrome d'adaptació que es caracteritza per la formació de fulles endurides a causa de la gran quantitat d'esclerènquima i l'escassetat de teixits esponjosos.
- esclerosi: Enduriment que es produeix en un òrgan.
- esclerotesta: Coberta de llavor de consistència dura per estar lignificada.
- escorça: 1. Coberta externa dels troncs, de les branques i de les arrels de les plantes llenyoses. 2. Conjunt dels teixits situats externament al càmbium vascular.
- escorpioide: Semblant a la cua d'un escorpí.
- escorpit: Capa de l'escorça d'una surera compresa entre el suro i la fusta.
- escotat-ada: Sinònim d'emarginat.
- escudet: Part terminal de les esquames d'una pinya, sovint boteruda o piramidal, l'única visible quan la pinya és tancada.
- escull coral·lí: Formacions coral·lines de grans dimensions.
- escut: Cèl·lula perifèrica de l'anteridiòfor de les carofícies.
- escutel: Cotilèdon de les poàcies.
- escutel·liforme: En forma de petit escut.
- esfàcel: Cèl·lula terminal del tal·lus de les esfacelarials, grossa, rica en feoplasts i de divisió activa.
- esfagne: Gènere de molses, de l'ordre de les esfagnals, que viuen en torberes, aiguamolls i indrets molt humits, d'aigües àcides, on formen gespes esponjoses, de color verd clar, rosat o rogenc, integrades per plantes de creixement apical indefinit, que es moren per la part inferior i originen la torba .
- esferocist: Cèl·lula globosa del tal·lus de les rodofícies rica en brom i iode.
- espadiciflores: Ordre de la classe de les monocotiledònies, els membres del qual tenen fulles generalment paral·lelinèrvies i flors cícliques, trímeres, unisexuals o hermafrodites generalment actinomorfes, hipògines i moltes vegades reunides en inflorescències.
- espàdix: Espiga d'eix gruixut, més o menys carnós, de flors generalment unisexuals i diminutes o poc aparents, sovint envoltada d'una espata.
- espars -a: Que no forma part d'un conjunt, no fa joc, solt.
- espartar: Formació herbàcia xerofítica en la qual predomina l'espart o l'espart bord.
- espata: Bràctea que envolta l'espàdix i que sovint és grossa i vistosa.
- espataci -àcia: Semblant a l'espata.
- espatulat -ada: De forma semblant a la d'una espàtula.
- especialitzar: 1. Adaptar-se un òrgan o una part d'un organisme a l'acompliment d'una funció especial. 2. Adaptar-se un organisme a un medi, una alimentació o un règim de vida particulars.
- espècie: 1. Conjunt d'individus i de totes les poblacions semblants entre si, que realment i potèncialment són fèrtils i es diferencien genèticament d'altres espècies. 2.Categoria taxonòmica bàsica.
- espectre biològic: Conjunt dels percentatges de cadascuna de les formes biològiques o etològiques que intervenen en la composició de la flora d'una determinada regió o localitat.
- espermaci: Gàmeta masculí immòbil, incolor i que no té paret cel·lular (les algues vermelles produeixen espermacis).
- espermatangi: Cèl·lula on es formen espermacis.
- espermatocist: Gametocist masculí productor d'aplanogàmetes, els espermacis, propi de plantes que es reprodueixen per tricogàmia.
- espermatòfit: Planta que produeix llavors.
- espermatòfits: Grup de plantes que inclou les gimnospermes i les angiospermes, que fan flors i llavors.
- espermatozoide: Gàmeta masculí amb mobilitat.
- espermobòlic -a: Dit dels fruits que, en obrir-se de sobte, expulsen violentament les llavors, com els del esquitxagossos.
- espermogoni: Cavitat en forma de picnidi, pròpia de diversos ascomicets, a l'interior de la qual es produeixen espermacis, generalment per gemmació il·limitada d'un grup de fiàlids.
- espermoteca: Col·lecció de llavors feta amb fins científics.
- esperó: Prolongació tubular i tancada d'un periant (calze o corol·la) i que sol contenir nèctar. N'és un exemple les flors esperonades de Consolida regalis.
- esperonat -ada: Proveït d'esperó o d'esperons.
- espí: Nom donat a diversos arbusts espinosos.
- espicastre: Es diu de la inflorescència que té els verticil·lastres molt propers. N'és un exemple la Mentha suaveolens.
- espicífer -a: Dit d'una planta que fa espigues.
- espiciforme: Que té forma d'espiga (inflorescència).
- espícula: Inflorescència elemental de les gramínies, formada típicament per flors reunides en espiga (inflorescència) i protegides a la base d'aquesta per dues bràctees.
- espiga: 1. Inflorescència formada per la reunió de flors sèssils disposades al llarg d'un eix. 2. Conjunt de granes disposades al llarg d'un eix comú que forma la part terminal de les tiges de les poàcies.
- espigall: 1. Flor que ix al cap del tronc de les cols, entre altres hortalisses, un colp complert el seu cicle vegetatiu. 2. Panotxa.
- espigar: Treure espiga les plantes.
- espigó: 1. Espigot. 2. Espigall.
- espigueig: Acció d'espigar.
- espiguejar: Sinònim d'espigar.
- espigueta: 1. Inflorescència peculiar i elemental de les poàcies. 2. Sinònim d'espícula.
- espina: Qualsevol dels apèndixs durs i aguts que presenten algunes plantes. 2. Òrgan endurit i punxegut que prové de la metamorfosi d'una tija (espina caulinar), d'una fulla (espina foliar), etc., està lignificat i posseeix teixit vascular.
- espinar: Formació vegetal esclarissada i semidesèrtica, constituïda per arbusts i mates punxosos de fulla menuda.
- espinescent: Amb petites espines.
- espinós -osa: Amb espines.
- espinulós-osa: Tipus de fulla amb el marge amb espines més o menys agudes.
- espira: Línia helicoide imaginària que uneix els punts d'inserció de les fulles successives.
- espletar: 1. Collir el fruit. 2. Produir molt de fruit un arbre. 3. Utilitzar, emprar, invertir.
- esponjós-osa: Es diu de qualsevol òrgan o teixit que és elàstic i porós com una esponja, moll i ple de cavitats.
- espontani -ània: Dit de les plantes que apareixen de manera natural, sense haver estat plantades o sembrades per humans.
- espora: Element reproductor dels vegetals (principalment dels criptògames), en general unicel·lular (però pluricel·lular en alguns fongs), que dona lloc directament a un nou individu.
- esporada: Acumulació d'espores d'un bolet, obtinguda per despreniment natural d'aquestes, acolorint l'himeni sobre un full de paper o una làmina de vidre, en ambient humit.
- esporangi: Receptacle dins el qual es produeixen una o més espores.
- esporangiòfor: Suport d'un esporangi o grup d'esporangis.
- esporidi: Basidiòspora de les ustilaginals i de les uredinals.
- esporífer -a: Que produeix o presenta espores.
- esporo-: Forma prefixada del mot grec spóros o sporá, que significa 'llavor' (per exemple esporogènesi, esporòfor, etc.).
- esporocarp: Fructificació d'alguns vegetals criptògams.
- esporocist: Estadi de la formació de les espores que precedeix el seu alliberament.
- esporodermis: Es diu de la paret dels grans de pol·len i de les espores formada per dues capes anomenades intina i exina.
- esporofil·le: Fulla d'un esporòfit de planta vascular, sobre la qual es formen els esporangis.
- esporòfit: 1. Planta que es reprodueix per espores. 2. En les plantes amb alternança de generacions, individu pertanyent a la generació que fa espores asexuals i que és diploide. 3. Fase diploide pròpia de les plantes que presenten alternança de generacions, que pot formar esporangis.
- esporòfor -a: sinònim d'esporífer.
- esporogen -ògena: Que engendra espores.
- esporogoni: Part que, en els briòfits, correspon a l'esporòfit i que sol constar de càpsula i de seta.
- esporopol·lenina: Substància polimèrica de natura carotenoide present en l'exina dels grans de pol·len i de les espores donant-los una gran resistència als agents externs.
- esporozous: Classe de protozous paràsits amb un cicle biològic molt complex.
- espòrula: Espora molt xicoteta.
- esporulació: Acció i efecte de produir espores.
- esporular: Els fongs i certes plantes, formar espores.
- espuri -úria: Fals, bord.
- esquama: Apèndix o òrgan vegetal semblant a una escata de peix.
- esquamiforme: De forma semblant a una esquama.
- esquamós -osa: Amb esquames.
- esquàmula: Esquama molt xicoteta.
- esquamulós -osa: Proveït d'esquàmules.
- esquarrós-osa: Corbat abruptament cap enfora.
- esqueix: Fragment de branca o de tija separat d'una planta que s'enterra per la part inferior en un sòl humit perquè hi arrel i (s'usa com a sistema de multiplicació vegetativa per a obtenir plantes de la mateixa espècie).
- esquizocarp: Fruit indehiscent, provinent d'un pistil pluricarpel·lar, que a la maturitat es descompon en porcions (mericarpis) que contenen cadascun una sola llavor.
- esquizòfits: Sinònim de cianobacteris o cianòfits.
- esquizogen -ògena: Que produeix separació o escissió.
- esquizogènesi: Multiplicació mitjançant una simple divisió.
- esquizogènic-a: Que s'ha originat per separació o escissió.
- essència: Es diu de tota substància volàtil olorosa extreta d'una planta per destil·lació, infusió, etc.
- esquizogònia: Tipus de reproducció asexual característica dels esporozous i que consisteix en la divisió del nucli cel·lular en un gran nombre de nuclis secundaris que es volten de protoplasma i constitueixen els merozoïts.
- estaca: Sinònim d'esqueix.
- estació: 1. Lloc on creix una determinada espècie vegetal. 2. Conjunt de factors que actuen sobre els vegetals en una localitat geogràfica determinada.
- estam: òrgan fèrtil de les plantes amb flors que porta els sacs pol·línics i sol constar d'antera i de filament.
- estaminal: Relatiu o pertanyent als estams o a l'androceu.
- estams definits: Es diu de les flors que presenten un nombre constant d'estams i que aquests mai superen la vintena.
- estaminífer -a: Proveït d'estams.
- estaminodi: estam estèril.
- estaquispòric -a: Dit dels cormòfits que fan els esporangis damunt òrgans de natura caulinar. Antònim de fil·lospòric.
- Estatge climàtic: Cadascuna de les diferents zones caracteritzades pel tipus de vegetació d'acord amb la forma en què van variant i superposant a conseqüència dels canvis climàtics que es tenen lloc amb l'altitud.
- estatge alpí: Estatge propi de les altes muntanyes dels països temperats de l'hemisferi boreal caracteritzat pel predomini dels prats i '’absència d'arbres.
- estatge nival: Zona altitudinal de les muntanyes on les superfícies horitzontals són cobertes de neu persistent tot l'any.
- estatocist: Cist cilíndric que té forma d'ampolleta, sintetitzat a l'interior de la cèl·lula, al voltant del nucli i del cromatòfor, en algunes crisofícies.
- estatòspora: Espora de resistència de certes diatomees planctòniques.
- estela: Cilindre central que se situa en la tija o l'arrel de la planta que integra feixos conductors i, entre altres teixits, principalment parènquima.
- estelat -ada: En forma d'estel o d'estrella.
- estendard: Pètal superior de les corol·les papilionàcies.
- estepa: Tipus de vegetació herbàcia o subarbustiva que forma prats, pròpia de terres euroasiàtiques de clima continentaltemperat.
- estepari -ària: Que és propi de les estepes o de zones ecològiques semblants.
- estepicursor -a: Es diu de les plantes que un cop fructificades i mortes, són arrossegades pel vent i amb aquest moviment dispersen les llavors.
- estereoma: Conjunt de tots els teixits de sosteniment d'un cormòfit.
- estereotropisme: Haptotropisme
- esterigma: 1. En alguns fongs, es diu de la branca d'un conidiòfor que sosté les cèl·lules conidiògenes. 2. Cadascun dels diverticles, normalment en nombre de quatre, que apareixen sobre els basidis i que donen lloc a sengles basidiòspores per gemmació.(vegeu en el seu context)
- estèril: Dit de la flor que no té estams ni pistils.
- estigma: Part apical del pistil de la flor que rep el pol·len.
- estigmàtic: Relatiu o pertanyent a l'estigma.
- estil: Prolongament filiforme de l'ovari, que sosté l'estigma.
- estilopodi: Disc format per les bases engruixides dels estils, que corona l'ovari i el fruit de les apiàcies. (vegeu en el seu context)
- estipel·la: Apèndix, a manera de petita estípula, que apareix en algunes fulles compostes a la base de cada folíol o segment principal.
- estípit: 1. Tronc sense branques terminat en un ram de fulles, com el de la palmera. 2. Peu d'un òrgan. 3. Peduncle propi de les algues brunes laminars, de secció rodona o aplanada, generalment amb cèl·lules conductores, que sosté la làmina.
- estipitat-ada: Amb estípit.
- estípula: Qualsevol dels apèndixs, generalment foliacis i en nombre de dos, que s'insereixen a dreta i a esquerra del punt d'inserció d'una fulla.
- estipulaci -àcia: Semblant a una estípula o de la seua natura.
- estipulat-ada: Que té estípules.
- estivació: Prefloració.
- estival: Dit de la planta anual que floreix a l'estiu.
- estivisilva: Bosc caducifoli.
- estoló: Brot lateral més o menys prim que neix a la base de la tija de certes plantes herbàcies i que creix horitzontalment, damunt el sòl o subterràniament.
- estolonífer -a: Que fa estolons.
- estoma: Estructura de l'epidermis dels òrgans verds, especialment de les fulles, de les plantes vasculars, formada per dues cèl·lules oclusives, portadores de cloroplasts, que limiten una obertura (l'ostíol) que s'obre o es tanca segons la turgència d'aquelles.
- estoma aqüífer: Obertura d'un hidatode formada per un estoma de cèl·lules oclusives grans i poc engruixides.
- estomàtic-a: Relatiu o pertanyent a l'estoma.
- estrat: 1. Cadascuna de les capes que se superposen que constitueix un teixit o un òrgan. 2. Cadascun dels diferents nivells en què es pot dividir una comunitat vegetal atesa l'altura i que té característiques ecològiques particulars.
- estratificació: 1. Disposició en capes que es dona en un òrgan o estructura vegetal. 2. Disposició en capes de les plantes en una comunitat vegetal. 3. Tractament i disposició de les llavors entre capes de terra, torba o sorra humida amb temperatures baixes per a afavorir la germinació.
- estria: solcs molt fins de determinats òrgans.
- estriat-ada: Amb estries.
- estricnina: Alcaloide que es troba, juntament amb la brucina, en les llavors del gènere Strychnos, Nux vomica i en altres espècies.
- estròbil: Òrgan constituït per un eix sobre el qual s'insereixen helicoïdalment (o cíclicament) una sèrie de peces fèrtils, com és ara el con o pinya de les coníferes.
- estrobilaci -àcia: Es refereix a qualsevol espècie de planta corresponent a la divisió de les angiospermes i les classes de les monocotiledònies i les dicotiledònies que es caracteritza per tindre unes flors disposades en forma de pinya. Aquest mot està obsolet.
- estrobiliforme: Que té forma d'estròbil.
- estrofíol: Apèndix que presenten algunes llavors vora l'hílum.
- estroma: 1. Massa compacta formada per hifes entrelligades on es formen els cossos fructífers. 2. Substància que omple l'interior del cloroplast no ocupat per les granes.
- estromatòlit: Roca biogènica, de forma aproximadament columnar, creada per l'activitat de biofilms de bacteris fotosintètics.
- etali: Tipus de fructificació normalment de mida més gran que l'esporangi i sense peu.
- eteri: Infructescència que té l'origen en un gineceu apocàrpic, en el qual cada carpel dona una núcula, de manera que el receptacle floral es transforma en una estructura carnosa.
- etiolament: Acció d'etiolar-se.
- etnobotànica: Part de la botànica que comprèn l'estudi de la utilització de les plantes per part dels humans.
- euanemocòria: Es diu d'aquell tipus de dispersió de les llavors on les diàspores són fàcilment aixecades i dutes lluny pel vent, sigui perquè són molt petites o per la seva baixa relació pes/volum.
- euàntic -a: Dit de la flor simple. Antònim de pseudàntica.
- eucariota: 1. Es diu de l'organisme amb cèl·lules eucariotes. 2. Es diu de la cèl·lula que té un nucli diferenciat on hi ha el material genètic.
- eucariòtic: Relatiu o pertanyent a la cèl·lula eucariota.
- euglenòfits: Divisió d'algues unicel·lulars flagel·lades, de color verd, amb clorofil·les a i b i amb carotenoides.
- eumicets: Grup de fongs sense valor taxonòmic que comprèn les classes dels ficomicots, dels ascomicots i dels basidiomicots.
- eumicot: Grup de fongs que comprèn els fongs veritables que tenen quitina a la paret cel·lular.
- eurosiberià -ana: Relatiu a la regió eurosiberiana, terres de clima humit i hivern fred d'una part d'Europa i Àsia.
- eusporangiat: Dit de les falgueres que tenen els esporangis amb la paret constituïda per més d'un estrat de cèl·lules.
- eusporangiades: Subclasse dels pteridòfits amb esporangis amb parets pluriestratificades, formats a partir d'un grup de cèl·lules, que comprèn els ordres de les ofioglossals i les marattials.
- eustela: Tipus d'estela característica de les angiospermes dicotiledònies, amb creixement primari i un sistema vascular constituït per feixos vasculars oberts i que formen un cercle.
- eutròfic -a: Es diu dels medis rics en nutrients.
- evolució: Procés segons el qual els éssers vius provenen els uns dels altres per canvis o per descendència.
- evolutiu -va: Relatiu o pertanyent a l'evolució o al desenvolupament.
- ex-: Prefix que indica falta d'un òrgan o d'alguna funció.
- exciple: Hipoteci, especialment quan és acolorit.
- excrescència: Es diu del creixement irregular o en forma protuberància que sobre surt de qualsevol superfície d'un òrgan vegetal.
- exestipulat -ada: Sense estípules.
- exina: Paret exterior de la coberta d'un gra de pol·len.
- exo-: Prefix que es refereix a la situació externa d'alguna cosa, 'fora'.
- exobasidi: En els líquens, basidi netament diferencial del fulcre i sense esterigma.
- exocarpi: Sinònim d'epicarpi.
- exoderma: Estat cortical de l'arrel format per cèl·lules allargades radialment i que se suberitzen i lignifiquen.
- exoperidi: Capa externa del peridi, quan aquest en té dues.
- exòspora: Espora formada fora de la cèl·lula o esporangi que l'origina.
- exospori: 1. Membrana gruixuda, forta i cutinitzada que embolcalla l'espora dels pteridòfits per damunt de l'endospori. 2. Làmina externa de la membrana dels zigots dels cloròfits.
- exostosi: Protuberància en el tronc d'un arbre causada per un tumor vegetal.
- exoteci: Epidermis de l'antera.
- exozoocòria: Dispersió de la llavor de manera involuntària i portada a terme en la superfície del cos d'animals amb pèls i plomes
- exsert -a: Que sobresurt d'un òrgan, dit especialment dels estams que ultrapassen el periant.
- exsiccates: Col·lecció de plantes dessecades, premsades, en plecs d'herbari i etiquetades, que generalment correspon a una regió o a un tàxon determinat.
- exsudat: Líquid més o menys fluid que ix dels òrgans lesionats de les plantes.
- extra-: Prefix que significa més enllà de o per la part de fora.
- extraaxil·lar: Que no és a l'axil·la.
- extrafloral: Que es troba fora de la flor.
- extraregional: Dit de les associacions vegetals que s'estenen per regions diferents.
- extravaginal: En algunes poàcies, es diu dels brots que creixen per fora de la beina foliar, havent-la prèviament travessat.
- extrors-a: En les flors, es diu de l'antera dirigida cap a l'exterior.

## F
| Índex: A B C D E F G H I J K L M N O P Q R S T U V W X Y Z — Especials Inici — vegeu també — enllaços externs |

- fàcies: Unitat sintaxonòmica caracteritzada per una combinació particular d'espècies, sobretot per l'abundància d'una d'aquestes, dins d'una associació o subassociació.
- fageda: Bosc poblat de faigs.
- fagocitosi: Procés pel qual un organisme unicel·lular envolta i digereix partícules diverses.
- fagotròfic-a: Organisme que es nodreix per fagocitosi.
- falcat-ada: Sinònim de falciforme.
- falciforme: Amb forma de falç.
- falguera: Qualsevol planta que es reprodueix per espores i que es classifica dins la divisió dels pteridòfits, anomenada antigament dels filicofitins.
- fal·loïdina: Substància tòxica constituïda per una estructura de 7 aminoàcids aïllada de la farinera borda (Amanita phalloides).
- fal·lotoxina: Grup de micotoxines produïdes pel fong tòxic farinera borda entre d'altres.
- família: Categoria de la taxonomia situada entre el gènere i l'ordre i que es designa amb la desinència llatina -aceae (-àcies).
- faneròfit: Planta que en l'estació desfavorable conserva les gemmes perdurants a més de 50 cm del terra.
- fanerògam* -a: Es diu del vegetal que fa flors.
- fanerogàmia* : Part de la botànica que comprèn l'estudi de les plantes fanerògames.
- fascicle: Conjunt de fibres, fulles, flors, etc., que formen un grup compacte.
- fasciculat-ada: Disposat en fascicles.
- fastigiat-ada: Es diu de l'hàbit, generalment d'un arbre, que té les branques dretes i paral·leles al tronc de forma que originen una capçada estreta i llarga acabada en punta com per exemple el xiprer dels cementiris.
- fecundació: Procés inherent a la reproducció sexual en què es produeix la unió de dues cèl·lules haploides o gàmetes a fi d'originar una cèl·lula diploide o zigot, d'on sorgirà un nou individu.
- feix conductor: Conjunt d'elements conductors de la saba de les plantes disposats a manera de feix.
- fel·loderma: Teixit de cèl·lules parenquimàtiques que forma el fel·logen cap a l'interior de tiges i arrels.
- fel·logen: Meristema secundari que dona naixença exteriorment al suro i interiorment al fel·loderma.
- fenestrat-ada: 1. Es diu del gra de pol·len amb obertures àmplies en forma de finestra i sense tèctum. 2. Es diu de la fulla que té forats grans en el limbe entre els nervis, com és el cas de les fulles de la Monstera deliciosa.
- fenologia: Branca de l'ecologia que estudia els fenòmens estacionals periòdics com la gemmació, la floració, la maduració dels fruits, etc.
- fenològic -a: Relatiu a la fenologia.
- fenotip: Es diu de l'expressió del genotip modulada per la interacció amb les condicions del medi.
- feofícia: Alga que forma part de la classe de les feofícies.
- feòfit: Alga marina de color bru, amb tal·lus i fucoxantina.
- fermentació: Procés de transformació o descomposició química d'un substrat orgànic produït pels enzims de bacteris, llevats o fongs i que pot esdevenir amb despreniment de gasos.
- fes -a: Es diu de la fulla que té divisions que no arriben més enllà de la meitat de la distància entre el marge i el nervi mitjà, en les fulles pinnades, o de la meitat total, en les fulles palmades.
- fiàlid: Cèl·lula conidiògena en forma d'ampolla que desenvolupa un o més punts en què es formen conidiòspores, les quals poden quedar unides un temps formant cadenes.
- fibra vegetal: Cèl·lula vegetal generalment morta, molt allargada, de parets gruixudes i sovint lignificades, que té una funció mecànica.
- -fícia, -fícies: 1.Desinència per alguns grups d'algues amb categoria taxonòmica de classe i que correspon en nomenclatura botànica a-phyceae. 2. Sufix del grec -phykos que significa alga.
- fico-: Prefix del grec phykos- que significa alga.
- ficobilina: Pigment blavós o vermellós que forma part de les proteïnes de les cianofícies, els rodòfits (algues vermelles) i alguns criptòfits.
- ficobilisoma: Grànul que porta ficobiliproteïnes i que es troba en els plastidis dels cianòfits i rodòfits, concretament en la superfície dels tilacoides dels plastidis d'aquestes algues.
- ficobiont: Element algal que compon un liquen.
- ficocianina: Ficobilina de color blau, pigment accessori de cianobacteris i rodòfits (es coneixen diferents tipus: a, b, c i r).
- ficoeritrina: Ficobilina de color vermell que es troba com a pigment accessori en els rodòfits, criptòfits i cianòfits.
- ficologia: Part de la botànica dedicada a l'estudi de les algues, sinònim d'algologia.
- ficoteca: Es diu dels herbaris d'algues.
- figa: Siconi de la figuera, piriforme, de pell verdosa, morada o negra, segons de quina varietat sigui.
- filament: Part inferior, generalment filiforme de l'estam d'una flor.
- filamentós -osa: 1. Format per filaments. 2. Amb forma de filament.
- filiforme: 1. En forma de fil: 2. Prim com un fil.
- fil·locladi: Tija plana amb aspecte de fulla, de la qual fa les funcions, com la del galzeran.
- fil·lodi: Pecíol pla que té forma de fulla i que substitueix el limbe foliar en algunes plantes (són freqüents en algunes espècies del gènere Acacia)
- fil·loide: 1. Part del tal·lus d'una alga que té forma de fulla. 2. Que és semblant a una fulla.
- fil·lotaxi: 1. Ordenació de les fulles sobre la tija. 2. Estudi de la disposició de les fulles d'una planta sobre la tija.
- filogènesi: Procés de diferenciació dels distints grups d'organismes i les seves relacions evolutives.
- filogenètic -a: Pertanyent a la filogènesi.
- filogènia: Branca de la biologia que estudia l'evolució i les relacions de parentiu i descendència dels sers vius.
- fimbriat -ada: Proveït d'una franja de fímbries (lacínies o segments molt estrets).
- fisiognomia: Caràcter de la vegetació definit per la forma de les plantes que la constitueixen.
- fisiologia: Ciència que estudia el funcionament vital que es donen de manera natural a tots els éssers vius.
- fissurícol-a: Sinònim de casmòfit -a.(vegeu en el seu context)
- fistonat -ada: Amb dents arrodonides al marge, sinònim de crenat -ada.
- fistulós -osa: Que presenta un canal interior.
- fitocecidi: Cecidis on l'agent causal és una planta.
- fitocenologia: Ciència que estudia les comunitats vegetals.
- fitocenosi: Sinònim de comunitat vegetal.
- fitogeografia: Branca de la botànica que estudia la distribució geogràfica de la vegetació per la superfície terrestre i les aigües així com les causes d'aquesta.
- fitoparàsit: Es diu del paràsit de les plantes .
- fitopatogen -ògena: Es diu d'aquell agent que causa malalties a les plantes .
- fitoquímica: Part de la botànica que estudia els productes que produeixen les plantes (alcaloides, glucòsids, olis essencials).
- fitosociologia: Sinònim de fitocenologia.
- flabel·lat -ada: Que té forma de ventall obert.
- flagel: Òrgan de locomoció constituït per una prolongació filiforme del citoplasma cel·lular.
- flagel·lat: Proveït de flagels.
- flexuós -osa: Que presenta curvatures en diversos sentits.
- flocós -osa: Cobert de pèls curts i embolats a manera de flocs.
- floema: Teixit vegetal conductor constituït pels vasos liberians i per cèl·lules vives, la funció dels quals es conduir la saba elaborada.
- flor: Part d'una planta fanerògama que consta dels òrgans de reproducció (estams i pistils) i de les cobertes protectores d'aquests òrgans (calze i corol·la).
- flora: 1. Conjunt de les diferents plantes que viuen en un territori o pertanyen a un període geològic. 2. Tractat en què s'enumeren i es descriuen les plantes d'un territori.
- floració: Procés de formació de les flors que comporta la transformació de la gemma vegetativa en gemma floral.
- floridòsid: Glicòsid que produeixen certes algues vermelles.
- floridura: Capa cotonosa que es fa sobre substrats orgànics, formada per part de miceli i els esporangis de diferents espècies de fongs saprofítics.
- florífer -a: Que porta o fa flors.
- florístic: Relatiu a la flora.
- florit -ida: Que ha produït flors. 2. Sinònim de floridura.
- flòscul: Qualsevol de les floretes tubuloses que componen, sovint limitades a la part central, el capítol d'una planta de flors compostes.
- foli-: Forma prefixada que vol dir fulla.
- -foli: Forma sufixada que indica el tipus de fulla que té una planta. Exemple: caducifoli.
- foliaci-àcia: Que té la natura o la textura d'una fulla.
- foliació: Acció de treure les fulles una planta.
- foliar: Que forma part de la fulla d'una planta.
- folíol: 1. Qualsevol de les divisions d'una fulla composta. 2. Òrgan petit que té la forma de fulla.
- foliós-osa: fullós.
- fol·licle: Fruit sec monocarpel·lar que s'obre per una sola fissura longitudinal, corresponent a la sutura ventral del carpel.
- fong: Organisme eucariota heteròtrof amb paret cel·lular de quitina, que s'alimenta per absorció i no produeix cèl·lules mòbils en cap dels estadis del seu cicle biològic.
- forestal: Relatiu als boscos o a la forest.
- forma: Categoria taxonòmica per sota de la varietat, que s'utilitza per a petites variacions morfològiques.
- forma biològica: Categoria en la qual s'inclouen les plantes segons la seva estructura morfològica, però sobretot segons els caràcters relacionats amb l'adaptació al medi ecològic.
- forma vital: Sinònim de forma biològica.
- formació vegetal: Classe de vegetació definida per la fisiognomia de les plantes que tenen dominància.
- -forme: Forma sufixada que vol dir forma. Exemple: filiforme, lamel·liforme.
- fotoautòtrof -a: Que té capacitat de produir substàncies orgàniques riques de manera energètica a partir de la llum i el diòxid de carboni.
- fotobiont: Component que fa la fotosíntesi en un liquen i que pot ser un cianobacteri o una alga.
- fotonàstia: Es diu del moviment d'un òrgan vegetal en resposta a l'estímul de la llum.
- fotoperíode: Durada relativa del temps d'exposició diària a la claror i a la foscor a què són sotmesos els organismes.
- fotoreceptor: Cèl·lula o mecanisme que gràcies al procés de fototransducció permeten rebre l'energia lluminosa.
- fotosintat: Productes de la fotosíntesi que es transporten pel floema.
- fotosíntesi: Procés amb el qual l'energia lumínica es transforma en energia química i que s'usa per a produir hidrats de carboni a partir de diòxid de carboni i una altra substància que sol ser l'aigua (té lloc en les plantes i en els bacteris fotosintètics).
- fotosintètic -a: Relatiu a la fotosíntesi.
- fotosintetitzador -a: Dit de l'organisme que fotosintetitza.
- fototropisme: Es diu del tropisme en el qual l'estímul és la llum.
- foveolat-ada: Que presenta fòvees (petites depressions o fossetes).
- fronda: Part foliàcia d'una falguera, generalment dividida i en forma de ploma d'ocell. 2. Tal·lus foliaci d'un liquen, d'una molsa, d'una hepàtica, etc. 3. Cos vegetatiu, verd i més o menys foliaci, de les llentilles d'aigua (gènere Lemna). 4. Sinònim de fullatge.
- fructífer: Que duu, fa o pertany al fruit.
- fructificació: 1. Formació del fruit. 2. Estructura en la qual s'originen llavors o espores.
- frugívor -a: Animal que s'alimenta de fruits de vegetals.
- fruit: En les angiospermes, producte de la fecundació que conté les llavors, originat bàsicament pel desenvolupament de l'ovari, de forma i consistència diverses segons les espècies.
- fruita: Es diu del fruit comestible.
- frústul: Coberta silícia de la paret cel·lular de les diatomees, que es divideix en dues parts (teques) que encaixen una dins de l'altra.
- fruticós-osa: Arbustiu.
- fruticulós-osa: 1. Es diu de l'organisme que té forma d'un arbust en petit. 2. Es diu del liquen amb el tal·lus semblant a un arbre, més o menys ramificat, que es fixa generalment al substrat per un únic punt i que té simetria radial.
- fucoxantina: Pigment carotenoide que es troba en les diatomees, les algues brunes i els crisòfits, i que permet utilitzar la zona blava de l'espectre de radiació.
- fulcre: 1. Peça de sosteniment. 2. En les erisifàcies, òrgan del periteci.
- fulla: Qualsevol dels òrgans laminars de creixement limitat, ordinàriament verds, que surt lateralment de la tija o de les branques d'una planta i que és característic de l'esporòfit dels espermatòfits i dels pteridòfits.
- fullam: Es diu d'una gran quantitat de fulles despreses a terra.
- fullatge: Es diu del conjunt de fulles d'una planta.
- fullós-a: 1. Que produeix fulles. 2. Planta que porta moltes fulles.
- fumagina: Patologia de les plantes causada pel desenvolupament d'un fong ascomicet sobre el substrat glucídic (sovint és mel de melada).
- funció clorofíl·lica: 1. Funció fisiològica fonamental de totes les plantes verdes que consisteix en la síntesi de matèria orgànica a partir de l'anhídric carbònic de l'aire, l'aigua i les matèries minerals que la planta absorbeix. L'energia necessària per a aquesta síntesi prové de la llum solar i és captada per la planta mitjançant la clorofil·la. 2. Sinònim de fotosíntesi.
- fúngic: Que es refereix o pertany als fongs.
- fungiforme: Amb forma de fong.
- fungoide: Semblant en alguns aspectes a un fong.
- funicle: Òrgan filiforme que uneix el primordi seminal al carpel.
- fus acromàtic: Estructura del citoplasma formada per fibres proteiques fines que es troba entre dos citocentres i en la qual s'insereixen i orienten els centròmers o els cromosomes sencers durant la mitosi.

## G
| Índex: A B C D E F G H I J K L M N O P Q R S T U V W X Y Z — Especials Inici — vegeu també — enllaços externs |

- gala: Hipertròfia de creixement definit d'alguns teixits vegetals produïda en una planta hoste per causes diverses però molt sovint per agents animals, com les larves d'insectes que completen el seu cicle biològic a l'interior de la planta. Sol aplicar-se a les fulles parasitades dels roures.
- gàlbul: Tipus d'estròbil indehiscent, arrodonit, amb poques llavors i generalment carnós. Típic de la família de lescupressàcies.
- galeat -ada: En forma d'elm.
- galeria: 1. Banda allargada de vegetació diferenciada que segueix el riberal d'un riu o un altre accident del relleu. 2. Camí fet a la fusta o a l'escorça per insectes perforadors o baix la cutícula fet per insectes minadors.
- galet: 1. Tros d'una rama que resta a l'arbre en tallar-la. 2. Peduncle d'una fruita, especialment del raïm, per on s'ha tallat.
- gàmeta: Cèl·lula haploide que en la reproducció sexual es fusiona amb una altra per a donar lloc al zigot.
- gametangi: Estructura que produeix gàmetes.
- gametangiogàmia: Sinònim de cistogàmia.
- gametocist: Es diu de la cèl·lula especialitzada d'algunes algues eucariotes que produeix els gàmetes i després els protegeix al seu interior durant un període determinat.
- gametòfit: En les plantes amb alternança de generacions, es diu de l'individu pertanyent a la generació que fa gàmetes, típicament haploides.
- gametogàmia: Reproducció sexual mitjançant gàmetes.
- gametogènesi: Procés en què es formen els gàmetes.
- gametòspora: Cèl·lula que resulta de la unió de dos gàmetes.
- -gàmia: Sufix que significa 'unió'.
- gamo-: Prefix que indica 'unió'.
- gamofil·le -a: Dit de l'involucre que té les bràctees soldades.
- gamopètal* -a: Que té els pètals soldats en més o menys gran extensió.
- gamosèpal* -a: Que té els sèpals soldats en major o menor extensió.
- gamotèpal -a: Que té els tèpals soldats en major o menor extensió.
- garriga: Comunitat vegetal constituïda per plantes de fulla endurida i persistent, entre les quals predomina el garric o coscoll.
- gatell: 1. Ament dels salzes. 2. En general, sinònim d'ament.
- gatelleda: 1. Comunitat vegetal de ribera integrada per plantes de fulla tendra i caduca, entre les quals predomina el gatell. 2. Lloc plantat de gatells.
- gelatinós -osa: Que té textura semblant a la gelatina.
- geminiflor -a: De flors geminades.
- gemma: 1. Òrgan que origina una tija, una branca o una flor. 2. Cèl·lula filla de diversos llevats, originada per gemmació.
- gemma axil·lar: Gemma nascuda a l'axil·la d'una fulla i que origina, en desenvolupar-se, una branca lateral.
- gemma floral: Gemma que produeix una flor.
- gemmació: Procés en el qual es formen les gemmes en la reproducció asexual d'algunes plantes.
- gemmat: Sinònim de papil·lat, papil·lós.
- gemmiforme: Semblant a una gemma.
- gen: Cadascuna de les unitats d'informació genètica.
- gènere: Categoria taxonòmica situada entre la família i l'espècie, que agrupa espècies amb caràcters afins.
- gènere monotípic: Gènere que té una sola espècie.
- genètic -a: Pertanyent o relatiu a la gènesi o origen dels individus.
- genètica: Ciència que estudia els fenòmens relatius a l'herència biològica.
- geniculat -ada: Es diu de la tija colzada, primer estesa i després redreçada.
- genistoide: Semblant a la ginesta pel seu aspecte.
- genoma: 1. Es diu del contingut genètic d'una cèl·lula. 2. Contingut total d'ADN propi del conjunt dels cromosomes d'una espècie.
- genotip: Conjunt de tots els gens que contenen els cromosomes d'un organisme.
- geo-: Forma prefixada que vol dir terra.
- geoanemocor -a: Dit de les plantes les diàspores de les quals es disseminen arrossegades pel vent arran de terra.
- geoanemocòria: Tipus de disseminació de les plantes diàspores, les quals es disseminen arrossegades pel vent arran de terra.
- geoautocòria: Es diu de les plantes que dipositen directament les seves diàspores a terra mitjançant moviments dels òrgans que les suporten.
- geoblast: Plúmula que, en la germinació, deixa els cotilèdons baix terra.
- geobotànic -a: 1. Relatiu o pertanyent a la geobotànica. 2. Botànic especialitzat en geobotànica.
- geobotànica: Part de la botànica que estudia la distribució de les plantes i de les comunitats vegetals en la superfície de la Terra i les causes d'aquesta distribució.
- geocàrpia: Fa referència a la maduració dels fruits sota terra.
- geòfit: Planta les gemmes perdurables de la qual passen l'hivern sota terra.
- geonàstia: Nàstia provocada per la influència de la gravetat.
- germen: 1. Embrió. 2. Diàspora.
- germinació: Acció de germinar.
- germinador -a: 1. Que fa germinar. 2. Aparell emprat per a fer-hi germinar llavors.
- germinar: Llavor o espora que comença a créixer o desenvolupar-se.
- gespa: Col·lectiu dens de plantes graminoides de poca alçada.
- gespet: Lloc poblat de gesp.
- gibberel·lina: Família de diverses fitohormones que regulen el creixement i influeixen en diversos processos de desenvolupament biològics, incloent-hi l'allargament de la tija, la germinació, la dormició, la floració, l'expressió del sexe i la senescència de fulles i fruits, present en tots els traqueobionts.
- gibós-osa: Que forma gep, com els òrgans en forma de bossa.
- gimno-: Forma prefixada que significa nu.
- gimnòpode-a: Es diu de la planta (sobretot del gènere Hieracium) que no presenta pilositat a la base de la tija (contraposat a eriòpode).
- gimnosperma: Planta les llavors de la qual no estan protegides pel fruit, és a dir, són nues.
- ginandre -a: Amb l'androceu i el gineceu soldats en una sola peça.
- ginàndria: Antic grup sistemàtic integrat per les plantes ginandres.
- ginebreda: Població de ginebres. Sinònims: ginebrar, ginebrosa.
- gineceu: Conjunt dels carpels d'una flor.
- gino-: Forma prefixada que fa referència al gineceu, al sexe femení.
- ginodioic-a: Es diu de la planta que és polígama amb individus de flors hermafrodites i individus de flors femenines.
- ginòfor: Sinònim de carpòfor.
- ginomonoic-a: Es diu de la planta polígama que, en un mateix individu presenta, flors hermafrodites i flors femenines.
- ginostem: En la flor de les orquídies, part constituïda conjuntament pels estams i l'estil, tots concrescents.
- ginostròbil: Sinònim complet d'estròbil femení de les gimnospermes (pinya).
- gipsícola* : Que viu preferentment en terrenys guixencs. 2. Sinònim de gipsòfil.
- gipsòfil* -a: Es diu de la planta que viu exclusivament en sòls guixencs.
- gitonogàmia: Tipus d'autogàmia en què els gàmetes femenins d'un pistil d'una flor són fecundats per gàmetes masculins procedents de pol·len d'una altra flor de la mateixa planta.
- gla: Fruit sec, indehiscent i monosperm que té una cúpula a la base en forma de didal (és característic de les fagàcies).
- glabre -a: Mancat de pèls.
- glabrescent: Gairebé glabre.
- glandífer -a: Dit de la planta que fa glans.
- glàndula: Cèl·lula o conjunt de cèl·lules aïllades o agrupades en un òrgan determinat, amb la propietat de produir un o més líquids que actuen fora d'aquestes.
- glandular: Glandulós. Que té glàndules.
- glandulós -osa: 1. Glandular, que té glàndules. 2. Relatiu a les glàndules.
- glareícola: Planta que creix a les tarteres.
- glauc -a: De color verd blanquinós.
- glaucescent: Lleugerament de color verd blavenc.
- gleva: Es diu de la massa central de l'aparell esporífer dels fongs gasteromicets.
- glicogen: Polisacàrid ramificat constituït per unitats de glucosa que apareix com a substància de reserva en alguns cianobacteris i fongs.
- globós-a: Amb forma de globus, esfèric.
- globulós-osa: Globós.
- glomèrul: Inflorescència formada per moltes flors petites densament agrupades en una massa compacta.
- gloquidi: Tricoma amb pues dirigides cap avall.
- glucogen: Sinònim de glicogen.
- gluma: Bràctea situada a la base de les espiguetes de les poàcies.
- glumaci -àcia: Que sembla una gluma.
- glumífer -a: Que presenta glumes.
- glumiflores: Ordre de monocotiledònies constituït per plantes normalment herbàcies de flors hermafrodites amb el periant molt reduït o nul, i amb l'ovari súper, i de fruits secs, indehiscents i monosperms.
- glumel·la: Qualsevol de les dues peces estèrils que formen part de la flor de les poàcies.
- glumel·lula: Qualsevol de les dues peces que es troben sovint a la base de l'ovari en les poàcies.
- glumiflor-a: 1. Es diu d'una planta que té les espigues protegides per glumes. 2. Les glumiflores és el grup sistemàtic en què alguns autors engloben les famílies de les ciperàcies i les poàcies per la similitud en el port i per l'estructura floral.
- glutinós-osa: Que és viscós i/o adhesiu.
- goma: Substància constituïda per polisacàrids molt ramificats, que quan s'hidraten s'inflen i formen masses gelatinoses o solucions viscoses i que en les plantes sovint es produeixen com a resultat de lesions.
- goni: Cèl·lula reproductora, sexual o asexual.
- gonidi: Alga unicel·lular que forma part del tal·lus dels líquens.
- gorja: Estrenyiment d'un calze gamosèpal, d'una corol·la gamopètala, etc.
- gra: Nom donat al fruit de les poàcies, com el blat, l'ordi, la civada, etc.
- graminoide: Es diu d'aquelles plantes que tenen l'aspecte d'una poàcia.
- grana: Sinònim de llavor.
- grill: 1. Fa referència al brot que ix d'una llavor, d'un tubercle o d'un bulb. 2. Part d'alguns fruits, separada de les altres parts per membranes.

## H
| Índex: A B C D E F G H I J K L M N O P Q R S T U V W X Y Z — Especials Inici — vegeu també — enllaços externs |

- hàbit: Es diu de l'aspecte general que pren una planta.
- hàbitat: Es diu del medi i el conjunt de condicions ambientals (microclima, sòl, factors biòtics, físics, químics, etc.) en què ordinàriament viu una planta.
- hadroma: Sinònim de xilema.
- halòfil -a: Es diu de l'organisme que és propi de medis salins o que s'hi desenvolupa naturalment de manera més esponerosa.
- halòfit -a: Planta halòfila.
- haplo-: Prefix que denota 'un sol', quelcom simple.
- haploclamidi -ídia: Sinònim de monoclamidi.
- haploide: 1. Planta que té una dotació cromosòmica formada per una sola sèrie de cromosomes. 2. Planta que presenta cèl·lules haploides quan es parla d'una fase d'un cicle biològic.
- haploïdia: Fenomen pel qual un organisme és haploide.
- haplont: Organisme que té un cicle biològic amb una única generació haploide, de manera que la meiosi es produeix a la primera divisió del zigot, sent aquest l'única cèl·lula diploide de tot el cicle.
- haplostèmon -a: Vegeu diplostèmon
- hàpter: Òrgan no pròpiament radical que ajuda a fixar la planta al substrat.
- hapteri: Òrgan o apèndix no pròpiament radical (falses arrels) que ajuda a fixar les algues al substrat.
- haptonàstia: Resposta nàstica de creixement davant els estímuls determinats pel contacte.
- haptonema: Apèndix filamentós característic de les algues del grup dels haptòfits, que serveix per a la fixació de la cèl·lula sobre qualsevol superfície.
- haptotropisme: Tropisme el factor estimulant del qual és el contacte unilateral amb un obstacle sòlid.
- hastat* -ada: en forma d'alabarda.
- haustori: Òrgan vegetal capaç d'absorbir substàncies nutritives, com l'arrel xucladora d'una planta paràsita, certes hifes dels fongs, etc.
- helicoidal: Relatiu o pertanyent a l'helicoide.
- helicoide: Monocasi que les branques successives arrenquen de manera alternant d'un costat i de l'altre.
- heliòfil: Que necessita sol o una forta il·luminació per al desenvolupament.
- helòfit: Es diu de les plantes que generalment viuen en sòls inundats però amb la part superior de l'organisme situat per damunt l'aigua.
- hemiangiocàrpic: Referent als conidiòfors dels fongs, aquells que tenen cobert l'himeni amb una membrana durant un temps determinat.
- hemicíclic -a: Dit de la flor les peces de la qual es disposen en part cíclicament i en part helicoidement.
- hemicriptòfit: Planta amb les gemmes hivernants a nivell de terra.
- hemiepífit: Dit de la planta que germina i creix epifíticament en un arbre fins que les seues arrels epigees arriben a terra i esdevé aleshores totalment liana.
- hemiparàsit: Es diu de la planta parcialment paràsita que absorbeix la saba brutal del xilema i realitza la fotosíntesi.
- hemisapròfit: 1. Dit de la planta sapròfita que en part és autòtrofa. 2. Dit del fong sapròfit que pot esdevenir paràsit.
- hemisoma: Cadascuna de les dues meitats que componen el cos de les desmidials.
- hepàtica: Subgrup de plantes que juntament amb les molses forma el gran grup dels briòfits.
- heptandre -a: Es diu de les flors amb set estams.
- herba: Planta la tija de la qual no desenvolupa teixit llenyós com fan els arbres i els arbustos.
- herba medicinal: Planta emprada en medicina popular, sobretot en forma d'infusió o de decuit amb finalitats terapèutiques.
- herbaci -àcia: Amb aspecte o amb característiques d'herba.
- herbari: Col·lecció de plantes dessecades i premsades, sovint ordenades sistemàticament dins algunes grans institucions.
- herbolari -ària: 1. Individu que cull i ven herbes i plantes medicinals. 2. Botiga on es venen plantes medicinals.
- herbassar: Es diu d'un conjunt d'herbes que són altes i esponeroses.
- herborista: Persona que herboritza.
- herboristeria: Sinònim d'herbolari.
- herboritzar: Recollir herbes i plantes d'una determinada contrada per estudiar-les o col·leccionar-les fent-ne un herbari.
- hercògam -a: Persona que herboritza.
- hercogàmia: Tipus d'al·logàmia que presenten algunes fanerògames, deguda a la presència de mecanismes (generalment la distància entre les anteres i l'estigma d'una mateixa flor) la qual cosa fa difícil o impossible l'autopol·linització.
- hermafrodita: Que té els òrgans dels dos sexes.
- herpautocòria: Tipus de dispersió en la qual la diàspora, un cop a terra, amb moviments higroscòpics i l'ajut dels pèls rígids que té, fa moviments de reptació i rotació, que acaben per introduir-la en el sòl
- herpetocòria: Forma de dispersió zoocórica practicada pels rèptils i els amfibis.
- hesperidi: Fruit carnós dels cítrics, d'epicarpi prim, de mesocarpi esponjós i d'endocarpi dividit en grills sucosos, com la taronja i la llimona.
- hèrpon: Comunitat biòtica formada per organismes errants, que viuen generalment sobre fons movedís, en aigües dolces i salades.
- hetero-: Prefix que al·ludeix a la diferència, vol dir organisme o parts diferents entre si.
- heteroauxina: Nom donat a l'àcid indol-3-acètic. Sinònim d'àcid indolacètic.
- heterocariòtic: 1. Dit de les cèl·lules que presenten un heterocarió. 2. Dit de les hifes o els micelis constituïts per cèl·lules que presenten heterocarions.
- heterocarp -a: Dit de la planta que dona fruits de més d'una mena.
- heterocàrpia: Fenomen pel qual una planta o flor forma fruits de diferent tipus, com per exemple passa amb el gènere Calendula.
- heterocàrpic -a: Dit de la planta que dona fruits de més d'una mena.
- heterocèfal -a: Que té les flors masculines i les femenines en capítols diferents.
- heterocist: Tipus de cèl·lula diferenciada present en algunes cianofícies filamentoses que té paret gruixuda, no presenta pigments i és capaç de fixar nitrogen i proveir l'alga de compostos nitrogenats.
- heteroclamidi -ídia: Es diu de la flor amb el calze diferent de la corol·la.
- heterocontòfit: Grup constituït per diverses classes d'algues que presenten, en una fase o altra del seu cicle, cèl·lules flagel·lades amb xantofil·les.
- heterocòria: Es diu de les llavors que tenen dues maneres possibles diferents de ser dispersades.
- heterofil·le -a: Que presenta heterofíl·lia.
- heterofíl·lia* : Que presenta fulles de forma diversa.
- heterògam -a: Es diu d'aquells capítols on conviuen flors hermafrodites i flors unisexuals.
- heterogàmia: 1. Amb flors heterògames. 2. Sinònim d'anisogàmia.
- heteròmer -a: 1. Es diu de tot allò que té un nombre variable de parts, per exemple, de les flors que tenen un nombre diferent de peces en cada verticil floral. 2. Es diu de l'estructura de certs líquens que tenen unes capes ben marcades.
- heteroic -a: Dit de les espècies d'uredinals les diverses generacions de les quals parasiten plantes diferents, com el blat i el coralet, en el cas del rovell del blat.
- heteromorf -a: 1. Que té diverses formes, sinònim de polimorf. 2. Es diu del cicle biològic de les plantes en el qual la generació gametofítica té un aspecte molt diferent de l'esporofítica.
- heteròsid: Polisacàrid format per monosacàrids i aglicona.
- heterospori -òria: Dit de les plantes que presenten heterospòria.
- heterospòria: En les plantes superiors, capacitat per a formar dos tipus d'espores, les megàspores, que donaran un gametòfit femení, i les micròspores, que donaran un gametòfit masculí.
- heterotal·lic -a: Classe de zigomicets, que comprèn fongs sapròfits de miceli no septat, homotàl·lic o heterotàl·lic, amb esporangis proveïts d'una columel·la, els quals fan espores asexuals, i amb reproducció sexual mitjançant zigòspores.
- heterostília: Existència, dins una mateixa espècie, d'individus diferents per la posició dels estils i dels estams, cosa que dificulta l'autopol·linització.
- heterostílic -a: Es diu de les plantes (i de les flors) que tenen estils de longitud diversa segons els individus.
- heterotal·lisme: Propietat característica de molts fongs la reproducció sexual dels quals és simplificada fins al punt que no és possible de distingir un miceli masculí d'un de femení.
- heteròtrof -a: Es diu dels organismes que es nodreix únicament de substàncies orgàniques.
- heterotròfia: Nutrició dels organismes que, per a subvenir a les seues necessitats biològiques, només incorporen del medi productes orgànics.
- hexandre -a: Es diu de les flors amb sis estams.
- hialí -ina: Que és transparent, com si fora de vidre.
- hialocist: Cèl·lules mortes dels fil·lidis i caulidis, hialines, buides per dins (només tenen paret cel·lular), amb uns porus on entra i s'hi emmagatzema l'aigua (a Sphagnum).
- hibernant: Dit de les plantes que hibernen.
- híbrid -a: Es diu de l'organisme que prové de l'encreuament d'individus de diferent espècie.
- hibridació: Procés mitjançant el qual es formen híbrids.
- hidatode: Estoma modificat que es troba generalment a les fulles i que serveix per a secretar i eliminar aigua.
- hidratura: Sinònim de potencial hídric.
- hidrènquima: Parènquima aqüífer
- hidrocor -a: Dit de les plantes les diàspores de les quals es disseminen mitjançant l'aigua.
- hidrocòria: Disseminació dels fruits, les espores o les llavors dels vegetals, duta a terme per l'aigua.
- hidròfil -a: 1. Que viu dins l'aigua. 2. Es diu del tipus de pol·linització que té com a mitjà de transport del pol·len l'aigua.
- hidrofília: Pol·linització en què el transport del pol·len es fa per l'aigua.
- hidròfit: Planta que viu a l'aigua.
- hidrògam -a: Dit de la planta la pol·linització de la qual té lloc a través de l'aigua.
- hidrogàmia: Sistema de reproducció sexual dels espermatòfits en què la pol·linització es fa mitjançant l'aigua.
- hidroide: Cordó de cèl·lules allargades conductores d'aigua, propi del gametòfit dels briòfits.
- hidronàstia: Es diu del moviment d'un òrgan vegetal en resposta a la humitat de l'ambient.
- hifa: Filament més o menys ramificat i microscòpic que constitueix el miceli en la major part dels fongs.
- hifènquima: Fals teixit constituït per hifes compactament entrellaçades.
- higròfil -a: Que es fa en ambients molt humits.
- higrocàsia: Tipus de dehiscència del fruit en què l'agent causal és la humitat.
- higròfit: Planta higròfila.
- higroterm -a: Es diu d'aquelles muntanyes no tropicals en què l'estació càlida és més o menys humida i, en conseqüència les plantes no hi pateixen una època d'eixut estival.
- hil: Marca areolada de l'episperma de la llavor, deixada pel funicle en el lloc on s'inseria al primordi seminal.
- hílum: Senyal en el punt d'unió del primordi seminal amb el funicle.
- himeni: Capa fèrtil d'un cos fructífer d'ascomicet o basidiomicet on es troben els meiosporocists i les espores.
- himenial: Relatiu a l'himeni
- himenòfor: Estructura que conté l'himeni.
- himenolíquens: Sinònim de basidiolíquens.
- hipant: Tàlem molt còncau (i sovint soldat a l'ovari) que queda situat per sota de les altres peces florals.
- hipertròfia: Desenvolupament excessiu d'un òrgan o d'una part d'un òrgan.
- hipnocist: Sinònim d'acinet.
- hipnòspora: Sinònim d'acinet.
- hipo-: Prefix que fa referència a quelcom situat en la part inferior, quelcom subordinat o en quantitat menor.
- hipocarp: Engruiximent apical i sovint carnós del peduncle de certs fruits, com és el cas de l'anacard.
- hipocòtil: Zona de la tija situada entre els cotilèdons i la rel.
- hipocraterimorf -a: Dit de la corol·la gamopètala de tub llarg i estret però de lòbuls palesos i desplegats.
- hipoderma: Teixit localitzat per sota de l'epidermis amb funcions de sosteniment o de reserva d'aigua.
- hipofil·le -a: Que viu o és situat al revers d'una fulla.
- hipogeu -ea: Que viu o es desenvolupa sota terra.
- hipogin -ògina: Inserit sota l'ovari, dit especialment de la flor d'ovari súper.
- hiponèuston: Conjunt d'organismes microscòpics que viuen en la fase aèria (sota la pel·lícula d'aigua) del nèuston.
- hipoteca: Part inferior del frústul de les diatomees que encaixa internament amb l'epiteca o part superior del frústul.
- hipoteci: En els líquens, capa d'hifes procedents de la medul·la i que forma la base sobre la qual s'erigeix l'himeni dels apotecis.
- hipsofil·le: Fulla més o menys modificada de la regió florífera de la planta, com ara les bràctees i les espates.
- hirsut -a: Es diu del pèl dur i aspre (híspid).
- híspid -a: Cobert de pèls drets, rígids i gairebé punxents.
- hispídul -a: Cobert de pèls curts i rígids.
- hístic -a: 1. Relatiu als teixits o constituït per teixits. 2. Es diu del nivell d'organització d'algunes algues brunes que tenen tal·lus amb diversos tipus cel·lulars.
- histologia: Branca de la biologia que estudia la composició i l'estructura microscòpica dels teixits orgànics.
- histona: Proteïna nuclear que té una gran quantitat d'aminoàcids bàsics.
- història natural: Nom donat tradicionalment a la descripció de la natura, classificada en els regnes mineral, vegetal i animal.
- holàrtic -a: Es diu de la planta que viu a les terres temperades i fredes de l'hemisferi boreal. 2. Que pertany al regne florístic holàrtic.
- holo-: Prefix que fa referència a la totalitat.
- holobasidi: Basidi típic, no septat, amb quatre espores apicals, que és propi de les holobasidiomicètides.
- holomorf: Terme aplicat a les parts del cicle vital dels fongs en els Ascomycota i Basidiomycota. En aquest cas fa referència al fong complet.
- holotip: És un únic exemplar d'un organisme utilitzat com a model d'una espècie o d'un tàxon subespecífic.
- holotipus: Sinònim complet d'holotip.
- homeohidre -a: Es diu del vegetal que manté més o menys constant el contingut hídric.
- homo-: Prefix que indica igualtat.
- homoclamidi -ídia: Es diu del periant (i, per extensió, de la flor) que té totes les peces iguals.
- homòmer -a: 1. Dit de la flor els verticils de la qual tenen el mateix nombre de parts. 2. Dit dels líquens de tal·lus no diferenciat en capes.
- homònim -a: Nom que s'ha donat, de manera exactament igual, a dos tàxons diferents.
- homorízia: Qualitat d'un sistema d'arrels en què no n'hi ha cap de principal que es diferencie de la resta.
- homospori -òria: Sinònim d'isospòria.
- homostílic -a: Es diu de les plantes i de les flors que fan els estils de longitud equivalent a tots els individus.
- homotal·lic -a: Ordre de ficomicets de la subclasse de les zigomicètides, que comprèn fongs sapròfits de miceli no septat, homotàl·lic o heterotàl·lic, amb esporangis proveïts d'una columel·la, els quals fan espores asexuals, i amb reproducció sexual mitjançant zigòspores.
- homotal·lisme: Propietat característica de molts fongs el miceli dels quals no presenta cap mena de diferenciació sexual.
- homòtrop -a: Dit de l'embrió originat en un primordi seminal anàtrop.
- hormogoni: Filament que fa de propàgul i d'aparell reproductor característic d'alguns cianobacteris.
- horticultura: 1. Conreu d'horts.2. Sèrie de tècniques i sistemes que s'utilitza per a conrear verdures, fruita, llegums, etc.
- hoste: Organisme en el qual o a costa del qual viu un paràsit, un comensal o un epífit.
- humícola: 1. Dit de l'organisme que viu a l'humus del qual s'alimenta directament o indirectament. 2. Dit de les plantes micòtrofes i molts fongs sapròfits.
- humus: Part orgànica del sòl que ha sofert el procés d'humificació.

## I
| Índex: A B C D E F G H I J K L M N O P Q R S T U V W X Y Z — Especials Inici — vegeu també — enllaços externs |

- icosandre -a: Es diu de les flors amb vint estams o més.
- idioblast: Cèl·lula del teixit que es diferencia de les normals per la forma, l'estructura, el contingut o la funció.
- imbricat -ada: Disposat com les teules d'una teulada.
- imparipinnat -ada: Es diu de la fulla pinnada que té els folíols en nombre imparell, és a dir, que termina en un folíol.
- incís -isa: Fes, dividit poc profundament.
- inclús-usa: Es diu dels estams i dels estils que no sobresurten del periant.
- incurvat-ada : Que és corbat cap al cantó superior o intern de tal manera que la concavitat es troba a la part superior o interna.
- indehiscència: Qualitat d'indehiscent.
- indehiscent: Que no s'obre espontàniament, oposat a dehiscent.
- índex estomàtic: Relació entre el nombre d'estomes i el nombre de cèl·lules epidèrmiques en una superfície donada d'una fulla.
- indígena: En botànica, sinònim d'autòcton.
- inerme: Sense espines o punxes.
- indument: Coberta de pèls d'una planta.
- indusi: Excrescència membranosa que protegeix els esporangis de moltes falgueres.
- ínfer -a: Es diu de l'ovari que resta embolcat pel receptacle i sobre el qual semblen inserits els altres verticils florals.
- inflorescència: Sistema de tiges especialitzat que porta un conjunt de flors.
- infra-: Prefix que indica que quelcom està situat més a baix o per sota la part indicada.
- infraespecífic-a: Es diu de la categoria per sota de l'espècie.
- infralitoral: Relatiu a la zona infralitoral.
- infructescència: Conjunt de fruits més o menys distintament i densament agrupats.
- infundibuliforme: Que té la forma d'un embut.
- inicial: Cèl·lula embrionària que, mitjançant divisions successives, actua com a agent principal de la creixença d'òrgans de briòfits.
- innivació: Temporada durant la neu cobreix la terra i, per extensió, les plantes més menudes que hi viuen.
- innovació: Brot d'una planta, sobretot quan neix de la base.
- insectívor -a: Que es nodreix d'insectes.
- in situ: Terme llatí que fa referència en el mateix lloc de què es tracta.
- integrifoli-òlia: De fulles enteres.
- inter-: Forma prefixada que vol dir enmig de.
- interfascicular: Col·locat entre els feixos conductors.
- intina: Paret interna de la coberta del gra de pol·len.
- intra-: Prefix que denota que quelcom està dins o a l'interior d'alguna cosa.
- intraestaminal: Que està situat entre els estams i l'eix central de la flor.
- intravaginal: En algunes poàcies, es diu dels brots que s'originen i creixen per dins de les beines foliars.
- intricat-ada: Es diu de les plantes o de les estructures que tenen un aspecte embolicat o entortolligat.
- intrors-a: Es diu de l'antera que té les teques dirigides de cara a l'eix de la flor.
- inventari: Relació de totes les plantes que formen una comunitat vegetal, en la qual s'indica l'abundància, la sociabilitat i altres dades ecològiques o geogràfiques de la població.
- involucel: Involucre secundari o conjunt de bractèoles que acompanya les umbèl·lules de les apiàcies.
- involucre: Conjunt de bràctees que acompanyen algunes flors o inflorescències, com les umbel·les de les apiàcies.
- involut -a: Amb els marges incurvats o més o menys enrotllats cap a la cara superior.
- ioduc: Cèl·lula rica en iode, pròpia de les rodofícies.
- iridoide: Grup de monoterpens, que presenten com a esquelet una molècula anomenada iridà. Algunes plantes deuen la seva activitat farmacològica a aquests components, com per exemple les asteràcies.
- irregular: 1. Es diu de les flors que són asimètriques o que presenten com a màxim un pla de simetria. 2. Sinònim de zigomorf.
- iso-: Forma prefixada que vol dir igual.
- isocont -a: De flagels tots iguals.
- isodiamètric-a: Que té el mateix diàmetre.
- isogàmia: Reproducció sexual en la qual els dos gàmetes que s'uneixen són idèntics.
- isomorf -a: Que té igual forma (es refereix al cicle biològic de les plantes en què la generació gametofítica té la mateixa forma que la generació esporofítica).
- isospori -òria: Dit de les plantes que presenten isospòria.
- isospòria: En els pteridòfits, producció d'una sola mena d'espores que origina protal·lus amb anteridis i arquegonis com és el cas de les falgueres, oposat a heterospori.

## J
| Índex: A B C D E F G H I J K L M N O P Q R S T U V W X Y Z — Especials Inici — vegeu també — enllaços externs |

- jardí botànic: Àrea on es cultiven una gran diversitat de plantes amb finalitats divulgadores i/o científiques.
- jerarquia: Ordenació d'elements en què hi ha superiors i subordinats i que en botànica s'utilitza en el sistema de classificació per rangs o categories taxonòmiques.
- jonquera: Es diu de la comunitat vegetal poblada bàsicament per joncs o plantes junciformes.
- jordànon: 1. Tàxon poc diferenciat d'altres afins. 2. Espècie entesa en sentit restringit. Sinònim de microespècie.
- junciforme: Semblant a un jonc.
- jungla: Bosc baix tropical, impenetrable i ple de lianes, que substitueix la selva tropical primària explotada.

## K
| Índex: A B C D E F G H I J K L M N O P Q R S T U V W X Y Z — Especials Inici — vegeu també — enllaços externs |

- kenòfit: Sinònim de neòfit.

## L
| Índex: A B C D E F G H I J K L M N O P Q R S T U V W X Y Z — Especials Inici — vegeu també — enllaços externs |

- label: 1. Tèpal del periant de les orquídies, normalment de posició inferior, diferent dels altres per la forma i el color. 2 Peça petaloide de leszingiberàcies formada per la soldadura dels dos estaminodis anteriors.
- label·lat -ada: Fa referència a la flor que té label.
- labiat -ada: Es diu d'aquell calze o corol·la zigomorf i dividit en dues parts en forma de llavis o amb un sol llavi.
- lacerat -ada: Es diu de les fulles i d'altres òrgans laminars que tenen les vores profundament i irregularment retallades.
- lacínia: Segment estret en què es divideixen certes fulles i altres òrgans laminars.
- laciniat -ada: Dividit en lacínies.
- lacrimació: Emissió de líquid a través de les ferides de les plantes.
- lamel·la: Replec aplanat de la membrana interna del cloroplast, que penetra a l'interior de l'estroma i es ramifica entre els grans.
- làmina: 1. Sinònim de limbe. 2. Es diu de l'òrgan que té forma de làmina. 3. Part superior eixamplada del pètal. 4. Replec radial que hi ha sota el barret de certs bolets, cobert per l'himeni.
- laminar: 1. Relatiu a la làmina. 2. Amb forma de làmina, pla.
- laminarina: Polisacàrid format per monòmers de la β-D-glucosa i que es troba sobretot a les algues del gènere Laminaria i en altres feòfits.
- lanceolat -ada: Que té forma de punta de llança.
- landa: Formació vegetal de tipus matollar propi de l'Europa atlàntica de substrats àcids i de les terres properes de clima plujós i on són abundants els brucs, les gatoses, i les falgueres, entre altres plantes.
- lanuginós -osa: 1. Cobert de borrissol o de pèl molt fi. 2. Sinònim de llanós.
- làtex: Líquid lletós, ordinàriament blanc, que es troba en certes cèl·lules i conductes d'algunes plantes i fongs.
- laticífer -a: Es diu d'aquell òrgan o teixit vegetal que conté làtex.
- latisepte* -a: Bipartit per un envà ample. Dit principalment de les silícules comprimides en què el septe longitudinal és paral·lel als costats amples. Oposat a angustisepte.
- lax-a: Separat, poc dens.
- lectotip: espècimen o element seleccionat a partir de material original per a servir com a tipus nomenclatural quan no es va assignar un holotip amb la primera publicació.
- lemma: Glumel·la inferior de les espiguetes de les poàcies, que es correspon a una bràctea florífera.
- lenticel·la: Obertura lenticular del periderma de les plantes llenyoses, constituïda per un teixit suberós lax, a través del qual és possible l'intercanvi de gasos entre l'atmosfera i els teixits interns.
- lenticular: Que té forma de llentilla o lent biconvexa.
- leptoma: Sinònim de floema.
- leptosporangiat -ada: Es diu de les falgueres que tenen els esporangis amb la paret constituïda per un sol estrat de cèl·lules.
- leucoplast: Plastidi ric en midó sense pigment i incapaç de fer la fotosíntesi.
- leucosina: Sinònim de crisolaminarina.
- liana: Planta enfiladissa llenyosa força abundant a les terres tropicals, però també freqüent en vegetació típica mediterrània.
- líber: 1. Es diu del conjunt de vasos liberians d'una planta. 2. Sinònim de floema.
- liberià -ana: Relatiu al líber o floema.
- liberollenyós-osa: Compost de líber i lleny.
- licopè: Pigment de color vermell contingut en la fruita madura, especialment en els tomàquets i que químicament té l'estructura d'un carotè.
- ligne: Conjunt de vasos llenyosos d'una planta que condueixen o han conduït la saba bruta.
- lignificat -ada: Que té caràcter de ligne o de fusta, que posseeix una quantitat important de teixits d'aquest caràcter.
- lignina: Polímer aromàtic natural de molècules ramificades, derivades principalment del fenilpropà, i que forma part de la paret cel·lular de moltes cèl·lules vegetals. a les quals confereix duresa i resistència.
- lignós -osa: En botànica, llenyós.
- lígula: 1. Corol·la en forma de llengüeta que presenten de vegades les flors de les asteràcies. 2. Apèndix de la fulla, en la junció del limbe i el pecíol, característic d'algunes famílies vegetals.
- ligulat -ada: Que té lígules.
- liguliflor -a: Es diu de les asteràcies que tenen totes les flors del capítol ligulades.
- liguliforme: Que té forma de lígula.
- limbe: Làmina verda que constitueix la part principal de la fulla.
- linnèon: Tàxon que inclou moltes formes distintes. Sinònim de macroespècie.
- linear: Es diu de la fulla i d'altres òrgans laminars llargs i estrets amb els marges quasi paral·lels.
- liquen: Organisme producte de la simbiosi entre un fong i una alga o una cianofícia, que presenta una morfologia i una fisiologia pròpies i que molt sovint està ben adaptat a ambients extrems.
- liquènic -a: Relatiu als líquens.
- liquenificació: Procés a través de l'evolució que ha conduït a l'aparició dels líquens.
- liquenologia: Ciència que estudia els líquens.
- liquenoteca: Herbari de líquens.
- lirat -ada: Es diu de la fulla pinnatisecta que té el segment terminal més gran que els laterals.
- lisigen -ígena: Es diu de l'espai intercel·lular originat per la dissolució de cèl·lules.
- lisigènesi: Formació d'espais intercel·lulars, espais secretors, etc., produïts per la disgregació o dissolució d'una o diverses cèl·lules.
- lisigènic -a: Dit dels espais intercel·lulars originats per lisi.
- lisotròfia: Forma de nutrició dels fongs en la qual s'alliberen enzims a l'exterior de les hifes que se sedimenten al substrat, provocant la lisi de les macromolècules d'aquest substrat que, després, són absorbides pel fong.
- lit-: Forma prefixada que significa pedra.
- litòfag -a: Dit de les algues que corroeixen les roques calcàries, com els cianobacteris i les clorofícies.
- litòfit: 1. Planta d'estructura pètria. 2. Planta pròpia de terrenys amb roques.
- llacuna: Espai intercel·lular buit de dimensions molt variables que tenen certs teixits.
- llacunar: Es diu del parènquima aerífer que es troba a les fulles, concretament situat a la part inferior de la fulla.
- llàgrima: Gota d'alguna substància o suc que algunes plantes secreten naturalment o bé per poda o per incisió.
- llanós -osa: 1. Cobert d'apèndixs semblants a llana. 2. Amb pèls molt fins i sedosos.
- llapó: Agrupament d'algues microscòpiques incrustants, a vegades amb molses i líquens, que formen capes verdes i viscoses sobre superfícies (teules, rajoles, roques, etc) exposades a la humitat o sobre objectes submergits a l'aigua.
- llavi: Lòbul d'una corol·la, d'un calze.
- llavor: 1. Part del fruit que, desenvolupant-se en condicions adequades, dona naixença a una planta. 2. Primordi seminal fecundat, transformat i madur, que se separa de la planta mare.
- llegum: Fruit monocarpel·lar característic de les fabàcies, les mimosàcies i les cesalpiniàcies, de tavella dehiscent en dues valves.
- lleguminós -osa: Grup de plantes que engloba les famílies de les fabàcies, les cesalpiniàcies i les mimosàcies, que fan un fruit en llegum.
- llei de l'alternança: Llei en virtut de la qual les fulles o peces florals de dos verticils consecutius alternen entre aquestes, és a dir, que entre cada dues d'un verticil se'n situa una altra del verticil immediat.
- lleny: Es diu del conjunt de teixits secundaris que són originats interiorment pel càmbium.
- llenya terrera: Arbusts que creixen entre els arbres del bosc.
- llenyós -a: Que consisteix en fusta.
- llevat: Fong unicel·lular que es multiplica per gemmació o escissió, especialment aquell que produeix fermentacions en productes orgànics naturals amb els seus enzims.
- lliure: En les angiospermes, es diu de les peces florals que no són soldades entre aquestes ni amb altres annexes.
- lloc clàssic: Localitat d'on procedeix l'exemplar tipus d'un tàxon.
- llombrígol: Marca areolada de l'episperma de la llavor, deixada pel funicle en el lloc on s'inseria al primordi seminal.
- lluc: Rebrot que treu una planta.
- llucada: Conjunt de llucs que treu un arbre.
- lobat -ada: En forma de lobus.
- lobopodi: Ordre de protozous de la classe dels flagel·lats que inclou espècies amb característiques ameboides i flagel·lades permanents, amb un o més flagels i amb pseudopodis de tipus lobopodi o axopodi.
- lòbul: Part més o menys sortint d'un òrgan, d'un apèndix, etc., limitada per un séc profund o bé destacada per la seva forma arrodonida.
- lobulat -ada: 1. Que té lòbuls o que està dividit en lòbuls. 2. Que té forma de lòbul.
- localitat: Indret concret on ha estat trobada o es troba una determinada planta.
- lòcul: Compartiment d'un òrgan, (especialment d'un ovari, d'un fruit, etc.).
- locular: 1. Relatiu o pertanyent al lòcul. 2. Que conté lòculs.
- loculicida: En les plantes, es diu de la dehiscència d'una càpsula que s'obre longitudinalment pels nervis medials dels carpels.
- lodícula: Cadascuna de les dues (o més rarament tres) esquames petites i delicades que es troben a la base de l'ovari de les poàcies. Anatòmicament representen els tèpals interns anteriors del verticil periàntic i serveixen per a separar les dues glumel·les quan la flor madura.
- loment: Síliqua o llegum dividit en articles monosperms.
- lomentaci -àcia: Semblant al loment.
- longistil -a: Que té l'estil llarg.
- lumen: Espai lliure que hi ha dins els vasos i altres cèl·lules vegetals adultes.

## M
| Índex: A B C D E F G H I J K L M N O P Q R S T U V W X Y Z — Especials Inici — vegeu també — enllaços externs |

- macaronèsic -a: 1. Relatiu a la Macaronèsia. 2. Que pertany a la regió florística de la Macaronèsia.
- macarulla: Sinònim de ballaruc.
- macro-: Prefix que significa gran.
- macroblast: Brots llargs que formen les branques i que tenen creixement il·limitat.
- macrocist: Porció arrodonida del plasmodi dels mixomicets, la qual és protegida per una membrana pluriestratificada.
- macrofil·le: Sinònim de megafil·le.
- macrofaneròfit: Segons la classificació dels vegetals de Raunkjaer, faneròfit amb les gemmes persistents situades a més de 2 m d'alçada.
- macrogàmeta: Nom aplicat als gàmetes femenins més grossos en els casos d'heterogàmia.
- macrogametangi: Gametangi que produeix macrogàmetes.
- macrogametòfit: Sinònim de macrogametangi.
- macrohèmer -a: Dit del vegetal que floreix quan el fotoperíode és llarg.
- macromicet: Fong d'aparells esporífers visibles a ull nu.
- macronucli: El nucli més gros dels dos nuclis que presenten els protozous ciliats.
- macroprotal·lus: Sinònim de megaprotal·lus.
- macròspora: Sinònim de megàspora.
- macrosporangi: En els traqueobionts heterospòrics, esporangi que produeix megàspores.
- macrostil -a: Sinònim de longistil.
- màcula: Sinònim de taca.
- maculat -ada: Que té taques.
- madur -a: 1. Dit del fruit, de l'esporangi, etc., que és completament desenvolupat. 2. Dit de les llavors, les espores o les diàspores totalment formades i capaces de germinar.
- magnoliofití: Subdivisió dels espermatòfits que es correspon a les angiospermes.
- mala herba:: Es diu d'una herbàcia que, en principi, no és útil i perjudica el desenvolupament de les plantes entre les quals creix. Sinònim d'herba adventícia.
- malacòfil -a: Que presenta malacofília.
- malacofília: Es diu de les plantes pol·linitzades per mol·luscs terrestres.
- malacofil·le -a: Es diu d'aquelles plantes, especialment els de tendència xeròfila, que tenen fulles gruixudes i blanes, i que quan perden aigua s'arruguen.
- mamaliocòria: Disseminació dels fruits, les espores o les llavors dels vegetals duta a terme pels animals mamífers.
- manigua: Tipus de vegetació llenyosa, rica en lianes, compacta i difícil de travessar. Típica de l'illa de Cuba i d'altres indrets de l'Amèrica tropical.
- manglar: Formació vegetal helofítica pròpia de la banda intermareal dels litorals plans i fangosos de la zona intertropical i constituïda bàsicament per mangles.
- mangle: Qualsevol de les espècies arbòries que integren el manglar i que estan ben adaptades a viure en aigües salades o molt salabroses, ja que presenten glàndules secretores de sal i arrels respiratòries o pneumatòfors.
- mantell marginal: Vegetació pròpia de les vores de bosc, integrada bàsicament per comunitats arbustives, que viuen en condicions de mitja ombra.
- màquia: Bosquina de clima mediterrani, densa i formada per arbustos de fulla planta, petita, coriàcia i perenne.
- marcescència: Es diu quan una part d'una planta perd la seva turgència a causa de la falta d'aigua en els seus teixits.
- marcescent: Dit de les fulles i altres òrgans que es marceixen i tarden molt a desprendre's de la planta mare.
- marea roja: Acumulació, en una àrea marina costenera, d'un gran nombre de dinòfits que fa que l'aigua es torni vermellosa i de vegades tòxica per als organismes filtradors, peixos, etc.
- marge: 1. Vora d'una fulla o d'un òrgan laminar qualsevol. 2. Banda estreta de color o de consistència diferent, que voreja certs òrgans foliars.
- marginal: 1. Relatiu al marge. 2. Es diu de la placentació on les placentes es formen al llarg de la sutura ventral d'un ovari simple.
- marulla: Sinònim de ballaruc.
- mata: Planta més o menys llenyosa, baixa, de tronc curt que treu branques prop de terra, com la farigola o el romer.
- matoll: Formació vegetal constituïda per mates i arbusts més aviat baixos i força esclarissats pròpia de les regions mediterrànies.
- matollar: Lloc poblat per matolls o que aquestes són les plantes de major envergadura.
- medi: Conjunt de factors ecològics que es donen en una zona geogràfica concreta. 2. Element (aigua, sòl, etc.) en el qual viu un vegetal.
- medial: Situat al mig.
- medifix -a: Inserit o fixat per la seva zona mitjana.
- medioeuropeu -ea: Espai de distribució situat entre la taigà i les estepes orientals i l'àrea Mediterrània.
- mediterrani -ània: Que és propi del clima típic de les regions pròximes al Mediterrani.
- medul·la: 1. En la tija i l'arrel, part interna del cilindre central, circumdada pels feixos vasculars. 2. Part interna del tal·lus dels líquens i d'algunes algues.
- mega-: Forma prefixada que indica gran.
- megafil·le: Fulla gran amb nervis ramificats típica dels espermatòfits.
- megafòrbia: Planta herbàcia, generalment perenne, alta, robusta i amb fulles grosses.
- megafòrbic -a: Format per herbes megafòrbies.
- megagametòfit: Organisme, o part d'aquest, que presenten les angiospermes al llarg del seu cicle vital, en què s'originen els gàmetes o cèl·lules reproductores femenines. Sinònim de sac embrional.
- megaprotal·lus: Es diu del gametòfit femení dels cormòfits (malgrat que en les angiospermes aquest procés és molt reduït) que es desenvolupa a partir de la megàspora.
- megàspora: Espora grossa formada en els megasporangis i que en germinar origina un macroprotal·lus femení.
- megasporangi: Esporangi que origina megàspores.
- megasporofil·le: Fronda d'un traqueobionts portador de megasporangis.
- meiosi: Procés de divisió cel·lular en què primer se separen els cromosomes homòlegs i, posteriorment, les seves cromàtides amb l'objectiu últim de produir cèl·lules gamètiques amb un nombre haploide.
- meiòspora: Espora formada mitjançant divisions meiòtiques.
- meiòtic -a: Relatiu o pertanyent a la meiosi.
- melanosporat -ada: Dit dels bolets d'esporada negra.
- melic: 1. Arrel central i més llarga d'un arbre. 2. Part oposada al peduncle d'algunes classes de fruita.
- mel·lífer -a: Que porta, produeix o té mel.
- membrana cel·lulòsica: Embolcall extern, més o menys rígid i gruixut, propi de les cèl·lules vegetals típiques.
- membrana vacuolar: Membrana plasmàtica que limita els vacúols.
- membrana vegetal: Sinònim de membrana cel·lulòsica.
- membranaci -àcia: Prim i translúcid.
- membranós -a: Semblant a una membrana.
- merant: Part d'una flor que funcionalment constitueix una unitat autònoma.
- mericarpi:1. Porció, normalment monosperma, en què es divideix un fruit susceptible de fragmentació. 2. Sinònim de mericarpi.
- meristema: Teixit vegetal de tipus embrionari, integrat per cèl·lules no diferenciades capaces de dividir-se.
- meristemàtic -a: Relatiu o pertanyent al meristema.
- meristemoide: Petit grup de cèl·lules meristemàtiques que queden dins de teixits adults i que són responsables del creixement d'estructures epidèrmiques petites (per exemple, els agullons de les tiges de les roses).
- mesocariota: Es diu de l'organisme que té un nucli amb els cromosomes visibles en interfase.
- mesocarpi: 1. Part intermèdia del pericarpi entre l'epicarpi (o exocarpi) i l'endocarpi. 2. Sinònim de mesocarpi.
- mesocòtil: Porció caulinar compresa entre l'hipocòtil i l'epicòtil, en les plàntules de moltes monocotiledònies.
- mesòfil -a: Dit de la planta o comunitat que es desenvolupa òptimament en medis on la quantitat d'aigua al sòl, la humitat atmosfèrica i la temperatura són moderades.
- mesofil·le: Teixit parenquimàtic de les fulles, comprès entre l'epidermis superior i l'epidermis inferior.
- mesòfit: Planta mesòfila.
- mesolitoral: És el nivell que es troba entre les majors plenamars i baixamars de l'any. És una zona amb dràstics canvis ambientals.
- mesoxeròfil -a: Es diu de la planta o comunitat de llocs moderadament secs.
- metabòlit: Nom genèric amb què es designen els composts químics existents en els éssers vius i que participen en les reaccions químiques del metabolisme intermediari.
- metaxilema: En els òrgans en procés de diferenciació és el teixit meristemàtic a partir del qual determinades cèl·lules es diferenciaran en vasos.
- mètula: Ramificació del conidiòfor sobre la qual es disposen les fiàlides.
- miceli: Conjunt d'hifes que formen el tal·lus o aparell vegetatiu dels fongs.
- miceliforme: Que sembla un miceli.
- micet: Sinònim de fong.
- micobiont: Component fúngic d'un liquen.
- micocecidi: Cecidis on l'agent causal és un fong.
- micofílic -a: Que té apetència pels fongs.
- micòleg -òloga: Persona versada en micologia.
- micologia: Ciència que estudia els fongs.
- micorriza: Agrupació simbiòtica d'una arrel amb un fong.
- micorrizogen -ògena: Que és capaç de formar una micorriza.
- micosi: Patologia genèrica causada per fongs.
- micoteca: Col·lecció científica de fongs.
- micotròfic -a: Que desenvolupa micorrizes.
- micro-: Forma prefixada que vol dir petit.
- microalga: Alga microscòpica.
- microclima: Condicions climàtiques que es donen en una zona ben concreta d'un petit espai geogràfic i que difereixen més o menys del clima general de la regió.
- microespècie: Espècie poc diferenciada.Sinònim, jordànon.
- microfil·le: Fulla petita i amb un sol nervi d'alguns grups de pteridòfits.
- microgàmeta: Gàmeta petit que es presenta en casos d'heterogàmia.
- microgametangi: Gametangi que produeix microgàmetes.
- microgametòfit: 1. Planta o llinatge cel·lular, format per creixement vegetatiu de les micròspores, que produeix els gàmetes masculins d'una planta heteròspora. 2. Gametòfit masculí desenvolupat a partir d'una micròspora.
- microhèmer -a: Dit del vegetal que floreix quan el fotoperíode és curt.
- micromicet: Fong microscòpic.
- micromorfologia: Morfologia microscòpica.
- micronucli: 1. El nucli més petit dels dos nuclis que posseeixen els ciliats. 2. Nucli petit separat del nucli principal i format en la telofase generalment per un cromosoma retardatari o uns quants.
- micròpil: Obertura apical del tegument del primordi seminal.
- microprotal·lus: En els pteridòfits heterosporis, protal·lus format a partir d'una micròspora i sobre el qual es desenvolupen els anteridis.
- micròspora: Espora relativament petita formada en els microsporangis, pròpia dels pteridòfits heterosporis, que origina un microprotal·lus.
- microsporangi: Esporangi que produeix micròspores, propi dels pteridòfits heterosporis.
- microsporofil·le: Fronda d'una planta vascular que produeix microsporangis.
- midó: Substància formada per amilopectina i amilosa pròpia de les plantes on és el component principal de les reserves de glúcids.
- míldiu: 1. Nom donat a diverses malalties de les plantes, produïdes per fongs oomicets de la família de les peronosporàcies que ataquen els òrgans verds (fulles, tiges i, de vegades, fruits). 2. Nom donat als diversos fongs que produeixen la malaltia del míldiu.
- mineralització: Impregnació mineral de la paret cel·lular de certs vegetals
- mionema: Cadascuna de les petites fibres contràctils de l'ectoplasma dels ciliats.
- mirmecocor-a: Es diu de les plantes les llavors de les quals són disseminades per les formigues.
- mirmecocòria: Disseminació de les llavors per mitjà de les formigues.
- mirtiforme: Semblant a la murta.
- mitosi: Procés de divisió de les cèl·lules somàtiques dels eucariotes que dona com a resultat la formació de dues cèl·lules filles amb igual dotació cromosòmica que la cèl·lula mare.
- mitòspora: espora formada per mitosi.
- mitòtic -a: Relatiu o pertanyen a la mitosi.
- mixameba: En els mixomicets, cèl·lula ameboide originada d'una mixoflagel·lada.
- mixamebozigot: En els mixomicets, zigot resultant de la fusió de dues mixamebes o, més rarament, de dues mixoflagel·lades.
- mixofragel·lada: En els mixomicets, zoòspora originada en germinar una espora.
- mixomicot: Divisió de fongs ameboides, que comprèn els mixomicets i classes afins.
- mixt -a: Es diu delsboscos formats per una barreja d'espècies arbòries.
- mollera: Aiguamoll o terreny amb aigua més o menys permanentment.
- molsa: Planta de la divisió dels briòfits, fixada al substrat per mitjà de rizoides i de caulidis amb fil·lidis disposats al voltant.
- mònada: 1. Unitat orgànica o organisme simple microscòpic. 2. Petit protozou flagel·lat. 3. Cèl·lula única produïda a partir d'una espora, en lloc de les quatre habituals, per efecte d'una anomalia meiòtica.
- monadal: 1. Relatiu o pertanyent a la mònada. 2. Que té l'estructura pròpia dels organismes unicel·lulars flagel·lats.
- monadelf -a: Que té els estams units formant un sol feix.
- monandre -a: Es diu de les flors amb un sol estam.
- monera: Regne on es classificaven la majoria d'éssers vius procariotes.
- moniliforme: Que té una forma que recorda un enfilall de granets.
- mono-: Forma prefixada que vol dir un de sol.
- monocariòtic: Que té un sol nucli a cada cèl·lula.
- monocarp: Fruit constituït per un sol carpel.
- monocarpel·lar: Que consta només d'un carpel.
- monocàrpic -a: 1. Es diu del fruit constituït per una sola fulla carpel·lar. 2. Planta que només fructifica una vegada i mor després de donarfruit.
- monocasi: Inflorescència cimosa en què cada eix successiu produeix una sola branca.
- monocèfal -a: Es diu de la tija o rama que porta solament un capítol.
- monoclamidi -ídia: Es diu de la flor que té un sol verticil periàntic.
- monocotiledònia: Grup de plantes angiospermes que es caracteritzen per tenir un sol cotilèdon o fulla embrionària.
- monoècia: Fenomen pel qual les plantes presenten flors unisexuals disposades sobre un mateix individu.
- monofil·le -a: Amb una sola fulla o peça foliàcia.
- monògam -a: Dit de l'individu que presenta monogàmia.
- monogàmia: Fecundació exclusiva de l'oosfera.
- monogenètic -a: Cicle biològic que solament presenta una generació.
- monogin -ògina: Que té un sol pistil.
- monoic -a: 1. Es diu de les plantes que tenen flors masculines i flors femenines en un mateix individu. 2. Dit de les molses que tenen arquegonis i anteridis en un mateix peu.
- monopodi: Eix principal d'una planta que creix indefinidament, perquè conserva sempre un punt vegetatiu apical, i va donant ramificacions laterals.
- monopòdic -a: Tipus de ramificació en què l'eix principal creix de manera indefinida i més que les branques laterals.
- monosperm -a: Que té una sola llavor.
- monospòric-a: Relacionat o que prové d'una espora simple.
- montà -ana: Estatge de vegetació de la muntanya mitjana humida, situat entre l'estatge basal i subalpí. Es caracteritza pels boscos planocaducifolis.
- móra: 1. Infructescència de la morera. 2. Fruit complex, comestible, de l'esbarzer, compost de nombroses drupes petites disposades sobre un receptacle cònic.
- morfactina: Nom genèric d'un grup de substàncies reguladores del creixement i la morfogènesi dels vegetals, constituïdes per derivats 9-fluorè de l'àcid carboxílic.
- morfologia: Constitueix una part de la biologia que estudia la forma i l'estructura dels éssers vius.
- mucílag: Substància gelatinosa que contenen algunes plantes o fongs amb una composició química semblant a la de les gomes.
- mucilaginós -osa: Que conté mucílag.
- mucormicosi: Micosis produïdes per fongs de l'ordre Mucorales
- mucró: Punta curta, recta i aguda situada a l'àpex d'un òrgan.
- mucronat -ada: Terminat en mucró. Sinònim d'apiculat.
- multi-: Forma prefixada que vol dir molts, més d'un
- multicaule: Amb moltes tiges.
- multífid -a: Es diu de l'òrgan dividit en diversos lòbuls fins a menys de la meitat de la seva longitud.
- multiflor: Que fa o porta moltes flors.
- multiplicació: Reproducció dels vegetals.
- mureïna: Substància exclusiva dels bacteris formada per cadenes de glúcids nitrogenats i oligopèptids i que es troba formant part de la paret cel·lular.
- muricat -ada: Que té la superfície coberta de puntes curtes i amples a la base.
- muscarínic -a: 1. Relatiu a la muscarina. 2. Es diu del principi actiu que actua com la muscarina, estimulant els receptors parasimpàtics ganglionars.
- muscinal: Relatiu o pertanyent a les molses.
- mutació: Alteració sobtada que es dona en el material genètic (gens) d'una planta i que condiciona en l'individu afectat un canvi de tipus hereditari.
- mútic -a: Sense aresta o mucró terminal.
- mutualisme: Simbiosi beneficiosa per als dos éssers vius associats.

## N
| Índex: A B C D E F G H I J K L M N O P Q R S T U V W X Y Z — Especials Inici — vegeu també — enllaços externs |

- nadiu: En botànica, sinònim d'autòcton.
- nanandre: En les edogonials, individu masculí originat per una andròspora, que consta de molt poques cèl·lules i és fixat a la paret d'un oogoni.
- nanofaneròfit: Segons la classificació dels vegetals de Raunkjaer, faneròfit amb les gemmes persistents situades a menys de 2 m d'alçada.
- napiforme: Es diu de l'arrel axonomorfa molt gruixuda, en forma de nap.
- nàstia: Moviment d'un òrgan vegetal induït per un estímul extern.
- natiu -iva: Sinònim d'autòcton.
- naturalitzat -ada: Es diu de la planta, que no sent pròpia del país o regió, creix i es propaga com si ho fora.
- nautohidrocòria: Es diu de les llavors que aprofiten l'energia dels corrents d'aigua per a ser dispersades.
- navicular: En forma de barca.
- necrogen -ògena:
- nèctar: Líquid dolç que secreten els nectaris de les plantes i que atreu els insectes i els ocells que se'n nodreixen, responsables de llur pol·linització.
- nectari: Òrgan glandular que secreta nèctar, generalment situat dins la flor.
- nectarífer -a: Proveït de nèctar o que en secreta.
- nectarostegi: Peça que protegeix el nectari.
- nectarostigma: Senyals que indiquen on és el nèctar als pol·linitzadors i que consisteix generalment en taques acolorides situades a la corol·la de les flors.
- nectaroteca: Cavitat situada al costat d'un nectari i que acumula nèctar.
- nemoral: Relatiu o pertanyen als boscos.
- nematocecidi: Cecidis on l'agent causal és un nematode.
- neòfit -a: Es diu d'una planta que està naturalitzada en un territori en temps recents.
- neotip: Aquell individu molt proper a la descripció de l'holotip original i que el reemplaça quan aquest no hi és.
- neotropical: 1. Es diu de la planta que viu a les terres càlides i temperades d'Amèrica Central i del Sud. 2. Que pertany al regne florístic neotropical.
- nervació: Sinònim de nervadura.
- nervadura: Conjunt i disposició dels nervis, especialment dels nervis de les fulles.
- nervi: Qualsevol dels feixos vasculars que hi ha en el limbe de les fulles i altres òrgans de naturalesa foliar, sovint ben visibles a manera de ressalts filiformes de disposició característica.
- nèuston: Conjunt d'organismes microscòpics que componen el plèuston.
- neutre -a: Que no és ni àcid ni bàsic.
- nigrescent: Que s'ennegreix.
- nitròfil -a: Es diu de les plantes i de les comunitats vegetals que requereixen sòls rics en nitrogen com els ambients ruderals.
- nival: Organisme viu que es fa per damunt de l'estatge alpí, a la zona de les neus permanents.
- nòdul radicular: En les arrels d'algunes plantes, principalment les lleguminoses, engruiximent produït per la simbiosi de la planta amb bacteris o cianofícies fixadors de nitrogen, que hi viuen en massa.
- nom científic: Nom llatí d'un tàxon establert segons les normes de la nomenclatura biològica.
- nom utilitzable: Nom llatí d'un tàxon que pot ésser emprat en nomenclatura biològica perquè respon a les regles establertes.
- nom vàlid: Nom utilitzable que s'ajusta millor als criteris taxonòmics.
- nom vulgar: Nom popular que hom dona a un gènere o a una espècie amb la llengua del lloc on es troba.
- nomenclatura: Conjunt de regles, de principis i de normes que són d'obligat compliment per tal de designar correctament els diferents tàxons.
- nomenclatura binomial: Mètode creat per Linné per a designar els gèneres i les espècies, que consisteix en la combinació de dos mots, el gènere i l'epítet de l'espècie.
- nomofil·le: Fulla normal, situada en la successió foliar entre els catafil·les i els hipsofil·les.
- nou: 1. Fruit del noguer. 2. Nom donat al fruit d'altres vegetals, núcula que té una certa analogia amb la nou.
- nu -a: 1. Sense fulles. 2. Es diu també de la flor que no té cap mena de periant.
- nucel·la: Part interna del primordi seminal formada per teixits diploide de l'esporòfit.
- nucífer -a: Que duu nous o en fa.
- nuciforme: Semblant a una nou o a una núcula.
- nucli polar: Cadascun dels nuclis centrals del sac embrional característic de les angiospermes.
- núcula: Fruit sec, indehiscent, amb una sola llavor (monosperm) i de coberta o pericarpi llenyós.
- nuculani: Fruit drupaci pluricarpel·lar.
- nudicaule: Que té la tija nua.
- nus: 1. Qualsevol dels indrets de la tija, idealment en forma de disc transversal i sovint engruixits, d'on neixen les fulles, les branques, etc. 2. Protuberància en el cos d'una planta. 3. defecte de la fusta, corresponent a la base d'una branca morta inserida en el tronc.
- nutació: Canvi espontani i rítmic de la posició d'un òrgan vegetal, causat per la creixença desigual alternant dels seus dos costats.
- nutant: Penjant, que està inclinat cap a un costat.

## O
| Índex: A B C D E F G H I J K L M N O P Q R S T U V W X Y Z — Especials Inici — vegeu també — enllaços externs |

- ob-: Forma prefixada que vol dir 'a l'inrevés' o 'en direcció oposada'.
- obcònic -a: De forma cònica, però inserit o subjectat per l'àpex.
- obcordat -ada: En forma de cor invertit.
- obcordiforme: En forma de cor, però amb la part ampla a l'àpex.
- obdiplostèmon -a: Dit de la flor diplostèmona quan els estams del verticil extern són epipètals.
- obertura: Porus germinatiu de l'exina dels grans de pol·len.
- oblanceolat -ada: En forma de ferro de llança invertit.
- oblat -ada: Es diu d'un esferoide aplatat en la direcció de l'eix polar de tal manera que aparenta la forma d'un el·lipsoide aplatat.
- oblic -iqua: Asimètric, amb els costats desiguals.
- oblong -a: Més llarg en una direcció que en l'altra. de forma allargada.
- obovat -ada: De forma ovada invertida, amb la part ampla a l'àpex.
- obpiramidal: En forma de piràmide invertida.
- obtús -usa: Es diu de les fulles o altres òrgans laminars els marges dels quals són arrodonits a l'àpex. No agut, no acabat en punxa.
- òcrea: Beina membranosa que ordinàriament, a la base de la fulla d'algunes plantes, envolta la tija.
- ocroleuc -a: D'un color groc pàl·lid o groc blanquinós.
- ocrosporat -ada: Dit dels bolets d'esporada d'un color entre ocre i bru groguenc.
- octandre -a: Es diu de les flors amb vuit estams.
- octogin -ògina: Amb vuit pistils.
- oïdi: 1. Conidi, especialment en les erisifàcies. 2. Nom donat a altres malalties fúngiques de les plantes de conreu produïdes per erisifàcies. 3. Malaltia de la vinya causada per l'erisifàcia Uncinula necator, coneguda també en la forma conídica amb el nom d'Oidium tuckeri.
- oleaginós -osa: Carnós i oliós.
- oleífer -a: Que produeix oli.
- oli essencial: Substància oliosa d'origen vegetal, lipòfila i generalment volàtils raó per la qual és intensament olorosa.
- oligo-: Forma prefixada que vol dir 'poc' o 'escàs'.
- oligocarbòfil -a: Dit del vegetal heteròtrof que, per a satisfer les seves necessitats biològiques, només necessita disposar de menudes quantitats de productes orgànics de carboni del substrat en què creix.
- oligocèfal -a: Que porta pocs capítols.
- oligofil·le -a: Amb poques fulles o fil·lomes.
- oligosperm -a: Que té poques llavors.
- oligotròfic -a: 1. Es diu dels medis ecològics (aigua, sòls, etc.) pobres en substàncies nutritives. 2. S'aplica també a les plantes i a les comunitats que viuen en aquest medi.
- ombrívol: Quelcom que està situat on el sol toca poc o no toca gens durant el dia.
- ombròfil -a: Dit de les plantes que necessiten molta pluja, com les de les regions tropicals humides.
- ombròfit -a: Dit de la planta que realitza tot el seu cicle vital en un temps molt curt, aprofitant la humitat que segueix les ocasionals pluges dels deserts.
- ombrohidrocòria: Es diu de les llavors que aprofiten l'energia de les gotes d'aigua de la pluja per a ser dispersades.
- omeda: Comunitat vegetal on predomina l'om.
- ondulat -ada: Que té forma d'ona.
- ooblast: Primordi del rudiment seminal.
- oocinet: Zigot dels esporozous telosporidis del gènere Plasmodium, que migra a través de la mucosa intestinal dels mosquits del gènere Anopheles, es fixa a la submucosa i forma l'oocist.
- oocist: Oòspora de membrana gruixuda que triga a germinar.
- oogàmia: Tipus anisògam de fecundació en què un gàmeta gros i immòbil (ovocèl·lula o oosfera) és fecundat per un gàmeta petit i ciliat (anterozoide o espermatozoide), per a donar finalment lloc a un zigot.
- oogoni: Cèl·lula sexual femenina que representa el primer estadi evolutiu dels gonòcits de l'ovari, que donaran finalment lloc, per meiosi, als oòcits.
- oomicosi: Micosis produïdes per fongs de la classe oomicets
- oomicot: Divisió de pseudofongs, que comprèn els oomicets i classes afins.
- oosfera: En certs grups vegetals, òvul o gàmeta femení immòbil.
- oòspora: Oosfera fecundada.
- opercle: Aparell o element que, a manera de tapadora, serveix per a tancar certes obertures, o que està destinat a desprendre's d'un òrgan en l'acte d'obertura, com la part apical de certes càpsules o esporangis.
- oposat -ada: Es diu de les fulles (i altres òrgans) inserides en posició enfrontada, dues a cada nus.
- opositi-: Forma prefixada del mot llatí oppositus, que significa 'oposat'.
- opositifoli -òlia: De fulles oposades.
- orbicular: De contorn circular.
- ordre: Grup de classificació taxonòmica dels éssers vius situat entre la classe i la família, i format per la reunió de famílies afins.
- orelleta: Aurícula.
- organogènia: 1. Organogènesi. 2. Procés de formació i desenvolupament dels òrgans de les plantes.
- organografia: Branca de la zoologia i de la botànica que té per objecte la descripció dels òrgans dels animals i de les plantes.
- ornitocòria: Tipus de disseminació en què les diàspores (llavors o fruits) són transportades pels ocells.
- ornitòfil -a: Es diu de la planta i del tipus de pol·linització en què el pol·len és transportat pels ocells.
- ornitofília: Tipus de pol·linització per mitjà dels ocells.
- ornitogam -a: Planta que presenta ornitogàmia.
- ornitogàmia: Pol·linització mitjançant ocells.
- oròfil -a: Que es troba preferentment a les muntanyes.
- oròfit -a: Planta que es fa o és pròpia de les muntanyes.
- ortigosa: Comunitat vegetal ruderal en la qual preponderen les ortigues.
- ortòstic: En fil·lotaxi, línia recta imaginària que uneix els punts d'inserció de les fulles superposades.
- ortòtrop -a: Sinònim d'àtrop.
- ortotropisme: Tropisme en què la planta o l'òrgan s'orienten segons la direcció de l'estímul.
- osmòfor: Zona superior de l'espàdix de les aràcies, sense flors, en la qual es produeix l'olor que atreu els insectes pol·linitzadors.
- osteocol·la: Incrustació cel·lular de carbonat de calci en els troncs de les plantes, que es creia especialment bo per a ésser emprat en els embenats inamovibles per a unir ossos fracturats.
- ostíol: Petit orifici, boca d'un estoma, d'un conceptacle.
- ou: Cèl·lula que resulta de la fecundació d'un gàmeta femení per un de masculí, totipotent per a desenvolupar un nou organisme que reprodueix els caràcters genètics dels seus progenitors.
- oval: Figura plana, oblonga i curvilínia, que té la forma de la secció longitudinal d'un ou.
- ovalat -ada: En forma d'el·lipse una mica excèntrica.
- ovari: Part basal i generalment més grossa del pistil que conté els primordis seminals.
- ovat -ada: 1.Oblong i curvilini, especialment més ample d'un cap que de l'altre. Oval. 2. De contorn en forma d'ou.
- ovocèl·lula: Gàmeta femení que no posseeix capacitat de locomoció.
- ovogemma: Massa cel·lular que prové de la segmentació de l'ooblast.
- ovoide: Que sembla un ou per la seua forma.
- òvul: Gàmeta femení elaborat per l'ovari que, després d'haver estat fecundat, és capaç de desenvolupar un nou organisme.

## P
| Índex: A B C D E F G H I J K L M N O P Q R S T U V W X Y Z — Especials Inici — vegeu també — enllaços externs |

- paisatge vegetal: Aspecte d'un paratge natural des del punt de vista de l'estructura de la vegetació en una determinada unitat geogràfica.
- paladar: Protuberància del llavi inferior de la corol·la personada que tanca la gorja del llavi superior.
- pàlea: Apèndix escamiforme o membranós com la glumel·la superior, en les gramínies, o, en algunes compostes, amb les esquames presents en el receptacle.
- paleàrtic -a: 1. Es diu de la regió que pertany al nord d'Àfrica, la part septentrional d'Àsia i tot Europa. 2. Relatiu a la Regió paleàrtica.
- paleobotànica: Ciència que es dedica a l'estudi dels vegetals fòssils.
- paleotropical: 1. Es diu de la planta que viu a les terres calentes d'Àfrica, de l'Àsia meridional i de part d'Oceania. 2. Que pertany al regne florístic paleotropical.
- palinologia: Estudi del pol·len i de les espores actuals i fòssils.
- palissada: Veure parènquima.
- palleta: Bràctea o esquama que acompanya a certes flors.
- palma: S'anomena així a la fulla de la palmera. Són fulles molt grosses, pinnatisectes o palmatisectes, i amb un pecíol o raquis robust.(vegeu en el seu context)
- palmat -ada: Que té una forma o una disposició semblant a la d'una mà amb els dits estesos.
- palmaticompost -a: Es diu de la fulla composta els folíols de la qual arrenquen tots de l'àpex del pecíol.
- palmatífid -a: Es diu de la fulla o d'un altre òrgan laminar de nervadura palmada dividit com a màxim fins a la meitat en porcions o lòbuls.
- palmatilobat -ada: Palmatífid, però de lòbuls més o menys arrodonits.
- palmatilobulat -ada: Es diu de l'òrgan foliaci palmatinervi dividit en lòbuls poc profunds.
- palmatinervi -èrvia: De nervadura palmada.
- palmatipartit -ida: Es diu de la fulla o d'un altre òrgan laminar palmat amb divisions que van més enllà de la meitat del limbe però que no atenyen el pecíol.
- palmatisecte -a: Es diu de la fulla o d'un altre òrgan laminar palmat amb divisions que arriben a tocar de la inserció del limbe amb elpecíol.
- palmel·loide: Dit de la colònia d'algues verdes unicel·lulars els components de la qual es multipliquen vegetativament dins una massa mucilaginosa.
- palminervi -èrvia: Sinònim de palmatinervi -èrvia.
- pampa: Es diu d'una praderia natural que cobreix grans extensions a l'Amèrica del Sud.
- panduriforme: De forma semblant a la caixa d'un violí o d'una guitarra.
- panícula: Inflorescència composta de tipus racemós, formada per un eix amb branques que són ramificades de nou en raïms.
- panolla: Sinònim de panotxa.
- pantropical: Es diu de les plantes que són alhora paleotropicals i neotropicals, és a dir, que es troben als països intertropicals de l'Antic i Nou Món.
- papilionaci -àcia: 1. Semblant a una papallona. 2. Es diu de la corol·la (i per extensió de la flor) dialipètala que consta d'un pètal superior gros (estàndard), dos pètals laterals (ales) i dos d'inferiors més o menys concrescents o connivents (carena).
- papilionat -ada: Sinònim de papilionaci.
- papil·la: Cèl·lula epidèrmica que forma una protuberància petita.
- papil·lós: Amb papil·les o cèl·lules epidèrmiques en forma de protuberàncies.
- papiraci: Amb consistència semblant a la del paper.
- papus: En certs fruits procedents d'un ovari ínfer, apèndix consistent en un conjunt de pèls simples o plomosos, de setes o d'esquames, o en una corona membranosa, provinent del calze.
- paracàrpic -a: 1. Es diu del gineceu constituït per diversos carpels soldats en els quals les cloendes no són ben bé completes. 2. Es diu dels fruits amb elscarpels soldats solament pel marge i no per tota la superfície.
- paracític -a: Es diu de l'estoma format per cèl·lules oclusives cadascuna de les quals és acompanyada per una o més cèl·lules subsidiàries.
- paracorol·la: Conjunt d'apèndixs laminars dels pètals, que, en algunes flors, forma una falsa corol·la, de vegades en forma de corona tubulosa, dins la corol·la pròpiament dita.
- paràfisi: Tricoma, cèl·lula o filament estèril, que creix entre les cèl·lules o els òrgans fèrtils, formadors d'espores o de gàmetes.
- paral·lelinervi -èrvia: Es diu de la fulla que té els nervis paral·lels o gairebé paral·lels entre ells.
- paramil: Polisacàrid de reserva dels euglenòfits i d'alguns crisòfits.
- parasexualitat: Procés que porta a la recombinació gènica sense seguir una via sexual i que es refereix aorganismes diploides i a organismes haploides.
- paràsit: Es diu del vegetal heterotròfic que es nodreix a expenses d'altres organismes vius.
- parasitisme: Condició o qualitat de paràsit.
- parènquima: Teixit vegetal fonamental format per cèl·lules vives, polièdriques, grosses i no lignificades, de funcions diverses: assimiladora, emmagatzemadora, etc.
- parènquima en palissada: teixit constituït per cèl·lules parenquimàtiques llargues i primes juntes i amb molts cloroplasts, generalment ben desenvolupat sota l'epidermis de l'anvers de les fulles.
- parènquima esponjós: teixit format per cèl·lules parenquimàtiques separades per grans espais intercel·lulars.
- parènquima llacunar: Sinònim de parènquima esponjós
- parenquimàtic: Constituït per parènquima.
- paripinnat -ada: Es diu de la fulla pinnaticomposta que termina en dos folíols, que té els folíols en nombre parell.
- partenocàrpia: Formació del fruit sense que hi hagi fecundació prèvia.
- partenogènesi: Formació d'un nou individu a partir d'un únic gàmeta femení no fecundat.
- partit -ida: Es diu de la fulla (o d'altres òrgans laminars) amb divisions que ultrapassen la meitat de la distància entre el contorn del limbe i el nervi medial (o, com en el cas de les fulles palmades, el punt d'inserció amb el pecíol) sense atènyer, però, aquell nervi (o aquell punt d'inserció).
- pastura: Prat on pot alimentar-se el ramat.
- patent: Es diu de l'òrgan (fulla, branca, etc.) que forma un angle molt obert amb l'eix que el suporta.
- pauciflor -a: Amb poques flors.
- pecíol: Cua de la fulla, que uneix el limbe a la base foliar o a la tija.
- peciolat -ada: Es diu de la fulla proveïda de pecíol.
- peciòlul: Pecíol d'un folíol en una fulla composta.
- peciolulat -ada: Proveït de peciòlul.
- pectinat -ada: Amb divisions que recorden les pues d'una pinta.
- pècton: Comunitat compacta d'organismes aquàtics adherits a les pedres submergides.
- pedat -ada: Es diu de la fulla profundament dividida en què de l'àpex del pecíol arrenquen un nervi medial i dos de laterals successivament ramificats per la banda de fora.
- pedatinervi: Es diu de la nervació quan els dos nervis inferiors es ramifiquen de manera cimosa.
- pedatisecte: Es diu de la fulla pedada (o d'altres òrgans laminars) en què les divisions atenyen gairebé la base del limbe.
- pedicel: Qualsevol de les últimes divisions d'un peduncle ramificat.
- pedicel·lat -ada: Es diu de la flor proveïda de pedicel.
- peduncle: Cua o suport d'una flor, d'un fruit o d'una inflorescència ben delimitada.
- pèl: Tricoma.
- pèl absorbent: Prolongació filiforme del rizoderma en la zona pilífera de l'arrel.
- pelàgic: Que habita a la mar o als llacs, més enllà de la zona nerítica, en contrast amb el litoral i el fons.
- peltat -ada: Es diu de la fulla que té el pecíol inserit al centre del limbe.
- pèndol: Que penja.
- pennal: Alga de l'ordre de les pennals.
- pennat -ada: Sinònim de pinnat -ada.
- penninervi -èrvia: Pinnatinervi.
- pentàmer -a: Que consta de cinc parts.
- pentandre -a: Es diu de les flors amb set estams.
- pepònide: Tipus de fruit sincàrpic, carnós, indehiscent, amb moltes llavors i procedent d'un ovari ínfer, unilocular i amb tres o cinc carpels; típic de les cucurbitàcies.
- perennant: Es diu de la planta anual que pot esdevenir, en certes circumstàncies, perenne.
- perenne: 1. Es diu de la planta que viu tres o més anys. 2. Sinònim de vivaç.
- perennifoli -òlia: Que té les fulles perennes.
- perfoliat -ada: Es diu de la fulla sèssil que rodeja per complet la tija de manera que sembla perforada per aquesta.
- periant: Conjunt de peces estèrils que sovint envolta els elements fèrtils de la flor i consta de calze i corol·la.
- pericarpi: Part del fruit que envolta la llavor, que pot ésser membranosa, carnosa, dura.
- pericicle: Capa parenquimatosa del cilindre central d'una planta, contigua a l'escorça.
- periderma: Conjunt de teixits originats pel fel·logen.
- peridi: Coberta exterior del cos fructífer de diferents fongs del grup dels gasteromicets.
- peridinina: Tipus de xantofil·la present en les dinofícies.
- peridíol: Petita bossa o càmera glebal dels Nidulariales; conté les basidiòspores, però actua totalment com a unitat de propagació.
- perífisi:
- perifloemàtic -a: Es diu del feix concèntric en què el floema es troba envoltant el xilema.
- perigin -ígina: Es diu dels pètals i estams que semblen sortir al voltant de l'ovari, en les flors en què el receptacle ha pres la forma de copa.
- perigoni: Periant de les flors homoclamídies.
- període vegetatiu: Època durant la qual una planta té una vida activa enfront l'època de repòs.
- periplasma:
- periplast:
- periqueci:
- perisperma: En algunes llavors, teixit de reserva derivat de la nucel·la.
- peristoma:
- periteci: Cos fructífer de certs fongs ascomicets i d'alguns líquens de forma esfèrica o en forma d'ampolla i sempre amb un porus apical.
- perixilemàtic -a: Es diu del feix concèntric en el qual el xilema encercla el floema.
- persistent: Es diu d'aquella part de la planta que roman més temps que el normal en òrgans anàlegs un cop ja ha acomplert la seva funció.
- personat -ada: Es diu de la corol·la bilabiada closa per una protuberància del llavi inferior denominada paladar.
- pèrula: Conjunt de catafil·les que constitueixen l'embolcall de les gemmes en estat de vida latent.
- pètal: Peça que forma la corol·la de la flor.
- petaloide: Que té l'aparença o la textura d'un pètal.
- peu: 1. tronc, base d'una planta 2. La planta mateixa, individu d'una espècie vegetal. 3. Part del bolet que sosté el pili. 3. Part basal de l'esporòfit dels briòfits que entra en els teixits del gametòfit i n'absorbeixaliment, fent les funcions d'un haustori.
- picnidi: Conceptacle esporífer, generalment petit, d'alguns fongs i líquens i on s'originen els conidis o els picnoconidis.
- picnidiòspora:
- picnòspora:
- pigment: Substància que dona color a un òrgan vegetal.
- píleu: Barret dels bolets.
- pili: Sinònim de píleu o barret (botànica).
- pilífer -a: 1. Amb pèls. 2. Que termina en una estructura allargada i fina, com un pèl.
- pilorriza: Caliptra.
- pilós -a: Relatiu o pertanyent als pèls.
- pilositat: Vestimenta de pèls d'una planta o d'un òrgan vegetal.
- pinna: Part del limbe de les fulles de les falgueres pinnades, resultat de la divisió de primer grau.
- pinnat -ada: Compost de parts disposades als dos costats d'un eix com les barbes d'una ploma. Nervadura pinnada nervadura en què els nervis secundaris surten lateralment d'un nervi medial o principal.
- pinnaticompost -a: Es diu de la fulla composta els folíols de la qual són disposats als dos costats del raquis.
- pinnatífid -a: Es diu de la fulla o d'un altre òrgan laminar pinnatinervi amb divisions que no ultrapassen la meitat de la distància entre el marge i el nervi medial.
- pinnatilobat -ada. Pinnatífid però amb divisions o lòbuls més o menys arrodonits.
- pinnatilobulat -ada: Es diu de l'òrgan foliaci pinnatinervi dividit en lòbuls poc profunds.
- pinnatinervi -èrvia: Es diu de la fulla o d'un altre òrgan laminar amb un sol nervi principal, del qual arrenquen lateralment nervis secundaris.
- pinnatipartit -ida: Es diu de la fulla o d'un altre òrgan laminar pinnatinervi amb divisions que arriben més enllà de la meitat de la distància entre el marge i el nervi medial, però sense atènyer-lo.
- pinnatisecte -a: Es diu de la fulla o d'un altre òrgan laminar pinnatinervi amb divisions que arriben fins al nervi medial.
- pínnula: Divisió de segon o tercer grau del limbe d'una fulla de falguera.
- pinyol: Part interna, llenyosa, d'un fruit carnós, que sol correspondre a l'endocarpi.
- piriforme: Que té forma de pera.
- piròfil -a: Es diu de l'organisme resistent al foc i que resulta afavorit ressorgint després dels incendis.
- piròfit: Planta piròfila.
- pistil: òrgan floral que enclou dintre seu els primordis seminals, que consta d'ovari, d'estil i d'estigma, que en els gineceus apocàrpics correspon a cadascun dels carpels i en els sincàrpics, al conjunt de carpels soldats. 2. Gineceu.
- pistil·lar:
- pitiriasi versicolor: Malaltia de la pell causada pel fong Malassezia furfur, una micosi que produeix infecció, descamació, picor, taques i despigmentació.
- pixidi: Fruit capsular que s'obre segons una fissura transversal circular que en separa l'opercle.
- placa cribrosa: Part de la paret dels tubs cribrosos on s'agrupen diversos porus.
- placa de perforació: part de la paret cel·lular perforada d'un element traqueari, concretament d'un element dels vasos (o tràquea), mai de les traqueides. No s'ha de confondre amb les puntejadures.
- placenta: 1. Part de l'ovari d'una planta on es desenvolupen els primordis seminals. 2 En els pteridòfits, protuberància de teixit foliar on es formen els sorus.
- placentació: Disposició de les placentes i, per tant, dels primordis seminals, en l'ovari i en els carpels.
- plàncton: Grup d'organismes microscòpics que viuen en suspensió en l'aigua.
- planctònic -a: Relatiu al plàncton.
- plananemocòria: Disseminació de les diàspores per mitjà del vent, facilitada per expansions membranoses; que els permet planejar grans distàncies.
- planifoli -òlia: Es diu dels arbres que tenen la fulla plana i ampla, per contraposició a la fulla acicular.
- planocaducifoli -òlia:
- planòspora: Sinònim de zoòspora.
- planta: Organisme que pertany al regne Plantae, eucariotes pluricel·lulars fotoautòtrofs.
- plàntula: 1. Embrió d'una planta en el començament del seu desenvolupament a conseqüència de la germinació de la llavor. 2. Planta molt jove.
- plasmalemma: Membrana cel·lular de totes les cèl·lules, animals i vegetals.
- plasmodesma: Estrucutura vesicular citoplasmàtica que travessa la paret cel·lular i comunica els protoplasmes de dues cèl·lules adjacents.
- plasmodi: Massa citoplasmàtica amb diversos nuclis, que forma el cos vegetatiu dels mixomicets.
- plasmodial: 1. Relatiu al plasmodi. 2. Amb la mateixa estructura que el plasmodi.
- plasmogàmia: Durant la singàmia, procés de fusió del citoplasma amb de dues cèl·lules.
- plast: Sinònim de plastidi.
- plastidi: Orgànul característic dels vegetals que conté els pigments fotosintètics.
- plastidial:
- plectènquima: Fals teixit format per hifes o filaments de cèl·lules entrellaçats o units per una massagelatinosa.
- plectenquimàtic -a: Relatiu al plectènquima.
- pleiocèfal -a: Que fa diversos capítols.
- pleocasi: Es diu de la inflorescència cimosa en què per sota de l'eix principal, acabat en flor, es formen tres o més branques floríferes laterals.
- pleura:
- pleurocàrpic -a:
- plèuston: Comunitat de plantes i animals que tenen com a hàbitat la superfície de les aigües tant marítimes com continentals. N'és un exemple la llentia d'aigua.
- plòcon:
- plomall: Papus format de pèls.
- plomós -osa: Es diu dels pèls i d'altres òrgans filiformes que tenen ramificacions semblants a les barbes d'una ploma.
- plúmula: Gemma apical de l'embrió.
- pluriaxial:
- pluricarpel·lar: Que consta de més d'un carpel.
- pluricaule: Amb diverses tiges.
- pluriennal: Sinònim de perenne (2a accepció).
- pluripartició simultània: Multiplicació vegetativa en la qual una cèl·lula divideix diverses vegades el nucli i després tenen lloc tots elsseptes simultàniament.
- pluviïsilva: Tipus de bosc constituït per grans arbres disposats en múltiples estrats i on tenen molta importància les lianes i els epífits (anomenat també selva pluvial, selva plujosa equatorial o selva plujosa intertropical).
- pneumatòfor: Arrel amb geotropisme negatiu i amb un aerènquima molt desenvolupat, capaç de respirar i pròpia de plantes de sòls inundats d'aigua.
- podeci:
- poiquilohidre -a: Es diu de l'organisme la hidratació del qual depèn de la humitat ambiental.
- poiquilohídria:
- poli-: Forma prefixada que significa 'molts'.
- políada: Conjunt de més de quatre grans de pol·len que procedeixen d'una única cèl·lula mare.
- poliadelf -a: Que té els estams reunits en diversos fascicles.
- poliandre -a: Es diu de la flor que té vint estams o més.
- poliàndria: Presència de vint estams o més en una flor.
- poliaqueni: Fruit constituït en conjunt per nombrosos aquenis, com el de les clemàtides o ranuncles.
- policàrpic -a: 1. Es diu de la planta perenne que floreix i fructifica més d'una vegada. 2. Es diu de la planta, la flor, etc., que té nombrosos carpels.
- policèfal -a: Que duu nombrosos capítols.
- policor -a:
- policòria:
- polidrupa: Fruit apocàrpic (o sincàrpic) en què cada carpel es converteix en una drupa més o menys concrescent.
- polifilètic -a: Es diu del tàxon que inclou organismes de diferent origen filogenètic.
- polifol·licle: Fruit format per més d'un fol·licle originat per un gineceu apocàrpic.
- polígam -a: Es diu de la planta que té flors hermafrodites i unisexuals.
- polimorf -a: Que es presenta sota formes o aspectes diferents.
- polimorfisme: Qualitat dels organismes que poden tenir diverses formes.
- poliploide: Es diu de l'organisme amb poliploïdia.
- poliploïdia: Fenomen en què un organisme té tres o més dotacions completes de cromosomes.
- polisperm -a: Que té moltes llavors.
- polistèmon -a: Es diu de les flors que tenen un nombre d'estams superior al doble de peces del periant.
- pol·len: En els espermatòfits, polsim format en els microsporangis dels estams i constituït per cèl·lules germinals masculines, els grans de pol·len.
- pol·linari: Conjunt format pel pol·lini, per la caudícula i pel retinacle, típic de les flors de les orquidàcies.
- pol·lini: Massa de pol·len cerosa i compacta, formada per tot el contingut d'una teca o fins i tot d'una antera.
- pol·línic -a:
- pol·linització: Transport del pol·len des de l'estam fins a l'estigma (o al micròpil, en el cas de les gimnospermes).
- pom: Fruit carnós, complex, en la formació del qual intervenen els carpels i el receptacle, com la poma o la pera.
- poncella: 1. Es diu de la flors abans de l'antesi i, des del punt de vista organogràfic, correspon al botó floral.
- pòntic -a:
- poral: Relatiu als porus.
- porat -ada: Es diu del gra de pol·len amb porus.
- poricida: Es diu de la dehiscència que s'acompleix per porus apicals.
- port: Sinònim d'hàbit.
- porus: 1. Petit orifici, gairebé imperceptible, esp. en una membrana vegetal. 2. Porus aerífer porus delimitat per algunes cèl·lulesexistents al sostre de les cambres aeríferes de les hepàtiques, visible amb una lupa. 3. Porus areolat perforació amb opercle mòbil a la paret de les cèl·lules del ligne.
- prada: Prat, concretatment el que és humit i dens.
- pradell: Prat petit.
- praderia: 1. Extensió habitada per plantes herbàcies vivaces. 2. Formació vegetal de les zones temperades d'Amèrica del Nord, constituïda per plantes herbàcies, habitualment sense arbres i que es pot comparar amb l'estepa eurosiberiana.
- prat: Terreny cobert de plantes herbàcies, principalment graminoides.
- pratense: Es diu de les plantes que creixen als prats.
- praticultura: Dins de l'agricultura, part dedicada al conreu, l'estudi i la millora de pastures i prats.
- predador -a:
- prefloració: Disposició relativa de les peces del periant dins la gemma floral.
- prefoliació: posició de les fulles dins la gemma considerant cada fulla individualment.
- primordi seminal: Òrgan que, després de la fecundació, es transforma en la llavor.
- procariota: Es diu de l'organisme que no té el nucli diferenciat, de manera que el material genètic no és separat de la resta del citoplasma per cap membrana biològica.
- procariòtic-a: Relatiu als procariotes
- proclorobacteri: Sinònim de procloròfit.
- procloròfit: Organisme procariota simbiòtic o planctònic amb clorofil·les a i b.
- procumbent: Es diu de les tiges ajagudes a terra, però no arrelades.
- prolat -a: Es diu de l'espora o del gra de pol·len que són allargats en el sentit de l'eix polar.
- promiceli:
- propagació: Multiplicació que té lloc per a reproduir-se.
- propàgul: Element format per una o més cèl·lules especialitzades, que serveix per a la dispersió vegetativa d'alguns grups de plantes, com les hepàtiques, lesmolses, etc.
- prostat -ada: 1. Recolzat o més o menys ajagut a terra. 2. S'utilitzat sovint com a sinònim de procumbent.
- prota·lus: Gametòfit dels pteridòfits, poc diferenciat i que té forma de làmina verda.
- protandre-a: Sinònim de proterandre-a.
- proterandre-a: Es diu de la planta o flor en què els estams maduren abans que els pistils.
- proterogin-ògina: Es diu de la planta o flor en què els pistils maduren abans que els estams.
- protoctist:
- protòfit: Organisme vegetal molt simple, unicel·lular o pluricel·lular, però en cas de ser pluricel·lular amb les cèl·lules totes equivalents, sense diferenciació funcional, sense especialització ni cooperació entre si.
- protofític-a:
- protogin-ògina: Sinònim de proterogin-ògina.
- protonema:
- protopectina: Grup de sals de l'àcid pèctic, que s'ajunten formant molècules grans insolubles en aigua i que es localitzen en lescèl·lules vegetals, concretament en la làmina mediana de les parets cel·lulars d'aquestes (és precursora de la pectina).
- protoplasma: Contingut plasmàtic d'una cèl·lula de naturalesa proteica o lipídica, sense orgànuls.
- protoplast: Cèl·lula vegetal sense la paret.
- protostela: Estela en la qual el teixit vascular forma un cilindre massís que té el xilema al centre envoltat pel floema.
- pruïna: Coberta cèria que recobreix la cutícula de certs òrgans vegetals, com les prunes o les fulles de col.
- pruïnós -osa: Cobert de pruïna.
- psammòfil -a: Sinònim d'arenícola.
- pseudant: Inflorescència que sembla una flor, per exemple, els capítols de moltes compostes.
- pseudocarp: Fruit no constituït exclusivament per l'ovari i les llavors madures.
- pseudogàmia: Tipus d'apomixi on la pol·linització és necessària com a punt de partida inicial.
- pseudofong:
- pseudohifa: Cadena de cèl·lules amb forma filamentosa que els llevats originen a partir de gemmes que apareixen i que no se separen.
- pseudoparènquima: Fals teixit plectenquimàtic de cèl·lules arrodonides o polièdriques concrescents.
- pseudoparenquimàtic -a: Relatiu al pseudoparènquima.
- pseudoplasmodi:
- pseudorafe:
- pseudoteixit: Fals teixit.
- pseudovivípar -a: Es diu de les plantes que produeixen en el lloc on hi hauria normalment el fruit, petites gemmes o plàntules que desprenent-se serveixen com a òrgans de multiplicació vegetativa. Aparentment pot semblar que hi ha hagut germinació de la llavor sobre la plantamateixa.
- pteridòfit: Planta d'organització cormofítica i reproducció per espores.
- pubèrul -a: Proveït de pèls molt fins, curts i escassos.
- puberulent -a: Sinònim de pubèrul.
- pubescència: Conjunt de pèls d'un cos pilós.
- pubescent: Cobert de pèls curts, fins i suaus.
- pulverulent -a: Cobert de pols formada per secrecions cèries i pruïna.
- pulviniforme: En forma de coixinet.
- pulvínul: Adaptació en forma de coixí pròpia de diverses mates amb flor i molses acrocarpes.
- puntejadura: Secció d'un element traqueari, concretament de les traqueides, on manca la paret cel·lular secundària (només hi ha la primària).

## Q
| Índex: A B C D E F G H I J K L M N O P Q R S T U V W X Y Z — Especials Inici — vegeu també — enllaços externs |

- quilla: Conjunt dels dos pètals inferiors de la corol·la de la flor papilionàcia.
- quimiotip: Es diu de la mateixa espècie botànica que apareix en altres formes a causa de diferències químiques en funció de distintes condicions de creixement.
- quimiotropisme: Fa referència a aquell tropisme que té com a factor estimulant una substància química. (vegeu en el seu context)
- quincuncial: 1. En fil·lotaxi, dit de les fulles disposades en cinc ortòstics que mantenen un angle de divergència de 144°. 2. Dit de la prefloració imbricada quan hi ha cinc pètals, dos dels quals són interns, dos externs i el cinquè és intern per un costat i extern per l'altre.
- quionòfil -a: Es diu de les comunitats vegetals que habiten als llocs coberts per la neu durant una llarga temporada anual.
- quiropterocor -a:
- quiropterocòria:
- quiropteròfil -a: Dit de la planta pol·linitzada per quiròpters.
- quiropterofília: Tipus de pol·linització en què el transport del pol·len és fet per ratapinyades
- quitina: Polímer de la n-acetilglucosamina, principal component de la paret cel·lular de certes algues, líquens i fongs, i de l'exoesquelet delsinsectes i crustacis.

## R
| Índex: A B C D E F G H I J K L M N O P Q R S T U V W X Y Z — Especials Inici — vegeu també — enllaços externs |

- rabassa: Part de la soca d'un arbre coberta per la terra i de la qual arrenquen les arrels.
- raça: Qualsevol unitat de classificació taxonòmica dels vegetals inferior a l'espècie.
- racemiforme: Que té forma de raïm.
- racemós -osa: Es diu de les inflorescències l'eix de les quals creix indefinidament.
- radi: Cadascun dels pedicels d'una umbel·la.
- radi medul·lar: Teixit caulinar constituït per cèl·lules parenquimàtiques que es troba entre el xilema disposat en forma de banda radial que arriba fins al còrtex.
- radial: Es diu d'una disposició anàloga a la dels radis d'una roda; que es desenvolupa uniformement al voltant d'un eix central.
- radiant: Disposat com els radis d'una circumferència.
- radiat -ada: Actinomorf.
- radical: Relatiu a l'arrel.
- radicant: Que produeix o pot produir arrels.
- radicel·la: 1. Arrel petita. 2. Última divisió d'una arrel.
- radícula: 1. Radicel·la. 2. Rudiment radical de l'embrió.
- rafe* : 1. Línia, a manera d'una costura, en la unió de dues parts d'un òrgan. 2 Fissura que es forma en la valva delfrústul de moltes diatomees, relacionada amb el moviment de reptació.
- rafidi: Cristall d'oxalat càlcic que, reunit en fascicles, es troba a l'interior dels vacúols de certes cèl·lules vegetals.
- raïm: Conjunt de flors o de fruits i també de coses i àdhuc d'animals agrupats a la manera dels grans de raïm.
- rama: 1. Branca amb fulles. 2. Part del corm d'una planta constituït per la tija i les fulles.
- ramificació: 1. Norma de producció de branques i disposició d'aquestes en un vegetal (un arbre, una alga filamentosa) o en una part vegetal (la nervadura d'una fulla). 2. Qualsevol de les branques o de les divisions de vasos i nervis que neixen d'un tronc comú.
- ramificat-ada: Que té branques.
- ramós: Proveït de branques.
- raquidi:
- raquis: 1. Nervi principal d'una fronda de falguera que perllonga el pecíol dins el limbe. 2. Eix principal d'una inflorescència.
- rastre foliar:
- rebrot: Es diu dels brots de nova formació.
- receptacle: 1. Tàlem floral. 2. Dilatació de l'eix d'una inflorescència compacta (com és ara el capítol de lescompostes), damunt la qual s'insereixen les flors. 3. Dilatació del tal·lus de moltes algues brunes fucals, on estan excavats els conceptacles.
- recurvat -ada:
- reflex-a: Es diu de la fulla, rama, etc., que es dirigeix enfora i avall.
- regió:
- regne: En taxonomia, categoria més àmplia utilitzada en la classificació dels éssers vius.
- regular: Sinònim d'actinomorf.
- rel: sinònim complet d'arrel.
- relíquia: Es diu de les plantes i de les comunitats que poden considerar-se com a restes d'una flora o d'una vegetació precedents en gran part desapareguda.
- reniforme: Que té forma de ronyó.
- repent: Sinònim de serpentejant.
- reple: Fals envà d'origen placentari que apareix en els fruits de tipus síliqua i silícula, i que roman al fruit una vegada que ha tingut lloc la dehiscència.
- reproducció: És el procés pel qual els éssers vius asseguren l'aparició d'elements o d'individus nous, idèntics o semblants als seus progenitors.
- reproducció asexual: Es diu d'aquella reproducció en què no hi ha fusió de gàmetes. Normalment es fa per espores o vegetativament en les plantes.
- reproducció sexual: Tipus de reproducció en què els organismes originen descendents a través de la combinació de material genètic que procedeix de dos individus sexuals diferents o de cèl·lules diferents. En aquest cas existeix la unió dels dos gàmetes.
- reptant: Que repta.
- resina: Substància orgànica, generalment d'origen vegetal, que s'endureix a l'aire i que és soluble en alguns dissolvents orgànics però no en aigua.
- resinífer: Es diu dels canals o glàndules que segreguen resina.
- resinós -a: 1. Que té resina. 2. Es diu de les coníferes en general.
- resupinat: Es diu dels òrgans de posició inversa a la normal.
- reticle: Malla o xarxa.
- reticulat: Amb els elements disposats com els fils d'una xarxa.
- retinacle: 1. En les orquídies, corpuscle viscós localitzat a la base de les caudícules. 2. Estructura que reté un òrgan o un teixit al seu lloc.
- retrors -a: Dirigit cap a la base de l'òrgan on és inserit.
- retús-usa: D'àpex lleugerament emarginat.
- revers: Cara inferior o dorsal d'una fulla o d'un altre òrgan laminar. Oposat a l'anvers.
- revolut-a: Es diu de la fulla que, en la prefoliació, està enrotllada enfora; es diu del marge foliar dels pètals, etc. quan es recorben cap a llur part inferior.
- ripidi: Monocasi les branques del qual neixen alternativament a banda i banda de l'eix i es disposen en un sol pla.
- ritidoma: Conjunt de teixits morts de l'escorça de l'arrel i de la tija, situats per la part exterior del fel·logen.
- rizina:
- rizoderma: Epidermis de l'arrel.
- rizodermis* : Sinònim de rizoderma.
- rizòfor:
- rizoide: 1. Es diu d'aquella part del cos d'un vegetal no cormofític, com ara una alga, un fong o una molsa, que té una funció comparable a una arrel. 2. Semblant a una arrel.
- rizoma: Tija horitzontal subterrània amb aspecte arrel.
- rizomatós -osa: Que té rizoma, que recorda per la seva forma una arrel.
- rizòpode:
- rizopodial:
- rodòfit: Divisió d'algues, generalment marines, amb plastidis de color vermellós o violaci a causa de la presència de ficocianines ificoeritrina i amb un cos vegetatiu d'estructura filamentosa i cicle vital amb carposporòfit.
- rodoplast: Plastidi característic de les algues vermelles que a més de clorofil·la conté ficocianina i ficoeritrina.
- rom-a: Truncat.
- romboïdal: Amb forma de romboide.
- roseta basal* : Conjunt de les fulles aglomerades radialment a la base de la planta o a l'àpex de la tija principal o de lesbranques laterals. (vegeu també en el seu context)
- rostel: Òrgan de la flor de moltes orquídies que correspon a un estigma estèril i que sol formar una prominència bequeruda en el ginostem.
- rosulat-ada: Que té les fulles disposades en roseta.
- rotaci-àcia: Es diu de la corol·la gamopètala i actinomorfa de tub curt i limbe pla.
- roureda: Bosc poblat de roures.
- ruderal: En ecologia, pertanyent als voltants dels habitatges i a altres indrets molt alterats per l'acció humana o dels animals domèstics. Vegeu també hemerofília.
- ruderalitzat-ada: que ha esdevingut una planta ruderal
- rudiment seminal: [Òvul] en els seus primers estadis que s'ha desenvolupat encara imperfectament.
- rugós: Amb la superfície plena d'arrugues.
- runcinat -ada: Es diu de la fulla o un altre òrgan laminar dividit de manera pinnada i amb els lòbuls o segments arquejats cap a la base.
- rupestre: sin. rupícola, planta que es fa a les roques.
- rupícola: Que viu sobre les roques o en petites acumulacions de terra en aquestes.

## S
| Índex: A B C D E F G H I J K L M N O P Q R S T U V W X Y Z — Especials Inici — vegeu també — enllaços externs |

- saba: Líquid compost per aigua i substàncies minerals i orgàniques dissoltes, que circula pels vasos conductors de les plantes .
- sabulícola: Sinònim d'arenícola.
- sabana: Prat amb grans gramínies i pocs arbres, característic de les zones tropicals, amb poques precipitacions i una estació molt seca.
- sac embrional: En les angiospermes, gametòfit femení situat a l'interior de la nucel·la.
- sac esporífer:
- sac esporòfor: Sinònim de sac esporífer.
- sac pol·línic: Recipient que conté els grans de pol·len en l'estam.
- sacciforme: En forma de sac.
- sagitat -ada: Es diu de la fulla o altre òrgan laminar que té forma de sageta.
- sàmara: Fruit aqueniforme proveït d'una prolongació membranosa en forma d'ala, la qual facilita la seva dispersió.
- sapròfit: Es diu de l'organisme que viu i es nodreix d'altres organismes morts o de qualsevol mena de restes orgàniques en descomposició, en què troba els elements necessaris i la font d'energia, és a dir, els enllaços químics.
- saprofític -a:
- sarcotesta: Part externa i carnosa d'algunes llavors.
- sarment: 1. Branca allargada i prima. 2. Tija de la vinya, llarga i prima, que fa fulles i fruits.
- sarmentós -osa: Proveït de branques llargues, primes i flexibles.
- saxàtil: Que es fa a les roques o als llocs pedregosos.
- saxícola: 1. Organisme que habita o creix a les roques. 2. Sinònim de rupícola.
- sec: Es diu dels fruits que, un cop madurs, tenen consistència més o menys seca perquè totes les seves capes estan formades per cèl·lules mortes.
- secció: categoria taxonòmica intermèdia entre el gènere i l'espècie i que sol comprendre un grup d'espècies força afí.
- seccionat -ada: Es diu de la fulla que té divisions que atenyen el nervi medial, en les pinnades; o el pecíol, en les palmades.
- secundari -a: Es diu de la vegetació o de les comunitats vegetals que apareixen en un lloc a conseqüència de les alteracions provocades per l'home o percatàstrofes naturals.
- sedós -osa: Es diu d'una superfície coberta de pèls fins i brillants.
- segetal: Es diu de les plantes que creixen o viuen en els camps de cereals, entre les messes.
- segment: 1. Cadascuna de les parts que hom distingeix en el limbe d'una fulla profundament dividida (pinnatisecta, pinnatipartida, etc.). 2. Cadascuna de les porcions ben delimitades (mericarps) d'un loment.
- selva: Formació forestal densa i diversa, poc alterada.
- sement: Sinònim de llavor.
- semiínfer -a: Es diu de l'ovari soldat només parcialment amb el tàlem (còncau) de la flor.
- semilígula:
- seminal: Relatiu a la llavor.
- seminífer -a:
- semiverticil·lat -ada: Que fa mitjos verticils.
- sèpal: Qualsevol de les peces que componen el calze d'una flor.
- sepaloide: Que té aspecte de sèpal.
- septat -ada: Es diu de l'òrgan amb septes.
- septe: 1. Paret que separa dues cavitats o dues masses de teixit més tou. 2. sinònim d'envà.
- septicida: Tipus de dehiscència d'un fruit, quan aquest es divideix en dos seguint un pla de simetria que correspon a la concrescència de les parets de doscarpels contigus.
- septífrag -a:
- sèric-a: Cobert de pèl molt fi, curt i aplicat a la superfície.
- sèrie: Conjunt de les comunitats vegetals que succeeixen en els temps en un mateix lloc quan la vegetació evoluciona des d'estadis inicials o secundaris vers estadis més madurs (sèrie progressiva) o viceversa (sèrie regressiva).
- serpentejant: De creixement reptant, formant ondulacions. Anar, estendre's, segons una línia sinuosa. llargament reptant.
- serrat -ada: Es diu de les fulles o altres òrgans els marges de les quals presenten dents agudes i molt pròximes, com les d'una serra.
- serrulat -ada: Finament serrat.
- sèssil: Desproveït de peduncle, pecíol o altra mena de suport.
- seta: Pèl llarg i rígid similar a una cerra. 2. Pedicle filamentós que sosté la càpsula esporífera dels esporòfits de les molses ihepàtiques.
- setaci-àcia: Fi i rígid com una seta.
- setós-osa: Proveït de pèls rígids o setes.
- sexual: Es diu de la reproducció en què es produeix aparellament sexual.
- siconi: Infructescència constituïda per un receptacle piriforme o arrodonit, més o menys carnós, amb una obertura apical, a les parets internes del qual són inserits els fruits veritables, com és el cas de la figa.
- sifó: En algologia, cadascuna de les cèl·lules allargades o cenòcits tubulars.
- sifonal: 1. Relatiu al sifó (botànica). 2. Es diu de les algues que tenen el tal·lus format per filaments cenocítics.
- sifonat -ada: amb estructura sifonal.
- sifonocladal:
- sifonostela:
- silicícola* : Es diu de la planta que habita en sòls rics amb sílice i en conseqüència en pH lleugerament àcid. (vegeu en el seucontext)
- silícula: Síliqua que és gairebé tan ampla com llarga.
- síliqua: Fruit capsular allargat, bicarpel·lar i dehiscent en dues valves.
- silvicultura: Ciència que estudia el maneig i el conreu dels boscs.
- simbiont: Organisme que viu en simbiosi.
- simbiosi: Vida en comú de dos organismes que es beneficien un de l'altre.
- simbiòtic -a: 1. Relatiu a la simbiosi. 2. Que viu en simbiosi.
- simetria bilateral: Classe de simetria amb dos plans de simetria.
- simètric -a: Amb simetria.
- simpètal -a: De pètals soldats formant una sola peça.
- simple: No dividit en parts; dit especialment de les fulles i altres òrgans laminars.
- simpodi: Tipus de ramificació en què els successius eixos aturen el creixement i són substituïts per eixos laterals.
- simpòdic -a: Relatiu al simpodi.
- sinapsi: Zona de la paret cel·lular a través de la qual es comuniquen els citoplasmes de dues cèl·lules veïnes (és pròpia de les algues vermelles).
- sincàrpic -a: Que té els carpels concrescents en un sol ovari.
- sincici: Massa protoplasmàtica plurinucleada originada per mitjà de repetides divisions d'una cèl·lula original i de les seves descendents.
- sincit: Sinònim de sincici.
- sinèrgida: Qualsevol de les dues cèl·lules situades, en el sac embrionari, al costat de l'ovocèl·lula.
- sinfisandre: D'estams soldats entre ells.
- singàmia: 1. Unió de dos gàmetes en el procés de formació del zigot. 2. Reproducció sexual.
- singenèsic -a: D'anteres soldades entre elles.
- sinònim -a: Nom científic d'un tàxon que no és correcte segons les normes de nomenclatura botànica.
- sinsèpal -a: Sinònim de gamosèpala.
- sintèpal -a: Sinònim de gamotèpala.
- sintaxon: Es diu de la comunitat d'espècies, generalment plantes. Es distingeixen l'associació i l'aliança com a unitats fonamentals.
- sintaxonomia* : Es diu de l'estudi de la classificació de les comunitats d'espècies, particularment de les plantes, d'acord amb les seves semblances i diferències a través de l'acte de nomenar i assignar comunitats a certs sintàxons.
- sintèpal -a: Sinònim de gamotèpala.
- sintipus: Sèrie d'espècimens utilitzats per descriure a una espècie o una subespècie, sempre que l'autor no inclogui l'holotip.
- sinuat -ada: Que té les vores sinuoses.
- sinuós -osa: Amb lòbuls rodons.
- sinus: Entrant del marge d'una fulla o d'un altre òrgan. Escotadura.
- sismonàstia: es diu del moviment d'un òrgan vegetal en resposta a l'estímul del contacte.
- sistemàtica: Ciència que estudia la classificació dels organismes vegetals.
- soca: 1. Part inferior llenyosa d'un arbre o arbust.
- solc: Fissura o esquerda.
- solcat-ada: Amb solcs més o menys profunds.
- solifluxió: Moviment en massa de la part superficial del sòl quan adquireix consistència pastosa per efecte del glaç i desglaç als vessants molt pendents.
- soma: Cos.
- somatogàmia: Tipus de reproducció sexual típica dels basidiomicets, que consisteix en la fusió de les hifes compatibles, les quals formen un micelidicariòtic.
- sorali:
- soredi: Estructura dels líquens constituïda per una o diverses cèl·lules d'alga, embolicades per hifes de fong i de multiplicació vegetativa.
- sorediat -ada:
- sorosi: Infructescència carnosa derivada de la concrescència de diversos fruits simples entre ells i amb l'eix comú.
- sorus: Qualsevol dels grups d'esporangis que apareixen al revers de les fulles de moltes falgueres, de forma i aspecte característics.
- sotabosc: Vegetació de tipus arbustiu i herbaci que es forma sota l'estrat arbori d'un bosc.
- sub-: Prefix que vol dir 'inferior', 'a sota de'.
- subalpí -ina: Estatge de vegetació caracteritzat pelsboscos de coníferes. Als Pirineus ocupa sobretot altituds compreses entre 1600 i 2300 m.
- subarbust: 1.Planta més o menys llenyosa, baixa, de tronc curt que treu branques prop de terra, com la farigola o el romaní. 2. Sinònim de (mata).
- subcosmopolita: Quasi cosmopolita.
- súber: Teixit secundari, cortical, de funció protectora, que substitueix l'epidermis en el creixement secundari i que és originat externament pel fel·logen.
- suberina: Èster polimèric d'àcids grassos i oxoàcids, característic del suro, que es troba a la paret de moltes de les cèl·lules del súber.
- suberós -osa: 1. Semblant al suro. 2. Que conté súber.
- subespècie: categoria taxonòmica entre l'espècie i la varietat.
- subespontani-ània: Planta no originària d'un territori però establerta en ell i on es reprodueix de forma espontània, com les plantes autòctones d'aquell indret.
- subfamília: categoria taxonòmica intermèdia entre la família i el gènere.
- subglobós-osa: Quasi esfèric.
- subglobulós-osa: Subglobós.
- submediterrani -ània: 1. Es diu de la província que comprèn el territori on es produeix la transició entre la vegetació eurosiberiana i la mediterrània. 2. Es diu de les plantes i de la vegetació, que predominantment són caducifòlies, que troben el millor per a desenvolupar-se en els territoris de trànsit entre la vegetació eurosiberiana i la mediterrània.
- submontà -ana: Subdivisió de l'estatge montà, zona inferior d'aquest.
- subnival: Estatge de vegetació típic de la zona més alta de l'estatge alpí, amb clapes disperses de vegetació o plantes aïllades. Comença en la zona de les neus persistents. Als Pirineus aquest estatge només es dona a partir dels 3.000 m d'altitud, en els cims més alts.
- subsèssil: Gairebé sèssil.
- substrat: Terreny que serveix de suport d'una planta.
- subulat -ada: Estretit cap a l'àpex per acabar en una fina punta.
- successió: Procés pel qual unes comunitats se substitueixen per unes altres de manera natural en un ecosistema.
- suculent -a: Es diu de les fulles (i altres òrgans vegetals) que contenen una gran quantitat de teixits aqüífers, la qual cosa fa que siguin molt gruixudes i abundants en suc.
- sufruticós -osa: Es diu de la planta herbàcia amb la part basal lignificada.
- súper -a: Es diu de l'ovari o gineceu unit al tàlem només per la base, de manera que resta per sobre dels altres verticils florals.
- supralitoral:
- sureda: Bosc format per sureres.
- suspensor:
- sutura: Línia que s'observa als marges concrescents dels carpels.

## T
| Índex: A B C D E F G H I J K L M N O P Q R S T U V W X Y Z — Especials Inici — vegeu també — enllaços externs |

- taca: Sinònim de màcula.
- taigà: Bosc d'avets i d'altres coníferes propi de les terres fredes boreals.
- tàlem: Part apical d'un peduncle o pedicel, sovint eixamplada, on s'insereixen els verticils florals.
- tal·lòfit: Vegetal amb tal·lus (la major part de les algues i dels fongs).
- tal·lofític -a: * tal·lós -osa: Es diu de l'organisme que té tal·lus.
- tal·lus: Aparell vegetatiu d'organització relativament simple, pluricel·lular, amb parts poc o molt diferenciades morfològicament i funcionalment (però mai constituït perarrel, tija i fulles veritables), propi de les algues pluricel·lulars, fongs i líquens.
- taní: Conjunt d'èsters amb propietats antisèptiques que es troben en diverses parts de les plantes com l'escorça i elxilema.
- tany: 1. Es diu del brot que surt a la soca d'un arbre. 2. Rebrot.
- tapet: Capa cel·lular que es troba envoltant les cèl·lules mare dels grans de pol·len i de les espores de lesfalgueres, que contribueixen al desenvolupament d'aquestes.
- tàxon: Qualsevol entitat taxonòmica reconeguda pels codis internacionals de nomenclatura botànica, zoològica ibacteriològica.
- taxonomia: 1. Part de la història natural que tracta de la classificació dels animals i de les plantes. 2. Classificació, les seves lleis i els seus principis.
- teca: 1. Qualsevol de les meitats de l'antera que porten els sacs pol·línics. 2. Qualsevol de les dues parts encaixades delfrústul de les diatomees.
- tector: Es diu de la part d'un vegetal que té una funció protectora o de cobriment (per exemple, les fulles).
- tectriu:
- tegument: 1. Qualsevol de les diverses parts orgàniques, peces o cobertes protectores de les plantes. 2. Coberta, sovint doble, que protegeix el primordi seminal.
- teixits: Qualsevol dels diversos agregats de cèl·lules que formen les parts anatòmiques dels cossos organitzats.
- telecòria: Fenomen que defineix la dispersió de les llavors lluny de la planta mare, individualment o juntament amb els fruits.
- teleutòspora:
- teliòspora:
- teloma:
- telomorf:
- tenassa:
- tèpal: Qualsevol de les peces d'un periant homoclamidi o monoclamidi.
- termòfil -a: Es diu de l'organisme de llocs càlids i que no tolera bé el fred.
- termonàstia: Es diu del moviment d'un òrgan vegetal en resposta a l'estímul de la temperatura.
- ternat-ada: Disposat de tres en tres.
- teròfit: Planta anual que completa el seu cicle biològic, des de la germinació fins a la fructificació, en un sol període vegetatiu, en menys d'un any, i tot seguit mor.
- terofític -a:
- terpè: Nom genèric dels hidrocarburs de fórmula general (C₅H₈)n, que ocorren en la majoria d'olis essencials i d'oleoresines i, per tant, en les plantes .
- terra baixa:
- terrícola: Es diu dels organismes que viuen al sòl.
- testa: És la capa externa de l'episperma de la llavor, que procedeix de la primina del primordi seminal.
- tètrada: Conjunt de quatre cèl·lules originades per meiosi d'una cèl·lula mare.
- tetradínam-a: Que té sis estams, quatre més llargs que els altres dos.
- tetràgon -a: Amb quatre angles.
- tetràmer -a: Que consta de quatre parts o peces.
- tetrandre -a: Es diu de les flors amb 4 estams.
- tetraqueni: Fruit format per quatre aquenis.
- tetràspora: Espora haploide que es produeix meiòticament en un tetrasporangi d'algunes algues vermelles.
- tetrasporangi:
- tetrasporòfit:
- tija: òrgan de les plantes cormofítiques, generalment cilíndric i aeri, que porta les fulles.
- tilacoide: Invaginació en forma de sac de la membrana interna del plastidi, on es troben els pigments fotosintètics.
- timoneda: Matollar de farigola.
- tipificació: Elecció d'un tipus nomenclatural per a definir un tàxon.
- tipus nomenclatural: Exemplar que s'escull com a representatiu i en el qual es basa la descripció d'un tàxon.
- tissular: 1. Relatiu als teixits orgànics. 2. Hístic, de la naturalesa dels teixits orgànics.
- toment: Conjunt dens de pèls que formen com una borra.
- tomentós -osa: Cobert de tricomes molt atapeïts i curts.
- torba: Matèria carbonosa i fosca que es forma en sòls molt humits i als aiguamolls per descomposició lenta dels residus vegetals.
- torbera: Associació de molses del gènere Sphagnum, on la descomposició de la vegetació produeix torba.
- tortuós -osa: Doblegat successivament de manera irregular.
- torulós -osa: Que presenta protuberàncies seriades com un collaret o rosari. Moniliforme.
- toxicosi: Intoxicació per substàncies tòxiques, microorganismes vius o alteracions de productes que s'han ingerit.
- translúcid -a: Que deixa passar la llum.
- transpiració: Procés fisiològic consistent en l'eliminació per evaporació d'una gran part de l'aigua absorbida per les plantes.
- tràquea: Vas llenyós obert i allargat, format per la superposició de cèl·lules mortes que han perdut les parets transversals.
- traqueida: Vas llenyós unicel·lular de parets transversals obliqües, generalment proveïdes de porus areolats.
- traqueòfit: Sinònim de cormòfit.
- traumatonàstia: Es diu del moviment d'un òrgan vegetal en resposta a una ferida en la mateixa planta.
- tri-: Forma prefixada que vol dir 'tres'.
- tribu: Categoria taxonòmica situada entre la subfamília i Gènere (biologia).
- triandre -a: Es diu de les flors amb tres estams.
- trical:
- tricoc-a: Amb tres cocs.
- tricocist:
- tricògina: Prolongació en forma de filament que tenen els gametocists femenins de les algues roges i alguns ascomicets per a captar un espermaci.
- tricoma: Formació epidèrmica semblant a un pèl.
- trifil·le -a: Sinònim de trifoliat.
- trífid-a: Es diu de l'òrgan dividit en tres lòbuls fins a menys de la meitat de la seva longitud.
- trifoliat -ada: Amb tres fulles.
- trifoliolat-ada: Es diu de la fulla composta de tres folíols.
- trigenètic -a:
- trígon -a: 1. Triquetre. 2. Amb tres angles aguts.
- triloba-ada: Dividit en tres lòbuls, proveït de tres lòbuls.
- trímer-a: Que consta de tres parts o peces.
- tripinnat-ada: 1. Tres cops pinnat. 2. Es diu de la fulla amb la nervadura tres vegades pinnada.
- triploide: Es diu de la cèl·lula o de l'organisme que té triploïdia.
- triploïdia: Poliploïdia especial, en què la dotació cromosòmica és triple i l'organisme, anomenat triploide, té en totes i cadascuna de lescèl·lules tres jocs de cromosomes.
- triplostèmon -a: Es diu de les flors que tenen un nombre d'estams triple al de les peces del periant.
- triquetre: Trígon, que presenta tres angles aguts.
- trisecte-a: Es diu de les fulles dividides en tres segments que atenyen el nervi medial.
- tronc: Tija principal lignificada i rígida dels arbres i alguns arbusts.
- tropisme: Curvatura o moviment d'un organisme fix o d'un òrgan vegetal causat per un estímul.
- trottoir:
- truncat-ada: Es diu de les fulles i altres òrgans terminats en una vora o secció transversal recta o plana, com si haguessin estat escapçats.
- tub: Part tubulosa d'una corol·la gamopètala o d'un calze de sèpals soldats.
- tub cribrós: Cèl·lula floemàtica allargada, especialitzada en la conducció de la saba elaborada.
- tub pol·línic: Protrusió allargada i vacuolitzada que transporta els gàmetes masculins en les plantes amb llavor i que s'origina a partir de la cèl·lula vegetativa del gametòfit masculí que es forma en el gra de pol·len.
- tubercle: Òrgan caulinar subterrani, engruixit i amb un parènquima carregat de substàncies de reserva.
- tuberculat-ada: Proveït de tubercles (prominències arrodonides) a la seva superfície.
- tuberiforme: Es diu de l'òrgan que té forma de tubercle.
- tuberós-osa: 1. Que té tubercles. 2. Tuberiforme. 3. Recobert de tubercles o tuberositats, nodós.
- tubular: En forma cilíndrica, de tub.
- tubuliflor-a: 1. Que presenta corol·la tubular (sinònim de tubiflor). 2. Es diu de les plantes de la família de les compostes que tenen les flors del capítol, o si més no les del disc central, tubulars.
- tubulós-osa: Semblant a un tub; compost de parts tubulars.
- tumor vegetal: Cecidis de creixement indefinit provocats per bacteris o altres agents tumorògens com virus, radiacions, substàncies químiques, etc.).
- tundra: Comunitat vegetal formada per molses i líquens, sense arbres, pròpia de les terres àrtiques.
- túnica: 1. Embolcall o tegument. 2. Cadascuna de les fulles carnoses que componen certs bulbs i que envolten l'ull central.
- tunicat -ada: Es diu de l'òrgan que presenta túnica.
- turgència: Inflament d'una cèl·lula vegetal per excés d'hidratació del protoplast.
- turgent: Inflat per excés d'aigua.
- turió: Brot tendre que neix d'un rizoma.

## U
| Índex: A B C D E F G H I J K L M N O P Q R S T U V W X Y Z — Especials Inici — vegeu també — enllaços externs |

- umbel·la: Inflorescència en què els pedicels arrenquen radialment d'un mateix punt i tenen sovint la mateixa longitud.
- umbel·la composta* : Umbel·la que té els radis terminats en una umbèl·lula.
- umbel·liforme: En forma d'umbel·la.
- umbèl·lula: Umbel·la que hi ha a l'extrem de cada radi d'una umbel·la composta.
- umbilicat - ada: 1. Es diu de l'òrgan o la part vegetal que presenta una depressió comparable a la del llombrígol. 2. En els líquens, es diu del tal·lus còncau i unit al substrat per un sol punt.
- uncinat -ada: Es diu del pèl, o altra estructura, que és encorbat de la punta, com un ganxo.
- uncínul: En el procés de formació de l'asc, diverticle unciforme que apareix a l'àpex d'una hifa ascògena.
- ungla: part inferior, generalment estretida, d'un pètal.
- unguiculat -ada: Dit del pètal que té ungla.
- uni-: Forma prefixada que vol dir 'un'.
- uniaxial: Que té un sol eix.
- unilabiat -ada: Es diu de la corol·la o del calze zigomorfs que tenen només un llavi.
- uniseriat: Disposat en una fila o sèrie.
- unisexual: Es diu de l'organisme que només té un aparell reproductor masculí o bé femení.
- urceolat -ada: En forma d'olla o de gerro panxut.
- uredini: En les uredinals, pústula on es formen les uredòspores.
- uredosorus: En les uredinals, pústula on es formen les uredòspores.
- uredòspora: Tal·lòspora unicel·lular pròpia de la fase dicariòtica de les uredinals.
- urticant: 1. Que produeix una pruïja similar a la que produeixen les ortigues. 2. Agent que pot produir urticària.
- ustilagòspora: Teliòspora de les ustelaginals, de color negre.
- ustilòspora: Sinònim de ustilagòspora.
- utricle: 1.Embolcall vesiculós de l'ovari, i posteriorment del fruit, de les plantes del gènere Carex. 2. aqueni amb ovari pluricarpel·lar típic de les amarantàcies.

## V
| Índex: A B C D E F G H I J K L M N O P Q R S T U V W X Y Z — Especials Inici — vegeu també — enllaços externs |

- vacúol: Espai intracel·lular protoplasmàtic en el qual s'acumulen substàncies líquides o gasoses, o productes sòlids.
- vacuoma: Conjunt de vacúols d'una cèl·lula.
- vaginant: Sinònim d'embeinador.
- vaginat -ada: Fulla o altre òrgan proveït d'una beina.
- val·lècula: 1. Solc a la tija dels equisets. 2. En el fruit de les umbel·líferes, solc comprès entre dues costes.
- val·lecular: Relatiu o pertanyent a la val·lècula.
- valva: 1. Qualsevol de les parts que es formen en obrir-se els fruits secs i dehiscents longitudinalment. 2. Cara superior o inferior del frústul de les diatomees, normalment perpendiculars a les bandes laterals (pleures) per on s'encaixen les dues teques.
- valvar: 1. ZOOL Relatiu o pertanyent a la valva. 2. Dit de la foliació o de la prefloració en què les diverses fulles es toquen lateralment però sense cavalcar les unes sobre les altres.
- variegació: Coloració irregular dels òrgans vegetals i que apareix en forma de taques on les cèl·lules no produeixen pigment.
- variegat -ada: Es diu de la planta que presenta variegació.
- varietat: Categoria taxonòmica inferior a la subespècie que presenta algun tret morfològic diferencial.
- vas: Cèl·lules conductores del xilema, alineades a manera de tub, una al costat de l'altra.
- vascular: Relatiu o pertanyent als vasos de les plantes .
- vegetació: Conjunt que formen les plantes que viuen en una regió determinat formant una comunitat dinàmica.
- vegetal: Organisme fotosintèntic, terme que inclou els cianobacteris, les algues i les plantes.
- vegetatiu -iva: Que fa totes les funcions vitals característiques d'un vegetal, excepte la reproducció sexual.
- vel: Es diu de la membrana semblant a un tel que pot recobrir alguns òrgans o estructures vegetals, sobretot fongs.
- vel universal: Es diu del vel format d'hifes que embolcalla el carpòfor d'alguns fongsbasidiomicets des del pileu fins al peu.
- vellutat* -ada: Suau al tacte com el vellut.
- vena: Sinònim de nervi.
- vernació: Sinònim de prefoliació.
- vernal: Que es desenvolupa o floreix per la primavera.
- verrucós -osa: Cobert de prominències semblants a les berrugues.
- verticil: Conjunt de fulles o d'òrgans que neixen al mateix nivell en una tija o eix.
- verticil·lastre: Conjunt d'òrgans que en aparença formen un verticil.
- verticil·lat -ada: Disposat en verticil.
- vesícula: 1. En els teixits vegetals, petita cavitat plena d'humor o d'aire. 2. Vesícula aerífera: Cadascuna de les protuberàncies vesiculars que presenten els grans de pol·len de moltes coníferes i que faciliten llur dispersió pel vent. 3. Vesícula aerífera: Aerocist.
- vesiculoarbuscular: Dit de les micorrizes que presenten hifes que penetren en les cèl·lules de l'arrel, on formen vesícules i arbuscles.
- vesiculós -osa: Inflat en forma de vesícula o sac.
- vexil·lar: Dit de la prefloració imbricada coclear pròpia de la majoria de les fabàcies, en què l'estendard recobreix els pètals restants.
- vestigial: Poc desenvolupat, rudimentari.
- vicariança: Relació entre espècies molt properes però que estan separades geogràficament i que descendeixen d'un ancestre comú.
- vicariant: Es diu de les espècies concretes que intervenen en una relació de vicariança.
- vil·là: Apèndix terminal de certs fruits, provinent del calze d'una flor d'ovari ínfer, format per pèls, setes o esquames o per una coroneta membranosa, sinònim de papus.
- vil·lós -osa: Sinònim de pilós.
- vita oleífera: conducte secretor de les umbel·líferes (i dels fruits d'algunes compostes).
- vivaç: 1. Es diu de la planta herbàcia que té òrgans subterranis persistents i renova cada any l'aparell aeri. 2. Perenne.
- vivípar -a: Que presenta viviparisme.
- viviparisme: Propietat de les plantes que fan llavors que germinen sobre la mateixa planta, abans de dispersar-se, i amb això el que es dissemina és una plàntula.
- voluble: Es diu de la tija i de la planta enfiladissa que s'entortolliga en el suport.
- volutina: Material de reserva de polifosfat que forma grànuls en el citoplasma dels cianobacteris.
- volva: Estructura en forma de bossa al voltant d'alguns bolets, que és la part persistent del vel universal.

## X
| Índex: A B C D E F G H I J K L M N O P Q R S T U V W X Y Z — Especials Inici — vegeu també — enllaços externs |

- xancre: En botànica tipus de necrosi cortical del tronc i les branques d'un arbre sovint acompanyada d'hipertròfies i d'esquerdes longitudinals.
- xantofil·la: Pigment de tipus carotenoide que apareix en moltes plantes conjuntament amb els carotens.
- xarxa: En botànica es diu d'aquells sistemes reticulats de relacions entre conjunts definits per la taxonomia.
- xenogàmia: Sinònim d'al·logàmia.
- xèric: Que és sec, àrid.(vegeu en el seu context)
- xeroacàntic -a: Relatiu o pertanyent a les formacions de mates espinoses en coixinet pròpies de l'alta muntanya mediterrània.
- xeròfil -a: Adjectiu per descriure un organisme que viu en indrets secs.
- xeròfit: Planta xeròfila, que creix en llocs secs.
- xerofític -a: * xeròmorf -a: Adjectiu per indicar xeròfits o típics en d'hàbitats àrids.
- xeròter -a: Es diu de les muntanyes no tropicals en les quals l'estació càlida de l'any és seca i, per tant, pateixen una època d'eixut estival.
- xilema: Conjunt de vasos llenyosos, parènquima i elements esquelètics i ocasionalment glandulars que juntament amb el floema constitueixen elsistema conductor que porta la saba bruta i fa ensems funcions de sosteniment, constituït per cèl·lules mortes de parets rígides, gruixudes i lignificades.
- xilemàtic-a: Relatiu o pertanyent al xilema.
- xilologia: Ciència que s'ocupa de l'estudi del xilema o de la fusta en general.
- xuclador: Haustori d'una planta paràsita originat per modificació d'una arrel.

## Z
| Índex: A B C D E F G H I J K L M N O P Q R S T U V W X Y Z — Especials Inici — vegeu també — enllaços externs |

- zigomicet: Fong de la divisió dels zigomicots, de miceli no septat, que es reprodueixen típicament per esporangis, per la fusió o conjugació de dos gametangis i formant espores aèries no flagel·lades. El fílum zigomicets ha estat identificat compolifilètic, i actualment no sol ser inclòs en els sistemes de classificació fúngica.
- zigomicosi: Micosi produïda per fongs del fílum zigomicets.
- zigomorf: Es diu d'un organisme, d'un òrgan o d'una part orgànica que té un sol pla de simetria.
- zigòspora: Es diu del zigot de resistència que té una paret gruixuda per suportar condicions ambientals extremes.
- zigosporangi:
- zigot: Cèl·lula amb doble dotació cromosòmica formada per la fusió d'un gàmeta femení amb un gàmeta masculí abans de començar la segmentació, ou.
- zonació: Distribució de la vegetació en zones o bandes al llarg d'un gradient fort de canvi dels factors físics o climàtics, com ara la temperatura, lahumitat, etc. Un dels tipus més freqüent és la zonació altitudinal.
- zoïdiòfil -a: Sinònim de zoòfil.
- zoïdiògam -a: Sonònim de zoògam.
- zoocecidi: Cecidi produït per un paràsit animal.
- zoocor -a: 1. Dit de les plantes que disseminen llurs fruits, espores o llavors directament o indirectament mitjançant animals. 2. Dit del tipus de disseminació de les plantes zoocores.
- zoocòria: Disseminació dels fruits, les espores o les llavors dels vegetals duta a terme pels animals.
- zoòfil -a: Dit de la planta en què la pol·linització és acomplerta per animals.
- zoofília: Pol·linització realitzada mitjançant la intervenció dels animals.
- zoògam -a: Dit de la planta que es reprodueix per zoogàmia.
- zoogàmia: Sistema de reproducció sexual dels espermatòfits en què la pol·linització es fa mitjançant animals.
- zoòspora: espora flagel·lada o ciliada.
- zoosporangi: Esporangi que produeix zoòspores
- zooxantel·la: Nom donat a certes algues unicel·lulars del grup dels cromòfits que viuen en simbiosi dins el cos d'animals pluricel·lulars o de protozous.